# Orgueil et Préjugés
Pride and Prejudice
Vous lisez un « article de qualité » labellisé en 2010.  Il fait partie d'un « thème de qualité ».
Pour les articles homonymes, voir Orgueil et Préjugés (homonymie) et Pride (homonymie).
Orgueil et Préjugés (Pride and Prejudice) est un roman de la femme de lettres anglaise Jane Austen paru en 1813. Il est considéré comme l'une de ses œuvres les plus significatives et est aussi la plus connue du grand public.
Rédigé entre 1796 et 1797, le texte, alors dans sa première version (First Impressions), figurait au nombre des grands favoris des lectures en famille que l'on faisait le soir à la veillée dans la famille Austen. Révisé en 1811, il est finalement édité deux ans plus tard, en janvier 1813. Son succès en librairie est immédiat, mais bien que la première édition en soit rapidement épuisée, Jane Austen n'en tire aucune notoriété : le roman est en effet publié sans mention de son nom (« par l'auteur de Sense and Sensibility ») car sa condition de « femme de la bonne société » lui interdit de revendiquer le statut d'écrivain à part entière.
Drôle et romanesque, le chef-d'œuvre de Jane Austen continue à jouir d'une popularité considérable, par ses personnages bien campés, son intrigue soigneusement construite et prenante, ses rebondissements nombreux, et son humour plein d'imprévu. Derrière les aventures sentimentales des cinq filles Bennet, Jane Austen dépeint fidèlement les rigidités de la société anglaise au tournant des XVIIIe et XIXe siècles. À travers le comportement et les réflexions d'Elizabeth Bennet, son personnage principal, elle soulève les problèmes auxquels sont confrontées les femmes de la petite gentry campagnarde pour s'assurer sécurité économique et statut social. À cette époque et dans ce milieu, la solution passe en effet presque obligatoirement par le mariage : cela explique que les deux thèmes majeurs d'Orgueil et Préjugés soient l'argent et le mariage, lesquels servent de base au développement des thèmes secondaires.
Grand classique de la littérature anglaise, Orgueil et Préjugés est à l'origine du plus grand nombre d'adaptations fondées sur une œuvre austenienne, tant au cinéma qu'à la télévision. Depuis Orgueil et Préjugés de Robert Z. Leonard en 1940, il a inspiré quantité d'œuvres ultérieures : des romans, des films, et même une bande dessinée parue chez Marvel Comics.
Dans son essai de 1954, Ten Novels and Their Authors, William Somerset Maugham le cite en seconde position parmi les dix romans qu'il considère comme les plus grands. En 2013, Le Nouvel Observateur, dans un hors-série consacré à la littérature des XIXe et XXe siècles, le cite parmi les seize titres retenus pour le XIXe siècle, le considérant comme « peut-être le premier chef-d'œuvre de la littérature au féminin ».

## Choix du titre

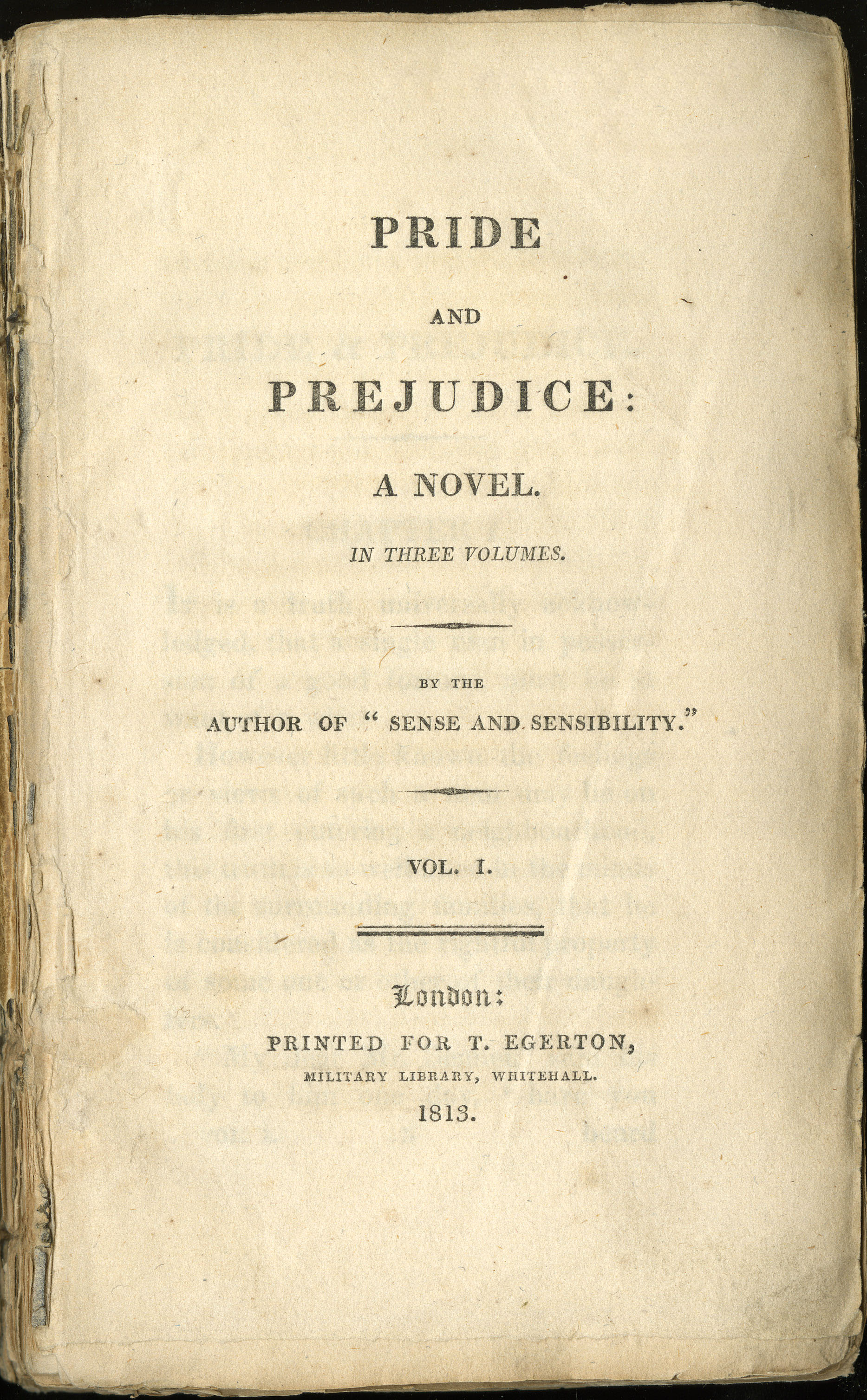
Page de titre de l'édition originale de Pride and Prejudice, 1813. Le nom de Jane Austen n'y apparait pas, car le roman y est annoncé comme écrit « par l'auteur de Sense and Sensibility ».

### DeFirst ImpressionsàPride and Prejudice
"Pride and Prejudice" n'est pas le titre initial ; le premier jet d'août 1797 (Jane Austen a alors 21 ans) s'intitule First Impressions (Premières impressions), mais en janvier 1813 le roman est publié par l'éditeur Egerton sous son nom définitif.

Même si l'expression « Pride and Prejudice » apparaît pour la première fois sous la plume d'Edward Gibbon, dans son ouvrage Decline and Fall of the Roman Empire, et est employée assez couramment à l'époque c'est en hommage à Cecilia de Fanny Burney (publié en 1782) que Jane Austen aurait finalement retenu ce titre : l'expression pride and prejudice apparaît en effet textuellement dans la conclusion morale du roman de Fanny Burney où l'on peut lire : 

« The whole of this unfortunate business, said Dr. Lyster, has been the result of PRIDE and PREJUDICE.
Toute cette malheureuse affaire, déclara le Dr Lyster, a été le résultat de l'orgueil et des préjugés. »

— Fanny Burney, Cecilia, chapter X, A Termination.
De nombreuses ressemblances existent entre les personnages de Pride and Prejudice et ceux de Cecilia : Darcy, sa tante Lady Catherine de Bourgh et Elizabeth Bennet dans le premier roman font penser respectivement à Delvile, son père, et Cecilia Beverley dans le second, dont l'intrigue même offre aussi quelques similitudes avec celle de Pride and Prejudice.
Comme pour Sense and Sensibility (Raison et Sentiments), publié deux ans auparavant, Jane Austen trouve plaisant dans ce titre l'allitération créée par les consonnes initiales communes, qui renforce cette expression dont les deux mots sont, à l'époque, toujours associés et non, comme on pourrait le croire, mis en balance.

### Traductions en français
Les traductions françaises, depuis celle - très incomplète et infidèle - établie par la Bibliothèque britannique de Genève entre juillet et octobre 1813 sous le titre Orgueil et Préjugé, nombreuses (plus d'une douzaine à ce jour), prouvent l'intérêt précoce pour Jane Austen en France, et le défi qu'elle représente pour le traducteur,. D'ailleurs, en dehors des différentes traductions françaises, seule la traduction allemande de 1830, Stolz und Vorurtheil (sic), a été effectuée au XIXe siècle, toutes les autres étant plus tardives.
Évolution des traductions et de la typographie du titre en français :
- Orgueil et Prévention : par l'auteur de « Raison et Sensibilité », traduit de l'anglais par Mlle E…*** (Eloïse Perks[11], « jeune anglaise élevée à Londres »[10]) en 1821, chez Pigoreau[12]. Il s'agit là de la première traduction complète de l'œuvre (celle de 1813 ayant simplement résumé de très nombreux passages[13]) ;
- Orgueil et Préjugé : par l'auteur de « Raison et sensibilité », Paris, chez J.-J. Paschoud, en 1822 (sans nom de traducteur) ;
- Les Cinq Filles de Mrs Bennet[N 3], à Paris, chez Plon en 1932. Cette traduction de Valentine Leconte et Charlotte Pressoir, élégante mais non intégrale, est régulièrement rééditée en 10/18, mais avec le titre Orgueil et Préjugés[14] ;
- Orgueil et préjugés, pour la traduction d'Eugène Rocart en 1945 (Éditions La Boétie, Bruxelles) et celle de Jean Privat en 1946 (aux Éditions des Loisirs, reprise par Archipoche en 2010)[15] ;
- Orgueil et Préventions, traduction de R. Shops et A.-V. Séverac en 1946 à Bruxelles (« Le Carrefour ») illustrée par Charles Smets ;
- L'Orgueil et le Préjugé, traduction de Jules Castier, aux éditions Stock, en 1947[16] ;
- Orgueil et préjugés, traduction pour la jeunesse de Germaine Lalande, avec des illustrations de M. L. Blondi, chez Hazar à Paris, en 1948 ;
- Orgueil et préjugés, traduction de Luce Clarence en 1954, chez Tallandier, à Paris, collection « Les Heures Bleues » ;
- Jean Paul Pichardie, en 2000, reprend le titre Orgueil et préjugé, pour sa traduction dans La Pléiade[17] comme Béatrice Vierne, en 2004 aux Éditions du Serpent à plumes[18] (rééditée en 2006 par les Éditions du Rocher dans la série Motifs) ;
- Les traductions plus récentes, celle de Pierre Goubert[19] en 2007 pour Folio Classique[20], celle de Laurent Bury en 2010 pour GF-Flammarion[21], et celle de Sophie Chiari en 2011 pour Le Livre de poche[22], reprennent toutes le titre Orgueil et préjugés.
- La traduction de Michel Laporte, pour le Livre de Poche jeunesse (édition condensée, 2011)[23], garde aussi ce titre, mais en remettant une majuscule à Préjugés[N 4].

## Publication et accueil de l'œuvre

### Le manuscrit
Écrit entre octobre 1796 et août 1797, dans une période d'intenses débats d'idées, First Impressions devient très vite le favori de la famille Austen lors des lectures du soir. Le 1er novembre 1797, George Austen, le père de Jane, adresse un courrier à l'éditeur londonien bien connu Thomas Candell, lui proposant de lui envoyer le manuscrit pour publication. Sans doute cependant sa description de l'ouvrage est-elle trop succincte et peu convaincante, puisque sa lettre lui revient avec la mention « refusé par retour du courrier » (declined by Return of Post).
On continue après ce refus à relire souvent le manuscrit en famille, puis il reste en sommeil pendant une quinzaine d'années jusqu'à la publication et au succès d'estime de Sense and Sensibility (Raisons et Sentiments), en 1811. Jane Austen reprend son roman entre mai 1811 et l'automne 1812, et change son titre, First Impressions en Pride and Prejudice, car en 1801 est sorti un roman de Mrs Holford, lui-même intitulé First Impressions.
Comme rien ne subsiste du manuscrit originel, on en est réduit aux conjectures. Le grand nombre de lettres dans le roman définitif fait supposer que First Impressions était un roman épistolaire. La présentation en trois tomes et l'abondance des dialogues et des coups de théâtre évoquent la comédie, et de nombreux passages sont construits comme de vraies scènes de théâtre.
Jane Austen fait simplement remarquer à sa sœur Cassandra, dans la lettre datée du 29 janvier 1813, qui contient ses premières réactions sur l'ouvrage imprimé, qu'elle a « si bien réussi à élaguer et tailler » son manuscrit (selon son expression « I have lop't and crop't so successfully ») qu'elle « pense qu'il doit être plutôt plus court que Sense and Sensibility ».

### Parution et accueil

#### Premiers succès
Elle propose le manuscrit à un autre éditeur londonien, Thomas Egerton, de Whitehall. Elle en demandait 150 livres sterling, il l'accepte pour 110 livres. Publié anonymement (« par l'auteur de Sense and Sensibility », le roman sort à la fin du mois de janvier 1813, en trois volumes (three-decker, roman « à trois-ponts »), pour un prix total de 18 shillings.
Jane Austen suit de près la parution de son « cher enfant » dont elle a reçu un exemplaire le 27 janvier.
Le succès est plus grand que celui de Sense and Sensibility et la première édition de 1 500 exemplaires est épuisée au bout de six mois. Une deuxième sort en novembre, en même temps qu'une seconde de Sense and Sensibility. Il y en aura une troisième en 1817. Ce succès est cependant relatif : les mille exemplaires de la première édition du roman historique de Walter Scott Waverley sont épuisés en deux jours, et il est réédité quatre fois dans la seule année 1814 et Rob Roy, du même auteur, se vend à dix mille exemplaires en quinze jours en 1817.
Les amateurs de romans « réalistes » apprécient. En mai, Annabella Milbanke (la future Lady Byron) en fait une critique élogieuse, et conseille le livre à sa mère. Mary Russell Mitford est beaucoup plus réservée. Un article publié en octobre 1815 dans la Quarterly Review, qui est aussi le premier article à paraître dans cette revue concernant l'œuvre de Jane Austen, loue la profondeur de la connaissance du cœur humain et la « dextérité dans l'exécution », de cet auteur anonyme dont certains se demandent s'il s'agit vraiment d'une femme, compte tenu de ses qualités de style, et malgré sa bonne connaissance de la psychologie féminine.
Sir Walter Scott, fervent admirateur de Jane Austen, dont il louait la faculté d'étudier une réalité banale et d'en faire ressortir la véritable nature, note le 26 mars 1826 dans son journal : « Ai relu, au moins pour la troisième fois, le roman si finement écrit de Miss Austen » ajoutant : « Cette jeune dame a, pour décrire les complications, les sentiments et les caractères de la vie commune, un talent qui, à mon goût, est le plus admirable que j'ai rencontré. Car le style à grand fracas, j'y réussis moi-même aussi bien que quiconque, mais cette touche exquise qui rend intéressantes des choses et des personnes quelconques ou triviales, par la seule vérité de la description et du sentiment m'est refusé. Quel dommage qu'une créature aussi douée soit morte si tôt ! ».
La première traduction en français (abrégée et anonyme), Orgueil et Préjugé, paraît à Genève à la Bibliothèque britannique dès juillet 1813, suivie en 1822 de celle d'E. Perks, Orgueil et Prévention. La réédition anglaise de 1817, la traduction allemande de 1830 (Stolz und Vorurteil) et la première édition américaine de 1832 ne comportent toujours pas de nom d'auteur. Il faut attendre 1833 pour qu'apparaisse le nom de l'auteur en Angleterre, dans l'édition en deux volumes des Standard Novels Series de Richard Bentley. Sa discrétion et celle de sa famille, ainsi que sa mort prématurée, l'ont desservie, et la période romantique l'a quelque peu méprisée.

#### L'éclipse romantique
Ainsi Charlotte Brontë ne comprend pas pourquoi George Lewes aime tant cet auteur et ce roman. Elle-même n'y a vu que « la photographie exacte d'une figure banale, un jardin parfaitement entretenu, soigneusement clôturé, aux bordures nettes, avec des fleurs fragiles ; mais pas l'once d'une physionomie lumineuse et enjouée, pas de campagne ni d'air frais, ni de collines bleues, ni de plaisant ruisseau ». Elle n'aimerait pas trop « vivre avec ses personnages dans leurs maisons élégantes mais confinées ».
La « traversée du désert » continue une partie du siècle : ses détracteurs sont souvent féroces. D.H. Lawrence la considère comme une vieille fille mesquine et snob, et Mark Twain écrit le 13 septembre 1898 : « Chaque fois que je lis Pride and Prejudice, je n'ai qu'une envie : la déterrer et lui frapper le crâne avec son propre tibia » ou encore, le 18 janvier 1909, que la prose de Jane Austin (sic) est « illisible ». L'écrivain britannique Arthur Machen est aussi sévère, affirmant dans Hieroglyphics: A Note upon Ecstasy in Literature, publié en 1902, que « Jane Austen est à Sophocle ce qu'une porcherie est à une cathédrale ».
En 1870 cependant A Memoir of Jane Austen, publié par son neveu James Edward Austen-Leigh, relance l'intérêt pour l'œuvre comme pour l'auteur. La critique française la découvre alors et s'intéresse à son œuvre : Léon Boucher, en 1878, écrit dans la Revue des deux Mondes : « Si ses contemporains autrefois célèbres eurent du talent, elle seule eut du génie », et n'hésite pas à la comparer à Flaubert. En 1908, M. Clément la compare à Anatole France et « évoque son charme si subtil qu'on ne le goûte qu'en la lisant et la relisant ». Il fait une brève analyse de Orgueil et Parti Pris dont « les personnages n'ont rien d'exceptionnel, sinon la puissance avec laquelle ils sont créés par l'artiste qui s'en amuse ».

#### Le succès grandissant
Le XXe siècle lui rend finalement justice. William Dean Howells, Henry James et Rudyard Kipling l'admirent beaucoup. Virginia Woolf la compare à Shakespeare. Dans le monde anglo-saxon le chef-d'œuvre de Jane Austen, continue à jouir d'une popularité considérable par son intrigue romanesque aux rebondissements nombreux, soigneusement construite et prenante, mais aussi par la vivacité du style, l'ironie mordante ou malicieuse de l'auteur et son humour plein d'imprévu, que les traductions peinent à rendre.
Les personnages sont bien campés (rounded characters,), en particulier Elizabeth dont la force de caractère, la vivacité d'esprit et l'énergie parlent aux lecteurs modernes. D'abord ceux qui, comme elle, ont vécu une période de guerre puis, plus récemment, ceux qui ont découvert Orgueil et Préjugés à travers ses nombreuses rééditions, ou ses adaptations au cinéma et à la télévision.
On ne compte plus les études sur l'auteur et sur son roman le plus célèbre. Aujourd'hui où « Austen est devenue une industrie mondiale », la notoriété de son roman le plus connu, le plus réédité, le plus traduit (dans 35 langues), le plus souvent adapté, et le mieux aimé, a désormais largement débordé le monde anglo-saxon.

## Résumé
Roman de « développement personnel » (conduct novel), roman didactique (contrast novel), roman psychologique, roman sentimental (romance novel), il se présente en trois parties, trois actes pourrait-on dire, correspondant aux trois tomes de l'édition originale, et suivant la trame de la comédie romantique, comme Beaucoup de bruit pour rien, de William Shakespeare.

### Tome I (22 chapitres)
À Longbourn, petit bourg du Hertfordshire, sous le règne du roi George III, Mrs Bennet est déterminée à marier ses cinq filles afin d'assurer leur avenir, compromis par un entail qui les prive d'hériter au profit de leur cousin. Lorsqu'un riche jeune homme, Mr Bingley, loue Netherfield, le domaine voisin, elle espère vivement qu'une de ses filles saura lui plaire assez pour qu'il l'épouse. Malheureusement il est accompagné de ses deux sœurs, Caroline et Louisa, plutôt imbues d'elles-mêmes, et d'un ami très proche, Mr Darcy, jeune homme immensément riche, propriétaire d'un grand domaine dans le Derbyshire, mais très dédaigneux et méprisant envers la société locale.

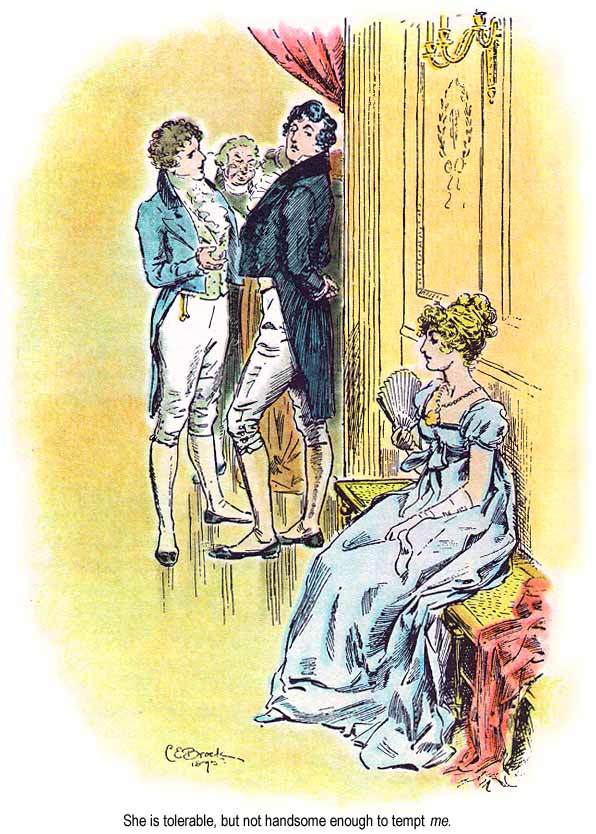
Elle est passable, mais pas assez belle pour me tenter, dit Mr. Darcy. C. E. Brock (Pride and Prejudice, 1895).

Elizabeth observe avec amusement ce petit monde. Si elle apprécie le charmant Mr Bingley, elle est irritée par le fier Mr. Darcy qui à leur première rencontre, au cours du bal organisé dans le bourg voisin de Meryton, a refusé assez impoliment de danser avec elle, même si elle en plaisante en disant : « Je pourrais facilement lui pardonner son orgueil s'il n'avait mortifié le mien » (I could easily forgive his pride, if he had not mortified mine). De là naît le « préjugé » qu'elle nourrit contre lui ; préjugé que le séduisant Wickham, officier récemment arrivé qui connaît Darcy depuis l'enfance, entretient soigneusement par ses révélations sur le préjudice qu'il a subi du fait de Mr. Darcy.
Ayant donc des motifs personnels pour détester Darcy, elle se montre à la limite de l'insolence lorsque celui-ci, qui apprécie de plus en plus sa vivacité et son intelligence, cherche à mieux la connaître. Elle observe avec plaisir l'évolution des sentiments de sa sœur préférée pour Bingley, et prête une oreille attentive au beau Wickham qui ne la laisse pas indifférente. Il lui faut aussi garder son sang froid devant le ridicule Mr Collins, ce cousin qui héritera de leur propriété de Longbourn à la mort de Mr Bennet, selon le principe de l’entail. Récemment nommé recteur de Hunsford, dans le Kent, il cherche à prendre femme, comme le lui a conseillé Lady Catherine de Bourgh, sa protectrice, et a jeté son dévolu sur Elizabeth, à la grande satisfaction de Mrs Bennet, qui voit déjà ses deux aînées mariées.
Au cours du bal organisé à Netherfield où il invite Elizabeth à danser, Darcy se rend compte que le mariage de Bingley avec Jane Bennet est considéré comme pratiquement acquis par la société locale et surprend des remarques intéressées de la Mrs. Benett, et avec l'aide de Miss Bingley qui, comme lui, le considère comme une mésalliance, convainc Charles Bingley de ne pas retourner à Netherfield après un court séjour à Londres. Mrs Bennet voit donc s'écrouler tous ses projets matrimoniaux : Bingley est parti et Mr Collins, refusé par Elizabeth, a demandé la main de sa meilleure amie, Charlotte Lucas.

### Tome II (19 chapitres)
Caroline Bingley, dans une lettre à sa « chère Jane » anéantit tout espoir : elle lui confirme qu'ils ne retourneront pas à Netherfield et avoue perfidement son souhait de voir son frère épouser la jeune sœur de Darcy, tandis que Wickham maintenant libéré de la présence de Darcy le dénigre ouvertement auprès de toute la société de Meryton et de Longbourn. Mr. Collins épouse Charlotte et l'emmène dans le Kent. Les Gardiner viennent passer Noël chez les Bennet et repartent avec leur nièce Jane à Londres où ils habitent. La rancœur d'Elizabeth augmente au cours de l'hiver, car Jane, à Londres, n'a aucune nouvelle de Bingley, et elle est persuadée que les soeurs de Bingley en sont responsables. Elle le rencontre sans plaisir à Pâques, chez Lady Catherine de Bourgh (qui se trouve être sa tante), Charlotte l'ayant invitée à passer quelques semaines au presbytère. Elle rencontre aussi le colonel Fitzwilliam, cousin de Darcy et co-tuteur de sa soeur. Ce dernier au détour d'une conversation révèle à Elizabeth que Darcy est fier d'avoir empêché la mésalliance d'un de ces amis proche qu'Elizabeth identifie immédiatement en Bingley ce qui l'enrage. Aussi, lorsque Darcy — qui, à sa grande surprise, est tombé amoureux d'elle — la demande en mariage (avec hauteur et condescendance, car il a le sentiment de déchoir en s'alliant à une famille de condition si inférieure à la sienne, et il ne s'en cache pas), elle le refuse tout net, lui reprochant son orgueil et sa vanité, affirmant qu'elle n'épousera jamais l'homme qui a empêché le bonheur de Jane et a honteusement traité Wickham.

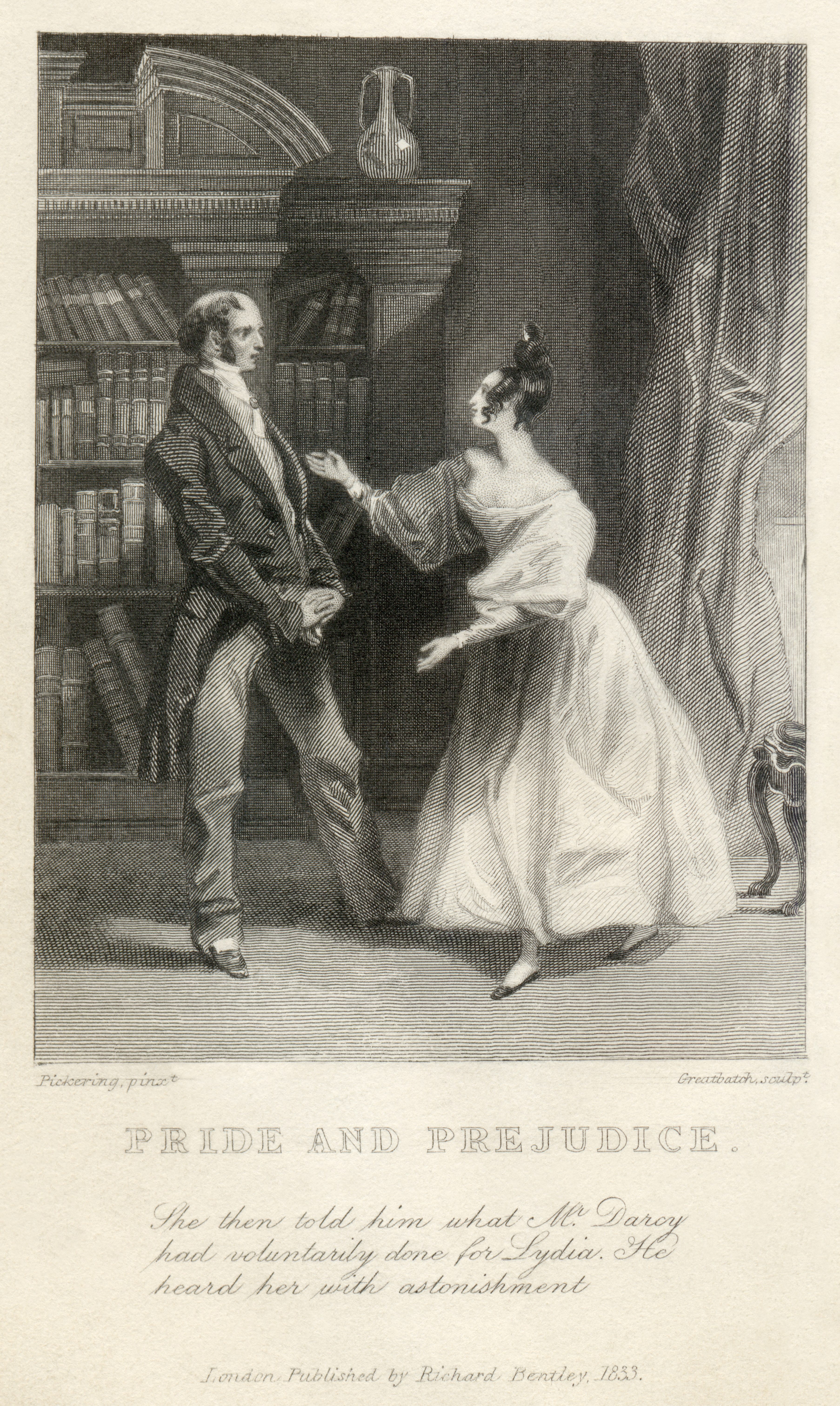
Elizabeth apprend à son père ce que Mr Darcy a fait pour Lydia (illustration de l'éd. Bentley, 1833).

Darcy choisit alors de se justifier et explique dans une longue lettre les motifs de son ingérence dans l'idylle de Jane et Bingley : il reconnaît qu'il n'a pas hésité à écarter son ami de Miss Bennet et lui a caché qu'elle était à Londres. Il a pris sa réserve pour de l'indifférence, mais l'obstacle essentiel est, à ses yeux, le comportement et les relations de sa famille. (Il en payera cependant le prix en réalisant s'être trompé sur les sentiments de la soeur d'Elizabeth, causant ainsi la fureur de cette dernière envers lui.) Il détaille ensuite longuement les motifs de son attitude à l'égard de Wickham : ce compagnon d'enfance, joueur, fourbe et dépravé, coureur de dot, a failli réussir l'été précédent à persuader sa sœur Georgiana, âgée de quinze ans, de s'enfuir avec lui.
Elizabeth découvre ainsi avec consternation que Jane, pourtant irréprochable elle-même, a fait les frais de la vulgarité de sa mère et de ses jeunes sœurs et qu'elle-même s'est laissé aveugler par sa vanité blessée. À la lumière de ces révélations, elle est forcée de revoir son opinion et ses sentiments pour Darcy. Mais ces confidences, qu'elle ne peut pas entièrement partager avec Jane, pèsent sur son moral ; et elle ne peut pas davantage expliquer à son père pourquoi il lui paraît si peu judicieux que Lydia accompagne le régiment dans ses quartiers d'été à Brighton. Néanmoins elle se réjouit de faire un voyage au cours de l'été avec les Gardiner dans le Derbyshire et se laisse convaincre par sa tante de visiter Pemberley.

### Tome III (19 chapitres)
La visite du beau domaine de Pemberley l'enchante et lui présente Darcy sous un jour très différent, car il y est connu et aimé comme étant un maître généreux et bienveillant. Au cours d'une rencontre imprévue, il se montre aimable avec les Gardiner et lui présente sa sœur. Mais Elizabeth reçoit des nouvelles alarmantes de Longbourn : Lydia s'est enfuie avec Wickham. Il faut rentrer sans délai. Elle est persuadée que cette dernière épreuve va amener Darcy à définitivement renoncer à son attirance pour elle. Or elle apprend qu'il est intervenu pour sauver Lydia et obliger Wickham à l'épouser.
Bingley et Darcy retourne alors à Netherfield et Bingley reprend sa cour auprès de Jane et finit par la demander en mariage. Elizabeth quant à elle n'ose pas renouer avec Darcy car elle à honte de ce que ce dernier s'est imposé pour sauver Lydia du déshonneur. Lors d'une courte absence à Londres des deux hommes, Elizabeth reçoit la visite de Lady Catherine de Bourgh qui l'enjoint à jurer de refuser une demande de fiançailles de Darcy ce qu'elle refuse. Darcy apprenant cela de sa tante retourne à Netherfield avec Bingley et fait sa demande, poussé par l'idée que si Elizabeth a refusé de jurer qu'elle n'accepterait pas de demande c'est que ses sentiments ont changé. Il renouvelle alors sa demande à Elizabeth qui accepte avec joie.
Darcy avoue ensuite que c'est lui qui « a permis » à Bingley de renouer avec Jane et qu'il n'a aidé Lydia que par amour pour elle et non pour sa famille.
Le dernier chapitre traite de l'avenir des protagonistes : Lydia et Wickham vivent au jour le jour, toujours endettés, quémandant sans cesse de l'argent à Jane et Elizabeth qui ouvrent leur bourse personnelle ; à Pemberley, les Darcy vivent heureux avec Georgiana ; Darcy pardonne à Lady Catherine le mal qu'elle a dit d'Elizabeth et Elizabeth pardonne à Mrs. Bingley ; les Bingley, pour échapper à Mrs Bennet et aux commérages oppressants de Meryton, achètent un domaine proche du Derbyshire, à la grande joie d'Elizabeth ; Kitty passe le plus clair de son temps chez ses aînées où elle côtoie une société plus distinguée et perd la désinvolture qu'elle avait acquis auprès de Lydia ; Mr Bennet s'invite à l'improviste et les Gardiner sont toujours les bienvenus.

## Personnages

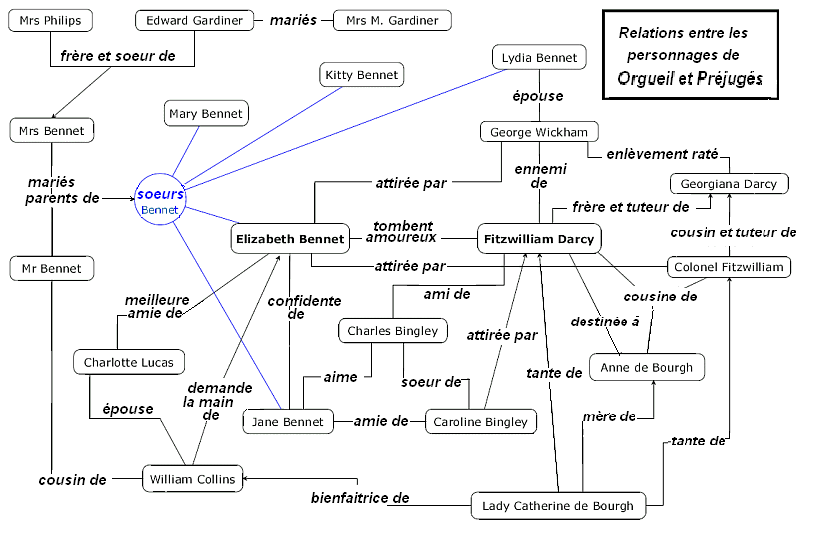

La société décrite par Jane Austen est un microcosme étriqué : cela est inévitable dans la mesure où les relations sociales sont tributaires des difficultés de transport dans l'Angleterre rurale d'alors. La plupart des personnages sont liés à la famille Bennet de Longbourn par des liens familiaux ou de voisinage. La venue des Bingley et de Darcy et la présence de la Milice vont cependant introduire des protagonistes extérieurs à ce milieu ; et l'amitié qui lie Elizabeth Bennet à Charlotte Lucas va élargir le cercle à Lady Catherine de Bourgh, la tante de Darcy, et créer des occasions de nouvelles interférences.

### Les personnages principaux

#### Elizabeth Bennet
Elizabeth, Lizzy pour sa famille, est le personnage principal d'Orgueil et Préjugés, celle dont le point de vue est privilégié, et la seconde des cinq filles. Elle est gracieuse, intelligente, spirituelle et la favorite de son père.
Sa mère la considère comme « beaucoup moins belle que Jane » mais Mr Darcy admire « la profondeur et l'intelligence de ses yeux sombres ». Elle se fait aussi remarquer par son énergie et son goût pour les longues promenades solitaires, notamment dans le parc de Rosings. Elle partage avec Jane, son aînée de deux ans, des affinités de caractère qui tissent entre les deux sœurs des liens profonds d'affection et de dévouement, et fait preuve, comme elle, d'une distinction qui manque complètement au reste de la famille Bennet.
Elizabeth paraît sûre de son jugement sur les autres et n'est guère intimidée par le rang social des personnes qu'elle rencontre, qu'il s'agisse de la hautaine et prétentieuse Lady Catherine de Bourgh ou de l'orgueilleux et dédaigneux Monsieur Darcy. Elle prend le risque de refuser deux offres de mariage qui assureraient son avenir matériel, car elle attend du mariage non pas la sécurité mais « un vrai et solide bonheur ». Elle commence à douter d'elle-même lorsqu'elle découvre combien elle s'est trompée sur Darcy et sur Wickham et ne retrouve tout son entrain et sa joie de vivre que le jour où son père donne son consentement à son mariage avec l'homme qu'elle a appris à aimer et estimer.

#### Mr Darcy

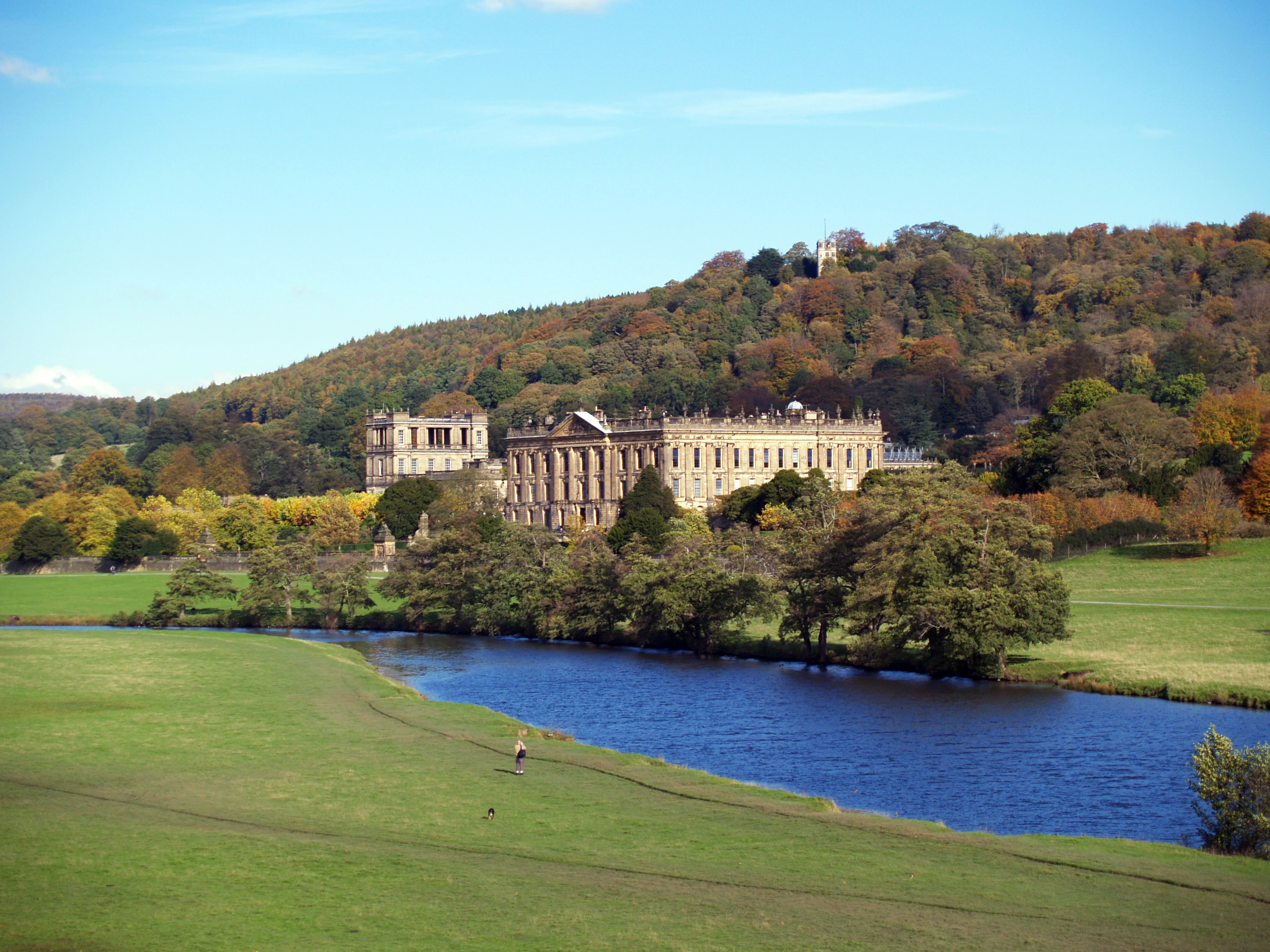
Chatsworth House. Pour un certain nombre de critiques, c'est le modèle du château de Pemberley.

Le second protagoniste du roman est Fitzwilliam Darcy, que l'on nomme généralement Mr Darcy,. Jeune homme de 27 ans, fier, voire hautain, peu loquace et cassant, il suscite l'animosité d'Elizabeth dès leur première rencontre à Meryton. Apprendre qu'il aurait lésé George Wickham, découvrir qu'il a éloigné Charles Bingley de Jane, cela ne fait qu'attiser l'hostilité d'Elizabeth, sans la surprendre tant elle est prévenue contre lui.
Monsieur Darcy est le maître du splendide domaine de Pemberley dans le Derbyshire et le neveu préféré de Lady Catherine de Bourgh, la protectrice de Mr Collins. Il est obligé de revenir peu à peu sur les jugements peu charitables qu'il a portés sur Elizabeth et se sent très attiré par elle ; elle est la seule personne étrangère à son cercle d'amis avec qui il sort de sa réserve et aborde des sujets sérieux. L'amour grandissant qu'il lui porte l'amène à la demander en mariage malgré toutes les préventions qu'il a contre sa famille et, au lieu d'être découragé par son refus déterminé, à expliquer ses actes, prendre sérieusement en compte ses critiques, au point de réformer son comportement, lutter contre ses préjugés et même prendre le risque d'un second refus. C'est le personnage masculin le plus complexe et le plus élaboré de tous les romans de Jane Austen.

### La famille Bennet

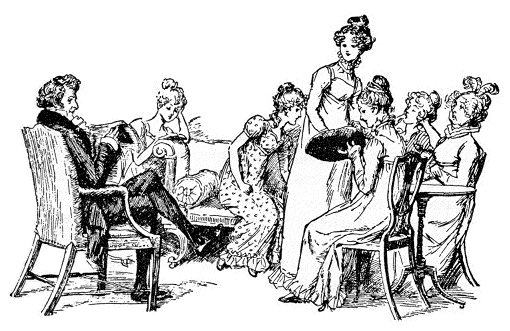
La famille Bennet au complet.
Illustration de Hugh Thomson, 1894.

#### Mr Bennet
Propriétaire du petit domaine de Longbourn, donc membre de la petite gentry provinciale et gentleman, Mr Bennet est un pince-sans-rire doté d'un incontestable sens de l'humour, qui ne manque jamais de plaisanter sur la sottise de ses trois plus jeunes filles. Il souffre de l'inconséquence et de la vulgarité de sa femme, et n'en apprécie que plus les bonnes manières de ses deux aînées et l'esprit affûté de Lizzy. Parfaitement conscient des insuffisances du reste de sa famille, par négligence, indolence ou désir égoïste d'avoir la paix et d'éviter tout conflit avec sa femme, il se dérobe à ses responsabilités paternelles. Ayant épousé une femme apparemment dotée d'une heureuse nature, mais dont il a rapidement découvert l'esprit étroit et le manque de jugement, il a pris l'habitude de se réfugier dans sa bibliothèque, au milieu de ses livres,.

#### Mrs Bennet
Mère de cinq filles, jolies certes, mais sans aucun héritage à espérer, elle est obsédée par l'impérieuse nécessité de les marier, en leur trouvant de préférence un prétendant fortuné. Elle ne manque d'ailleurs pas d'une certaine habileté pratique pour parvenir à ses fins. Mais sa vulgarité, sa prétention et sa sottise la poussent à se vanter publiquement des mariages avantageux qu'elle espère pour ses filles et à ne pas tenir compte des remarques de bon sens d'Elizabeth… ce qui entraîne le mépris de Darcy, et par voie de conséquence, l'effondrement de ses projets matrimoniaux pour sa fille Jane. Frivole, égoïste, facilement rancunière, elle n'aime pas beaucoup Elizabeth, adore sa benjamine, Lydia, qui lui ressemble beaucoup, au point de tout lui passer, invoque, en cas de difficultés, le prétexte de ses « pauvres nerfs » et parle beaucoup pour ne rien dire.

#### Jane Bennet
Miss Bennet a vingt-deux ans. D'une grande beauté, de manières irréprochables, raisonnable, toujours prête à juger en bien autrui (elle est la seule à ne pas avoir de préjugés), elle assume avec sérieux son rôle d'aînée. Elle tombe amoureuse de Charles Bingley, qui semble l'apprécier beaucoup et dont les deux sœurs se montrent très amicales, mais comme elle est discrète et peu expansive, son attachement naissant n'est pas reconnu pour ce qu'il est par Mr Darcy, et Caroline Bingley fait tout pour la décourager. Seule Elizabeth, qui connaît parfaitement sa sœur « très aimée » et partage ses soucis et ses responsabilités, a conscience de la profondeur de ses sentiments et de sa souffrance, lorsque le jeune homme s'éloigne d'elle.

#### Mary Bennet
Bien que l'on ne sache pas son âge, on peut l'estimer entre dix-huit et dix-neuf ans. C'est la troisième des filles de Mr et Mrs Bennet, et la seule à n'être pas jolie. Elle a donc cherché d'autres façons de se faire remarquer. Si elle lit beaucoup, elle n'a guère tiré parti de ses lectures, car elle a l'esprit étroit, et aime asséner à ses proches des vérités profondes, qui ne sont souvent que des lieux communs. Elle travaille beaucoup son piano, mais, n'ayant « ni génie ni goût », joue comme elle parle, de façon pédante et ampoulée.

#### Catherine (Kitty) Bennet
Catherine, l'avant-dernière des cinq filles Bennet, a dix-sept ans au début du roman. Elle est frivole, superficielle et ignorante. D'un caractère faible, elle se laisse entraîner par Lydia, sa jeune sœur, dont elle est jalouse, mais dont elle admire l'aisance et l'assurance, sans voir l'impropriété de ses manières. Une fois séparée de Lydia et fréquemment invitée par ses deux aînées après leur mariage, elle évolue favorablement.

#### Lydia Bennet
La benjamine des sœurs Bennet a quinze ans au début du roman. Frivole et superficielle, enjouée, impulsive et déterminée, peu intelligente et égoïste, elle est le parfait portrait de sa mère au même âge ; elle rit facilement aux éclats, ce qui n'est pas un signe de bonne éducation. Sa seule préoccupation est de flirter avec les jeunes officiers de la milice (dans l'espoir d'obtenir le statut envié de femme mariée avant ses aînées) et de profiter de tous les plaisirs qu'offrent les bals, les loteries ou les parties de cartes. Elle n'écoute personne, n'a aucun sens des convenances, et s'enfuit avec Wickham, dont elle s'est entichée, persuadée qu'il va l'épouser, sans se soucier des conséquences de son acte, ni pour elle-même ni pour la bonne réputation de ses sœurs. Caricature de l'héroïne romantique, elle a un comportement qui met en danger le reste de sa famille.

#### Mr et Mrs Gardiner

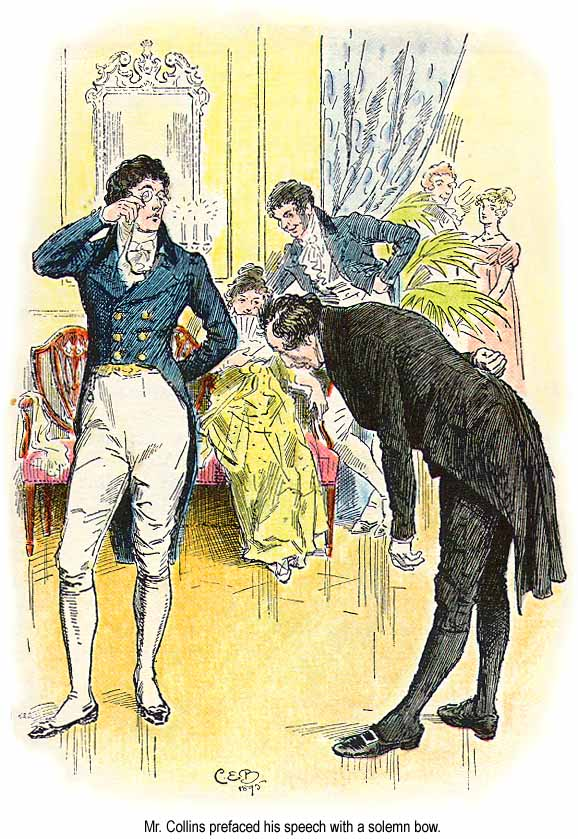
Mr Collins se présente à Mr Darcy au bal de Netherfield. C. E. Brock, 1895.

Edward Gardiner est le frère de Mrs Bennet et Mrs Philips. Il est cultivé, intelligent, et d'une distinction de manières (« gentlemanlike manners ») qui surprend agréablement Darcy, eu égard à la vulgarité de ses sœurs. Sa femme est fine, élégante, discrète, raisonnable, observatrice, suffisamment jeune pour avoir encore des enfants, et a vécu à Lambton, non loin de Pemberley, avant son mariage. Personnages-clés dans les relations entre Darcy et Elizabeth, dans le schéma actantiel, ce sont des adjuvants.
Les activités professionnelles de Mr Gardiner, qui travaille et habite dans la City, leur procurent des revenus confortables, mais ils habitent un quartier considéré comme infréquentable par les sœurs de Bingley. Ils ont quatre enfants (deux filles de huit et six ans et deux garçons plus jeunes) et sont proches des deux aînées Bennet, qui viennent souvent chez eux à Londres : Jane passe l'hiver chez eux, et ils emmènent Elizabeth dans leur voyage d'agrément dans le Derbyshire.

#### Mrs Phillips (ou Philips)
Sœur d'Édouard Gardiner et de Mrs Bennet, elle a épousé l'ancien clerc et successeur de leur père comme avoué à Meryton. Sa situation et son goût immodéré pour les commérages font d'elle une source précieuse d'informations pour ses plus jeunes nièces.

#### Mr Collins
Ce cousin éloigné de Mr Bennet doit hériter de Longbourn à sa mort, puisque, soumise à l'entail, la propriété n'est pas transmissible aux filles, ce qui lui vaut l'inimitié de Mrs Bennet. Mr Collins est un jeune clergyman peu séduisant, peu intelligent, mais sûr de lui, pompeux et prétentieux. Sommé par sa patronne et protectrice, Lady Catherine de Bourgh, à laquelle il est tout dévoué, de se marier rapidement, il arrive à Longbourn avec l'intention d'épouser l'une de ses cousines, pour, en quelque sorte, atténuer le préjudice qu'il doit leur causer. Il jette d'abord son dévolu sur Jane, puis réoriente son choix sur Elizabeth, qui refuse, mi-irritée, mi-amusée par sa déclaration, et enfin s'imagine amoureux de Charlotte Lucas. Jane Austen en fait un personnage très caricatural.

### Les Bingley
Ces trois personnages, Mr Bingley et ses deux sœurs, Mrs Hurst et Miss Bingley, font partie de l'entourage de Mr Darcy.

#### Charles Bingley
Pour les articles homonymes, voir Bingley (homonymie).
Fils d'un homme qui a fait fortune dans le commerce mais n'a pas vécu assez longtemps pour investir sa fortune dans une propriété et ainsi monter dans la hiérarchie sociale, Bingley loue Netherfield, en attendant de trouver un domaine à acheter. Bingley étant un nom du Yorkshire, il est à présumer que la fortune familiale s'est faite dans le textile ; soit dans le commerce de la laine, peut-être dans la Maison du tissu (Cloth Hall) à Leeds, soit dans la florissante industrie du coton.
Grand ami de Darcy, mais plus jeune que lui, il est gai, expansif, toujours de charmante humeur, assez insouciant, modeste, et il tombe facilement amoureux. Il est immédiatement conquis par la beauté et la douceur de Jane Bennet. D'une nature influençable cependant, il fait confiance à son ami, qui réussit à l'en éloigner, persuadé que Jane ne l'aime pas véritablement et surtout qu'il serait déplorable de s'allier aux Bennet. Mais Bingley n'arrive pas à oublier Jane, et lorsqu'il revient à Netherfield, officiellement pour la saison de la chasse, il en profite pour renouer avec elle.

#### Caroline Bingley
Pour les articles homonymes, voir Bingley (homonymie).
Miss Bingley est la plus jeune des deux sœurs, et probablement la plus jeune de la famille. Élevée, comme sa sœur ainée, dans une pension huppée et prestigieuse de Londres, elle espère se marier dans la bonne société et cherche à faire oublier que la fortune familiale a été acquise dans le commerce, ce qui explique son mépris pour la parenté de Jane Bennet : un oncle avoué à Meryton, un oncle négociant à Londres. Dans le schéma actanciel, elle joue le rôle d'un opposant.
Elle a soif de statut et un caractère intéressé : elle aimerait que son frère épouse Georgiana Darcy, ce qui faciliterait le mariage dont elle rêve avec Mr Darcy, et sacrifie volontiers l'amitié condescendante qu'elle éprouve pour Jane, afin d'empêcher son frère de la revoir lorsqu'elle séjourne à Londres. Elle découvre avec étonnement et inquiétude que, malgré la verve moqueuse qu'elle déploie à l'encontre d'Elizabeth, Darcy montre beaucoup d'intérêt pour cette dernière ; sa jalousie la pousse alors à se montrer très impolie avec elle et à la dénigrer systématiquement.
Mais, comme elle ne voulait pas se fermer la porte de Pemberley, elle « liquida tout son arriéré de politesse vis-à-vis d'Elizabeth » (paid of every arear of civility to Elizabeth) après son mariage avec Darcy, ironise Jane Austen.

#### Mrs Hurst
Louisa Hurst, née Bingley, l'aînée de la fratrie, est un personnage assez effacé, dans l'ombre de sa cadette. Bien dotée (20 000 £), elle a pu épouser un homme de la bonne société. Ce gentleman, peu fortuné mais propriétaire d'une résidence londonienne, a des centres d'intérêt particulièrement limités : les cartes, la chasse, la bonne chère… et les siestes sur le sofa, quand aucune des autres activités n'est possible.

### Les Lucas

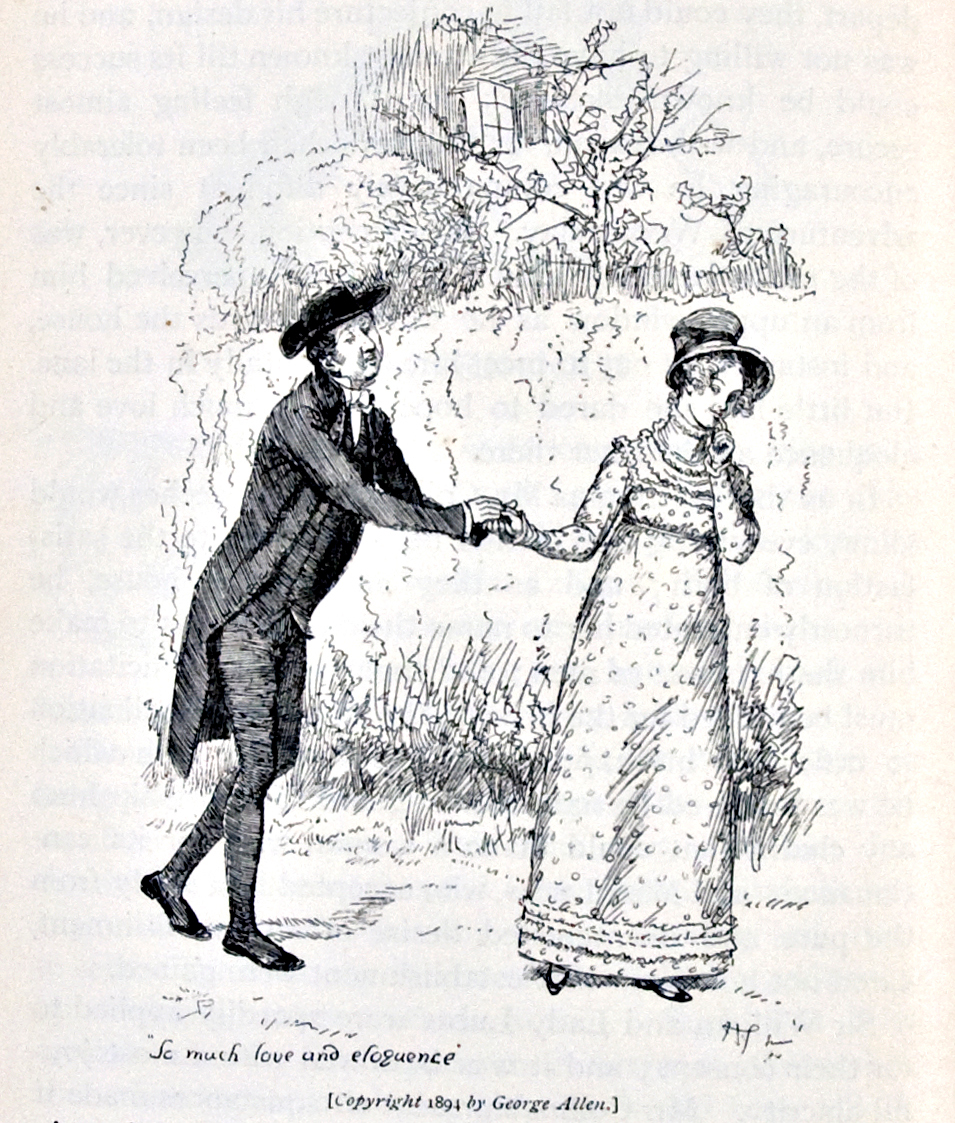
Mr Collins demande la main de Charlotte. (Dessin de Hugh Thomson, 1894)

Les Lucas sont une famille relativement nombreuse, ce qui peut expliquer le peu de fortune laissé à Charlotte. Jane Austen, outre Charlotte et Maria, cite des sœurs plus jeunes et des garçons dont l'âge et le nombre ne sont pas mentionnés.

#### Charlotte Lucas
Grande amie d'Elizabeth Bennet, elle est la fille aînée de Sir William Lucas. Charlotte est une fille sensée et intelligente, mais sans charme (« plain »). Âgée de 27 ans, elle craint de rester vieille fille et de devenir « une charge bien lourde pour ses parents ». Elle se voit sans avenir, et profite habilement du dépit de Mr Collins, vexé du refus d'Elizabeth, pour détourner vers elle son désir de mariage. Elizabeth est stupéfaite de sa décision car elle n'a jamais voulu voir ce côté calculateur et matérialiste de son amie.
Charlotte a une conception assez cynique du mariage : pragmatique, elle n'en attend que la sécurité financière et une maison confortable ; elle se satisfait de vivre au presbytère de Hunsford, près de Rosings Park, et de s'occuper de son propre foyer, en dirigeant adroitement son mari. Mais, fille de commerçant ayant épousé un pasteur assuré d'hériter d'un domaine, elle bénéficie, à un échelon moindre, d'une ascension sociale semblable à celle d'Elizabeth.

#### Sir William Lucas
Ayant été élevé à la dignité de chevalier par le roi à l'époque où il était maire de Meryton, cet ancien commerçant a pris des idées de grandeur : il a quitté les affaires et s'est retiré dans une petite propriété près de Longbourn qu'il a pompeusement baptisée Lucas Lodge. Il fait allusion chaque fois qu'il le peut à sa réception à la Cour. Il fait partie de la galerie de personnages dont Jane Austen souligne le ridicule, mais il n'est ni méchant ni arrogant.

#### Maria Lucas
Maria Lucas est une des sœurs cadettes de Charlotte. Elle est décrite au chapitre 27 comme une adolescente de caractère enjoué, mais aussi « écervelée » que son père (a good-humored girl, but as empty-headed as himself). Elle accompagne Sir Lucas et Elizabeth lors de la visite qu'ils rendent à Charlotte, récemment mariée, à Hunsford dans le Kent. Durant le voyage, sa conversation, comme celle de son père, se révèle sans intérêt et même « aussi pénible que le grincement des roues de la voiture » (« [they] had nothing to say that could be worth hearing, and were listened to with about as much delight as the rattle of the chaise »). On peut donc faire le parallèle entre le caractère de ce personnage et celui de ses amies Catherine et Lydia Bennet.

#### Mrs Lucas
L'épouse de Sir William, devenue « Lady Lucas » depuis que son époux est « Sir William », est une brave femme sans prétention, « aux facultés suffisamment limitées pour être une voisine appréciée par Mrs Bennet » (« Not too clever to be an agreable neighbour to Mrs Bennet »).

### Autres personnages

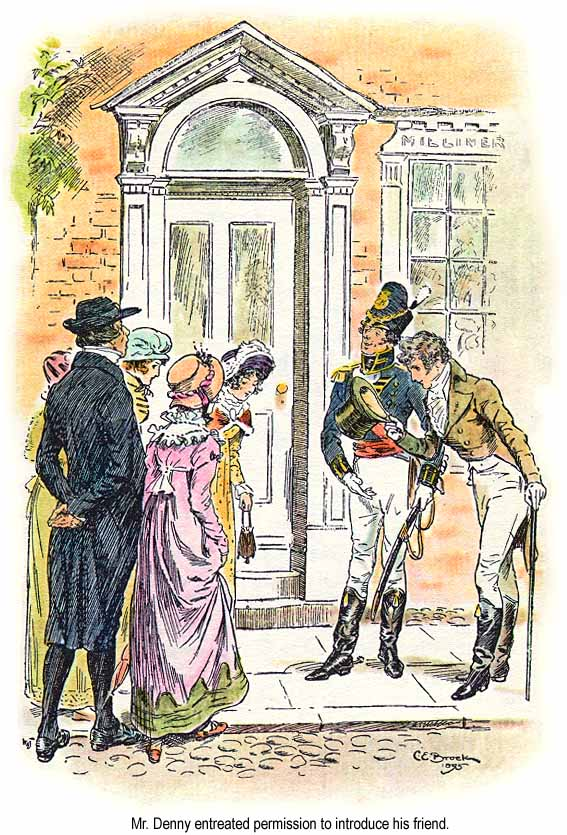
Mr Denny demande la permission de présenter son ami, Mr Wickham. (C. E. Brock, 1895).

Les autres personnages ont un lien plus ou moins direct avec Darcy et/ou avec Pemberley.

#### George Wickham
D'un charme indiscutable, auréolé du prestige de l'uniforme, il est prompt à se faire des amis, car, habile menteur et enjôleur, il n'hésite pas à utiliser sa prestance et les atouts que lui donne la bonne éducation qu'il a reçue pour abuser son entourage. Elizabeth est sensible à son charme, dès leur première rencontre, et compatit sans réserve à ses malheurs, lorsqu'il lui décrit complaisamment la dureté et l'injustice dont Darcy aurait fait preuve à son égard. La vérité, comme elle l'apprend plus tard, est fort différente : débauché et joueur, il a échoué, l'été précédent, à enlever la riche Georgiana Darcy et, pressé financièrement, il s'est engagé dans la milice, ce qui explique sa venue à Meryton.
L'intrigue développée autour du personnage de George Wickham a été inspirée à Jane Austen par le Tom Jones d'Henry Fielding.

#### Georgiana Darcy
Georgiana a onze ou douze ans environ de moins que son frère (« She is more than ten years my junior », écrit-il). Mineure, elle est sous sa responsabilité et celle de son cousin, le colonel Fitzwilliam, depuis le décès de leur père, quelque cinq ans plus tôt. Elle a, semble-t-il, perdu sa mère, Lady Anne, depuis un certain temps aussi, puisqu'elle était en pension, puis, à quinze ans, installée à Londres avec une dame de compagnie. C'est une jeune fille très timide qui joue fort bien du piano et semble bien solitaire ; il n'est pas étonnant qu'elle ait cru aimer Wickham qu'elle connaît depuis l'enfance et qui sait se montrer si charmant. Elle est prête à aimer Elizabeth de tout son cœur, et il est certain que son frère a beaucoup d'affection pour elle, même s'il en fait peu étalage : « Il n'y a rien qu'il ne ferait pour elle » dit Mrs Reynolds, l'intendante de Pemberley,.

#### Lady Catherine de Bourgh

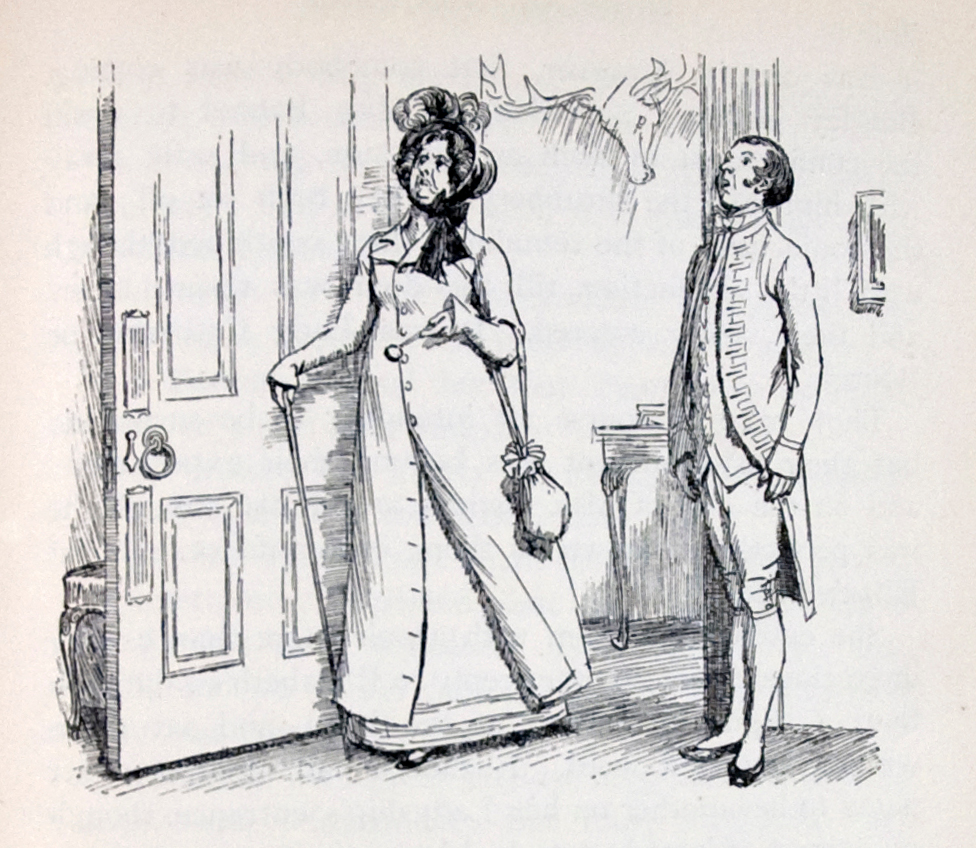
Lady Catherine de Bourgh vient se confronter à Elizabeth à Longbourn. Hugh Thomson, 1894.

« Sa Seigneurie » (Her Ladyship), maîtresse majestueuse de Rosings Park, est la veuve de Lord Lewis et la mère d'Anne, la fille malingre et souffreteuse qu'elle a l'intention de marier à Darcy, afin d'unir leurs deux fortunes. C'est la sœur de Lady Anne (mère de Darcy et Georgiana) et de Lord***, père du colonel Fitzwilliam. Cette aristocrate habituée à tout régenter d'une voix impérieuse et donnant son avis sur tout d'un ton qui ne supporte pas la contradiction, est un personnage assez caricatural. Elizabeth s'amuse au début de sa « majestueuse impertinence », mais sait aussi défendre avec beaucoup de courage sa conception du bonheur, quand la grande dame vient, de façon assez insultante, essayer de lui arracher la promesse de ne jamais accepter une demande en mariage de la part de Darcy.

#### Le colonel Fitzwilliam
Fils cadet d'un comte, Lord***, un peu plus âgé que son cousin Darcy, il tombe sous le charme d'Elizabeth lorsqu'il fait sa connaissance à Rosings Park, pendant le séjour qu'elle fait chez son amie Charlotte, après le mariage de cette dernière. Elizabeth, qui le trouve moins séduisant que Wickham, mais plus cultivé, sait bien qu'elle n'a pas assez de fortune pour sérieusement intéresser un cadet de famille.

#### Mrs Reynolds
L'intendante de Pemberley est une vieille dame respectable qui porte à son jeune maître, qu'elle a vu grandir, une profonde admiration teintée d'affection. Ses affirmations concernant les qualités du propriétaire du domaine et l'opinion qu'en ont ses tenanciers et ses serviteurs ébranlent les convictions d'Elizabeth lorsqu'elle visite Pemberley avec les Gardiner.

## Structure narrative

### Construction

#### Un souci de vraisemblance
Le soin extrême apporté par Jane Austen pour rendre crédibles ses romans au travers de notations contextuelles précises est connu. Elle précise les distances et même le temps nécessaire pour les parcourir : entre Lucas Lodge et Hunsford, par exemple, il y a « presque cinquante miles », ce qui représente « un peu plus qu'une demi-journée de voyage », mais il faut presque deux jours pour revenir d'une traite de Lambton à Longbourn. Elle est attentive aux dates, précise souvent le jour de la semaine où se passe tel ou tel événement majeur, comme le bal de Netherfield, qui a lieu un mardi, le 26 novembre, et elle ne décrit que ce dont elle est sûre, ce qui explique qu'elle se contente d'évoquer ce que peuvent faire les messieurs (par exemple chasser, jouer au billard), lorsqu'ils sont entre hommes.
Le roman est parfaitement construit : chaque action induit la suivante, même si les personnages en sont souvent inconscients. Si le lecteur sait dès le sixième chapitre que Darcy s'intéresse à Elizabeth, elle ne s'en rend absolument pas compte. Il n'est alors pas surprenant qu'elle trouve « bizarre » de le rencontrer « de façon inattendue » dans le parc de Rosings, mais le lecteur a le plaisir de voir l'action rebondir sans temps morts ni digressions.
De même, l'intrigue obéit à une logique interne, liée au caractère des personnages et non à des événements extérieurs. Ainsi leurs déplacements, leurs rencontres, comme celles d'Elizabeth et Darcy à Netherfield, à Rosings et enfin à Pemberley, sont planifiés et savamment préparés, par une utilisation soignée et maîtrisée de la convention romanesque, même si le lecteur croit assister à un coup de théâtre.
Dans le même souci de vraisemblance, Jane Austen prend la peine de justifier le changement dans les sentiments d'Elizabeth envers Darcy, qu'elle juge « ni improbable ni fautif », ou de préciser les étapes successives du changement de jugement de Darcy envers Elizabeth, depuis l'indifférence hautaine jusqu'à la passion irrépressible, parce qu'elle n'écrit pas un de ces romans à la mode si décriés par les moralistes de son temps, mais une histoire qu'elle veut rendre réaliste et crédible.

#### Construction en deux parties
La réédition de 1853, en deux tomes, met en lumière la construction en deux parties autour de la première demande en mariage de Darcy, qui se trouve presque exactement au centre du roman : la déclaration de Darcy, sa lettre explicative, et les réflexions que se fait ensuite Elizabeth sont le pivot autour duquel se reconstruit progressivement leur relation. Dans la première partie, après la désastreuse première rencontre au bal de Meryton, leurs rencontres successives (dont les trois invitations à danser puis les trois rencontres « fortuites » dans les bois de Rosings Park) montrent au lecteur les tentatives d'approche de Darcy, incompréhensibles, déroutantes, parfois humiliantes pour une Elizabeth aveuglée par son préjugé. Par la suite, les retrouvailles imprévues à Pemberley, où Darcy se montre « on ne peut plus courtois, poli et simple » (« perfectly well behaved, polite and unassuming »), sont le prélude de visites et de rencontres qui font enfin avancer de façon satisfaisante leurs relations.
Avant ce moment essentiel, chacun des deux protagonistes connaissait un ou plusieurs éléments que l'autre ignorait : ainsi, Darcy connaissait le caractère de Wickham, et Elizabeth les sentiments de sa sœur. Mais chacun se méprenait sur les sentiments de l'autre : lui était persuadé qu'elle « attendait sa déclaration », et elle, contrairement au lecteur, ignorait totalement les sentiments qu'elle lui inspirait. Après ce renversement aristotélicien, ils partagent un certain nombre de secrets : la demande en mariage de Darcy en elle-même, et tout ce que révèle sa lettre à Elizabeth.
Malgré la sécheresse et la froideur du style, Darcy y montre l'estime qu'il lui porte et sa confiance en sa discrétion en choisissant de dévoiler la teneur de ses relations avec Wickham et de s'expliquer honnêtement. Lorsqu'elle le découvre si chaleureux à Pemberley, elle peut lui retourner cette confiance en lui dévoilant la fugue de Lydia avec Wickham, ce qui le pousse à agir pour en annuler les conséquences catastrophiques. Jane Austen montre ainsi comment chacun apprend, grâce à l'autre, à mieux se connaître, et à vaincre son orgueil et ses préjugés.

### Saisons et saisons du cœur

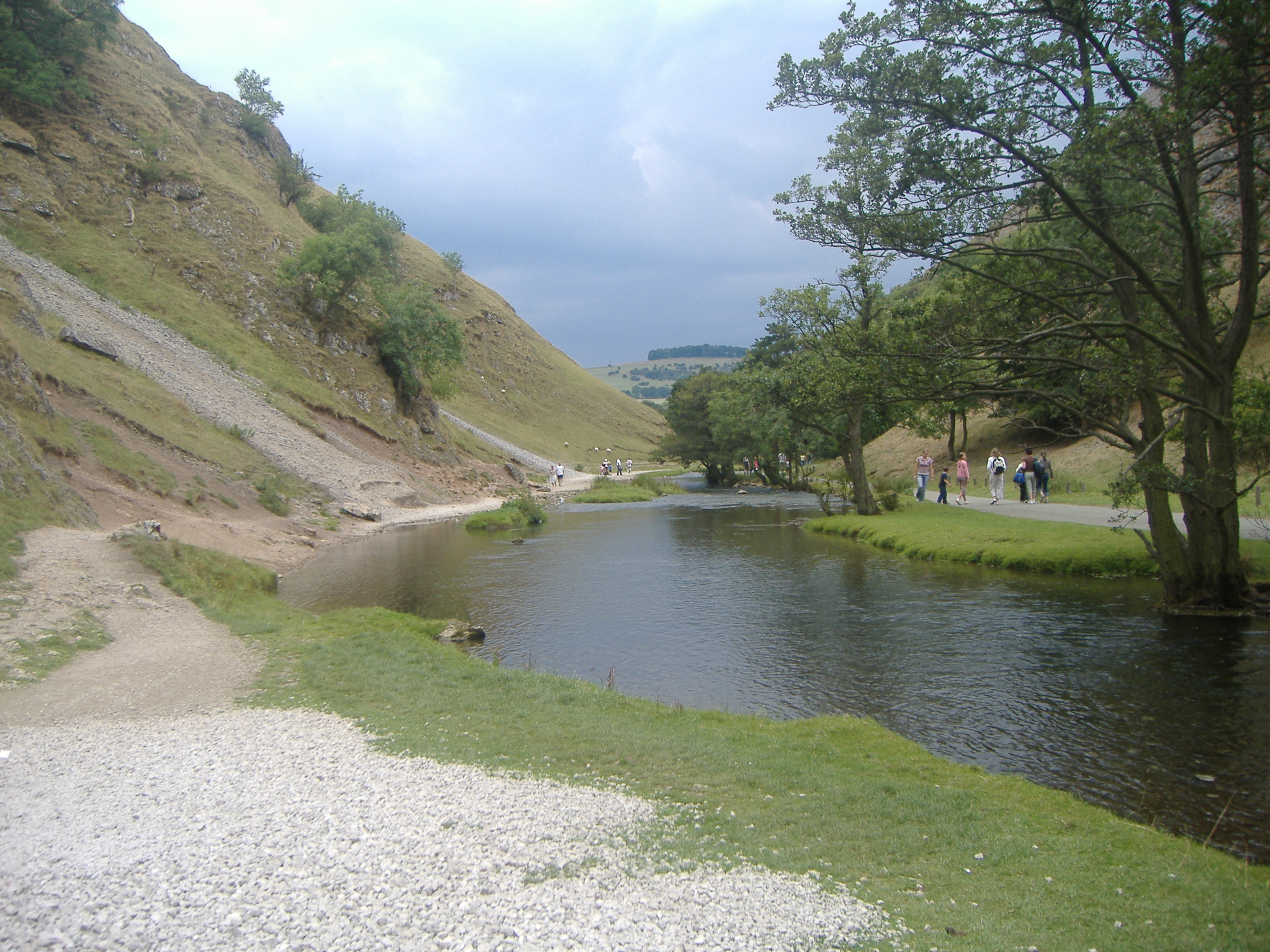
Dovedale, paysage paisible du Peak District, dans le Derbyshire.

Les événements sont clairement inscrits dans le passage des saisons et le cycle saisonnier rythme l'action et l'évolution des personnages.
Le roman dure quinze mois,. Il débute en automne avec successivement l'arrivée de Bingley à la Saint Michel (le 29 septembre), celle du régiment qui prend ses quartiers d'hiver à Meryton début octobre, celle de Mr Collins, qui s'annonce d'abord par une lettre, puis arrive en personne le 18 novembre, comme Wickham. La pluie cause le rhume de Jane, et la venue d'Elizabeth à Netherfield, ce qui donne à l'auteur l'occasion d'éclairer les relations conflictuelles entre Elizabeth et Darcy.
Tous les espoirs sont permis à Mrs Bennet, qui voit déjà Mr Bingley épouser Jane et trouve Mr Collins « assez bon » pour Elizabeth, mais la fin de l'automne voit s'évanouir ces espoirs, ce qu'a en quelque sorte annoncé la pluie persistante qui a précédé le bal de Netherfield.
L'hiver est la saison où tout se fige : Bingley parti, Jane a le cœur brisé ; et Collins est fiancé à Charlotte Lucas. Cependant l'arrivée des Gardiner pour Noël permet d'évoquer Pemberley avec Wickham, et le mariage de Charlotte en janvier entraîne l'invitation d'Elizabeth à Hunsford, au printemps.
Le printemps, même s'il voit fleurir l'amour de Darcy pour Elizabeth, n'amène pas d'espoir : Jane, toujours à Londres, est sans nouvelles de Charles Bingley, Elizabeth, à Hunsford, s'ennuie et n'apprécie que le parc, où elle peut échapper à la curiosité de Lady Catherine, mais où elle rencontre trois fois Darcy, de façon totalement inattendue pour elle, ce qui annonce les rencontres de Pemberley. Avril voit Elizabeth vivement rejeter l'amour de Darcy, mais, sous « le charme d'une matinée printanière », se plonger dans la lettre qui l'amène à réviser ses « premières impressions ».

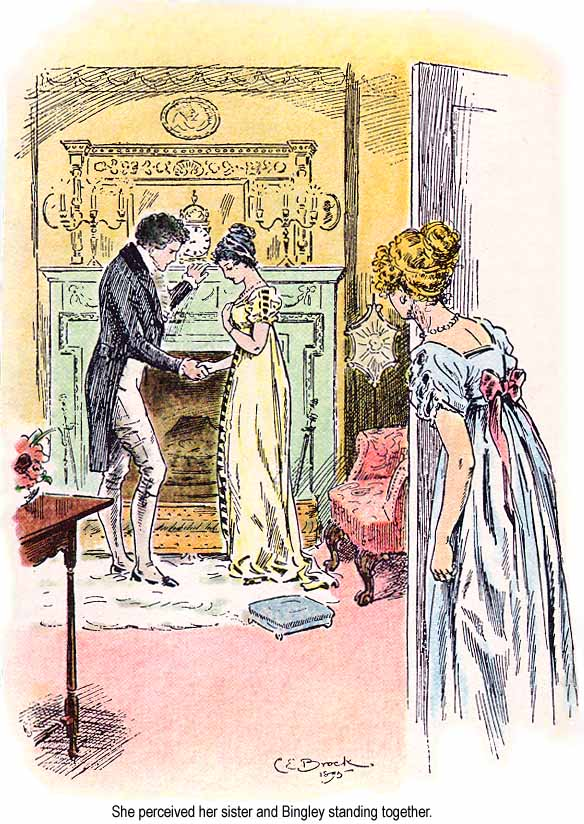
Elizabeth aperçoit sa sœur et Bingley, debout, en grande conversation. C. E. Brock 1895.

L'été est la saison des retournements de situation : Elizabeth a pris conscience des manquements de sa famille, mais ne peut empêcher le départ de Lydia pour Brighton ; elle espérait une excursion dans les splendeurs romantiques du Lake District, elle découvre finalement le charme paisible du Derbyshire et de son Peak District ; alors qu'elle craignait de rencontrer Darcy si elle visitait son domaine, elle découvre sa généreuse hospitalité envers son oncle, qu'il invite à venir pêcher « aussi souvent qu'il veut », et elle-même, à qui il offre la possibilité de rencontrer sa sœur Georgiana. Mais la fuite de Lydia avec Wickham l'empêche d'approfondir ces découvertes, et l'enfonce dans le silence, la douleur et la solitude à son retour à Longbourn.
L'histoire s'achève dans la même saison qu'elle a commencé, avec un « retour cyclique » des personnages à Meryton en automne, mais ils ont subtilement évolué. La scène d'introduction se reproduit quasiment à l'identique dans le tome III. Wickham revient, mais, marié à Lydia et ayant perdu toute son aura aux yeux des personnages principaux, il s'en va aussitôt avec elle loin dans le Nord ; Collins se manifeste par une lettre, puis par son retour, mais avec Charlotte, « en attendant que la tempête soit calmée ».
Bingley et Darcy reviennent, eux aussi, officiellement pour quelques semaines de chasse. Ce deuxième automne est comme un recommencement : Bingley fait la demande qu'il aurait dû faire un an plus tôt, et Darcy récolte les fruits de son changement d'attitude sur le chemin de Lucas Lodge : Elizabeth et lui rejouent la scène de la demande en mariage, mais dans un tout autre contexte : ils ont tous les deux psychologiquement grandi et leur amour a mûri. La fin d'automne voit des départs sans larmes, et un mouvement important vers le nouveau centre d'intérêt, Pemberley.

## Style et ironie
Le style de Jane Austen est vif, élégant et sans maniérisme. Les descriptions sont brèves, les passages narratifs réduits, et rares les interventions de l'auteur, qui, en outre, manie avec subtilité la litote : c'est une prose du non-dit, tout en réticence et retenue. Virginia Woolf admire ses « merveilleux petits discours qui résument en une conversation tout ce qu'il faut savoir pour connaître définitivement [un personnage] »,. Et un lecteur moderne, même s'il est peu au fait des règles et conventions qu'elle critique et dont elle se moque, peut goûter la saveur du récit.

### Ironie et satire
À ce titre, la première phrase du roman est « universellement connue » : « It is a truth universally acknowledged, that a single man in possession of a good fortune, must be in want of a wife » (« c'est une vérité universellement reconnue qu'un célibataire pourvu d'une belle fortune doit forcément être en quête d'une épouse »), par la façon incisive et ironique à la fois dont Jane Austen entre immédiatement dans le vif du sujet. Les premiers mots parodient le raisonnement philosophique, mais appliqué à une réalité banale à l'époque : le lecteur est invité à comprendre, par antiphrase, que ce sont les jeunes filles sans fortune qui sont désespérément à la recherche d'un mari fortuné, et doit s'attendre à une satire des conventions sociales. La suite : « si peu que l'on sache de ses intentions, […] cette vérité est si bien ancrée dans l'esprit de ses voisins qu'ils le considèrent comme la propriété légitime de l'une ou l'autre de leurs filles », l'invite en outre à se moquer du conformisme provincial. Mais le déroulement et l'épilogue de l'intrigue confirment, ironiquement, la vérité de cette sentence.

#### Ironie à l'égard des personnages

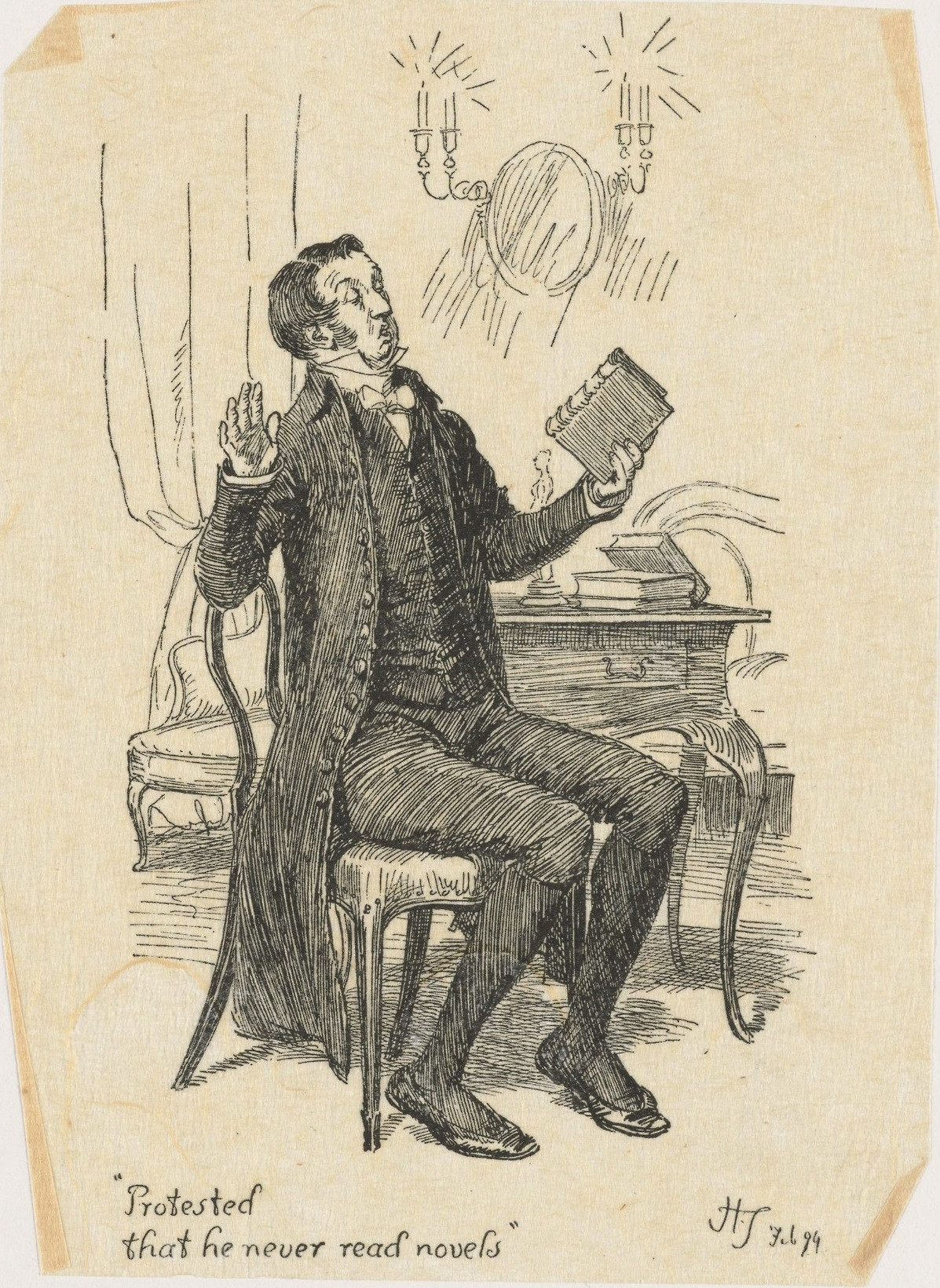
Mr Collins se défend de lire des romans (Hugh Thomson, 1894).

Jane Austen est impitoyable envers les sots, qui ne peuvent échapper à sa plume acérée : une phrase cinglante les décrit. Mrs Bennet est « une femme d'intelligence médiocre, peu cultivée et de caractère inégal » ; Mary est d'une vanité qui lui donne « un air pédant et des manières prétentieuses qui auraient gâché un talent plus grand que le sien », Mr Hurst est un « indolent qui vivait seulement pour manger, boire et jouer aux cartes ».
Certains font l'objet d'une caricature plus détaillée, comme Lady Catherine « qui donnait son avis sur tout d'un ton qui montrait qu'elle n'avait pas l'habitude d'être contredite », ou Sir William qui « pouvait, [à Lucas Lodge], méditer agréablement sur son importance et […] s'appliquer uniquement à être courtois envers tout le monde ».
Le personnage de Collins, le clergyman, est traité de façon particulière. L'auteur en fait une marionnette aussi ridicule dans son comportement que dans son langage : « Mr Collins était dépourvu d'intelligence, et ni l'éducation ni l'expérience ne l'avaient aidé à combler cette lacune de la nature ». Ce plat courtisan vénère jusqu'à l'abjection sa patronne, « tout en ayant une très haute opinion de lui-même, de son autorité pastorale et de ses droits paroissiaux, ce qui le rendait à la fois vaniteux et servile, orgueilleux et obséquieux ». En outre, il manque complètement de sensibilité, de tact et de délicatesse, voire de charité chrétienne, comme le prouve ce qu'il écrit dans ses lettres concernant Lydia. Si le personnage ne prêtait pas tant à rire, sa solennelle bêtise pourrait inquiéter.

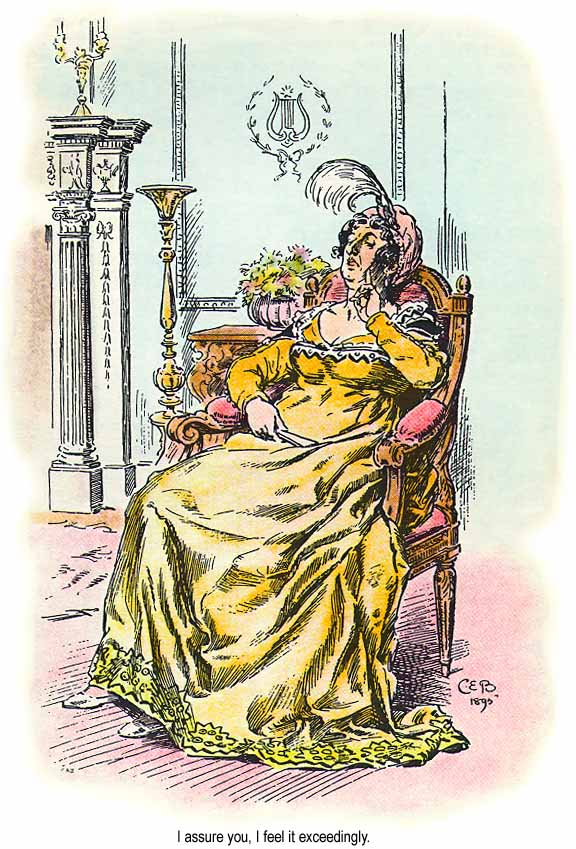
Après le départ de ses neveux, Lady Catherine s'ennuie assez pour inviter les Collins et Elizabeth. C. E. Brock, 1895.

À travers ces personnages caricaturaux se profile la satire d'une société hypocrite où le rang, la richesse, l'apparence ont plus d'importance que les vraies valeurs morales. Elizabeth et Darcy se font tous les deux l'écho de cette vision un peu amère du monde ; il lui avoue qu'il ne peut « oublier les sottises et les faiblesses d'autrui autant qu'il faudrait » (« I cannot forget the follies and vices of others so soon I ought »), elle confie à sa sœur : « Plus je vais, et moins le monde me satisfait ; chaque jour me montre l'instabilité de tous les êtres humains. » (« The more I see of the world, the more I am dissatisfied with it, and every day confirms my belief of the inconsistency of all human caracters »). Mais Darcy se reconnaît d'« humeur vindicative » (« resentful temper »), alors qu'Elizabeth, à l'image de sa créatrice, préfère en rire. Car Jane Austen ne se veut pas moraliste et ne cherche pas à réformer le monde : comme le Figaro du Barbier de Séville de Beaumarchais, elle « se presse de rire de tout, de peur d'être obligée d'en pleurer ».
Les personnages sympathiques n'échappent pas davantage à la verve de Jane Austen, et Elizabeth, qui doit apprendre, dans la tradition du « Conduct Novel », à revoir ses jugements et modérer ses expressions, en fait très souvent les frais. Elle lui fait dire, quand Collins ne veut pas comprendre qu'elle le refuse : « Je ne suis point de ces jeunes filles − si tant est qu'il en existe − assez imprudentes pour risquer leur bonheur sur la chance de se voir demandée une seconde fois [en mariage] ». C'est loin d'être la seule assertion d'Elizabeth qui prend une couleur ironique quand on connaît la suite des événements.

#### Humour des situations
Le comportement des personnages est souvent croqué avec une grande économie, qui pourrait, parfois, s'apparenter à des didascalies de théâtre. Ainsi, trois phrases suffisent à décrire la scène qui se joue à Longbourn, quand les Bingley apportent en personne l'invitation au bal. 
« The two ladies were delighted to see their dear friend again, called it an age since they had met, and repeatedly asked what she had been doing with herself since their separation. To the rest of the family they paid little attention; avoiding Mrs. Bennet as much as possible, saying not much to Elizabeth, and nothing at all to the others. They were soon gone again, rising from their seats with an activity which took their brother by surprise, and hurrying off as if eager to escape from Mrs. Bennet's civilities. »
« Les deux dames étaient ravies de revoir leur chère amie, déclarant qu'il y avait une éternité qu'elles ne s'étaient vues, et ne cessant de lui demander ce qu'elle avait fait depuis qu'elles s'étaient quittées. Au reste de la famille, elles accordèrent peu d'attention, évitant autant que possible Mrs Bennet, parlant peu à Elizabeth et pas du tout aux autres. Elles furent vite reparties, se levant avec un empressement qui déconcerta leur frère, et se hâtant de quitter les lieux comme si elles étaient pressées d'échapper aux civilités de Mrs Bennet. »
Jane Austen s'amuse aussi à réunir ses personnages dans des occasions ratées. Quand Darcy vient déclarer sa flamme à Elizabeth, il est persuadé qu'elle attend sa demande, comme il le lui explique plus tard : « Voyez quelle était ma vanité ! Je croyais que vous espériez, que vous attendiez que je me déclare », alors qu'elle le déteste et que, venant d'apprendre son rôle dans le départ de Bingley, elle relit les lettres de Jane, « comme si elle avait pris à tâche de s'exaspérer encore davantage contre [lui] ». On ne saura jamais dans quel but il lui rend visite à l'auberge de Lambton, mais il tombe mal ; Elizabeth est tellement bouleversée par ce qu'elle vient d'apprendre à propos de Lydia, là encore par des lettres de Jane, qu'« elle perdit bientôt de vue tout le reste » et ne peut contrôler ses émotions.

### Style et écriture
Nourrie de préceptes néo-classiques, Jane Austen se méfie du lyrisme et du jargon, recherchant la précision et la concision. Elle est spirituelle et ne perd jamais le sens de l'humour, raillant les outrances de ses personnages ridicules ou notant les traits d'esprit parfois amers de sa délicieuse (delightful) Elizabeth. Elle n'hésite pas à utiliser les figures de style qui relèvent de l'ironie, la montrant « animée de sentiments très peu cordiaux » (no very cordial feelings) envers Darcy, « se livrant aux délices de remuer des souvenirs désagréables » (indulg[ing] in all the delight of unpleasant recollections) ou affirmant que « Lady Catherine ... adore rendre service ». John Halperin va même jusqu'à penser que Jane Austen possède un « génie comique » digne d'Oscar Wilde.

#### Langage des personnages
L'importance et la variété des dialogues, outre qu'elles rappellent le rôle que tenait l'art de la conversation dans les relations sociales et mondaines de la bonne société, permettent de donner à chaque personnage un style correspondant à son caractère. Chacun est défini autant par ses manières que par son langage : Elizabeth, qui utilise l'ironie comme une parade contre l'hypocrisie et la bassesse des gens qui l'entourent, a la répartie facile mais n'est jamais volontairement blessante, contrairement à Miss Bingley, dont l'esprit est acide et méprisant : Caroline Bingley a un esprit satirique et pratique la raillerie, à la fois pour affirmer sa supériorité et tenter d'influencer les autres, sans avoir l'élégance de s'arrêter quand ses moqueries sont devenues pénibles ou inexcusables.
Mr Bennet manie une ironie narquoise, voire cruelle, comme lorsqu'il fait cette réflexion sur Jane à Elizabeth : « Eh bien, Lizzy, j'ai appris que votre sœur a un chagrin d'amour, je l'en félicite. Une jeune fille aime avoir de temps à autre un petit chagrin d'amour, cela lui donne un sujet de réflexion, et la valorise auprès de ses amies ». Cet humour à froid à l'égard des membres de sa famille est, comme sa propension à se retirer dans sa bibliothèque, une manifestation de son détachement, de son refus des responsabilités.

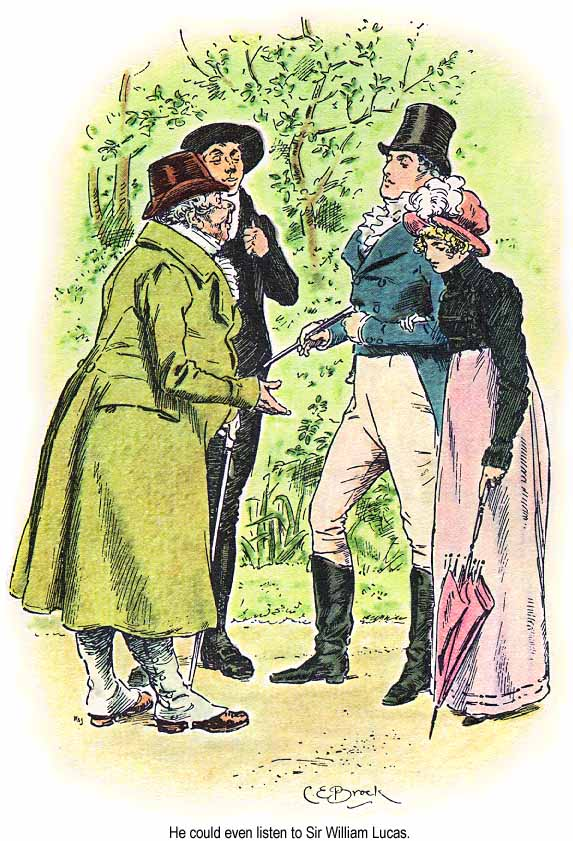
Darcy peut même écouter Sir William le féliciter d'avoir conquis le plus beau joyau du comté (C. E. Brock, 1895).

Darcy est sérieux et peu bavard, mais parfaitement capable de sous-entendus ironiques, dont Miss Bingley fait les frais. Ainsi, quand elle accuse Elizabeth d'un artifice méprisable (se faire valoir auprès de l'autre sexe en dénigrant le sien), il lui répond : « Il y a quelque chose de méprisable dans tous les artifices que les femmes s'abaissent parfois à utiliser pour nous séduire ». Il y a du cynisme dans sa remarque sur la « demi-douzaine (seulement) de femmes réellement accomplies » parmi ses connaissances. Ses joutes verbales avec Elizabeth sont brillantes, en particulier celle, à la limite de la stichomythie, où ils définissent ce dont on peut, ou non, rire : sa critique voilée de la propension d'Elizabeth à se moquer, lorsqu'il lui dit que « le plus sage et le meilleur des hommes peut être tourné en ridicule par quelqu'un qui ne songe qu'à plaisanter », entraîne de la part de cette dernière une vive défense de la satire, où il est possible de voir le point de vue de la narratrice : « J'espère que ne tourne jamais en ridicule ce qui est sage ou ce qui est bien. Sottises et absurdités, caprices et inepties, voilà ce qui m'amuse ».
Les personnages ridicules le sont aussi dans leur langage : Mrs Bennet tient des discours redondants et répétitifs, des bavardages remplis d'absurdités. L'évocation de « Saint James » revient comme un leitmotiv chez Sir William, et Mr Collins emploie des clichés usés comme la métaphore de « la branche d'olivier ». Ses discours sont creux (pompous nothings) et son style ampoulé. Alors que, souvent, Jane Austen fait alterner avec souplesse récit, discours indirect, indirect libre et discours direct, le pompeux discours de Collins, pour sa demande en mariage à Elizabeth, est donné in extenso. « Emporté par le flot de [ses] sentiments », il est d'un parfait ridicule, car, à travers lui, l'autrice se moque du langage convenu et passionné des romans sentimentaux.

#### Expression des sentiments
Jane Austen se refuse autant aux épanchements lyriques et sentimentaux qu'elle ironise à l'égard des lieux communs. « Elle avait toutes sortes de procédés pour éviter les scènes passionnées », écrit Virginia Woolf dans The Common Reader. Si les mots « passion », ou ardent love sont employés par ses personnages, ils ne font pas partie de son vocabulaire personnel ; elle préfère strong feelings (sentiments profonds) indiquant sa préférence plus pour la stabilité que pour la violence des sentiments. Elle laisse Collins détailler à Elizabeth ses raisons de se marier, pour mieux le ridiculiser, mais elle ne cite pas le discours similaire qu'il doit faire à Charlotte, elle le résume en une courte phrase : « In as short a time as Mr Collins's long speeches would allow, all was settled between them » (« En aussi peu de temps que le permirent les longs discours de Mr Collins, tout fut réglé entre eux »). Elle cite la première phrase de Darcy, à Hunsford, pour montrer son émotion (« En vain ai-je lutté, rien n'y fait. Je ne peux réprimer mes sentiments. Laissez-moi vous dire avec quelle ardeur je vous admire et je vous aime »), mais passe ensuite au récit : « Il s'engagea dans l'aveu… Il parlait bien… ». Elle ne lui redonne directement la parole que quand il demande à Elizabeth d'expliquer son refus.
Sa deuxième déclaration est toute en retenue : « Mes sentiments et mes vœux n'ont pas changé » (My affections and wishes are unchanged). Il y a là un refus évident du pathos, une grande réserve devant les scènes d'émotion. Quand Darcy comprend que les sentiments d'Elizabeth pour lui « avaient subi un changement profond », il exprime son bonheur « avec toute l'ardeur et la tendresse qu'un homme passionnément épris est supposé manifester ». (He expressed himself as sensibly and as warmly as a man violently in love can be supposed to do). Mais Jane Austen n'en dit pas plus.

#### Expression des points de vue
Elizabeth, dont le point de vue est privilégié, est la seule dont la voix intérieure, lorsqu'elle s'exprime en discours indirect libre, peut être confondue avec celle de la voix narratrice. En tant qu'auteur, Jane Austen se manifeste peu ; elle intervient, par exemple, au début du dernier chapitre : « Je voudrai pouvoir affirmer pour le bonheur des siens que la réalisation inespérée de son plus cher désir […] a eu l'heureux effet de rendre Mrs Bennet aimable, discrète et judicieuse pour le reste de sa vie… ». Elle utilise parfois le point de vue omniscient, par exemple pour éclairer le lecteur sur la place que prend Elizabeth dans les pensées de Darcy, au cours de son séjour à Netherfied, mais présente en général ses personnages en focalisation externe, ou observés (plus ou moins ironiquement en focalisation interne) par Elizabeth.

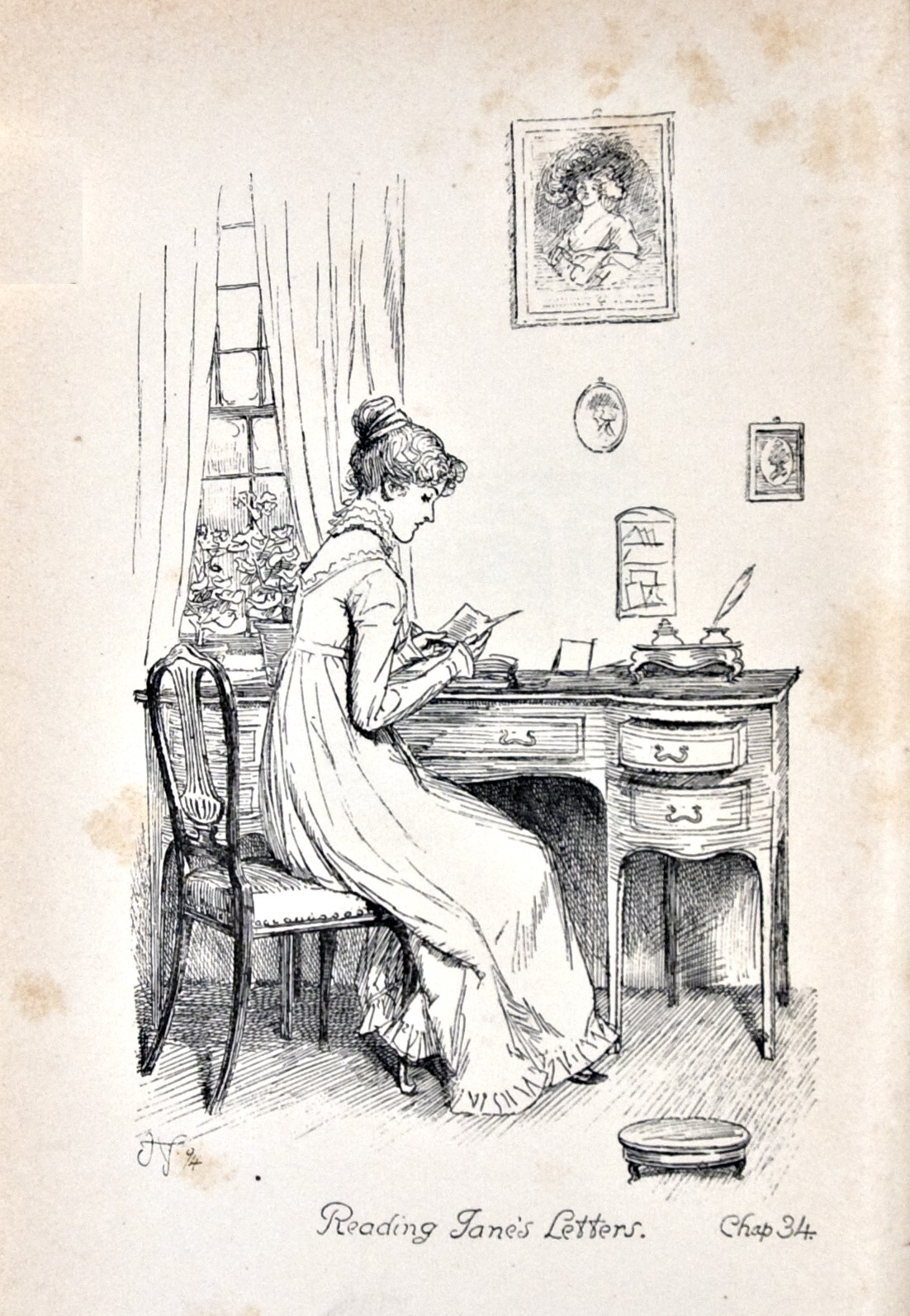
Elizabeth et Jane s'écrivent beaucoup lorsqu'elles sont séparées. (Hugh Thomson, 1894)

Les personnages expriment aussi leur point de vue à travers leur importante correspondance. Un certain nombre de dames sont amenées à s'écrire : Jane et Elizabeth, Miss Bingley et Jane, Elizabeth et Mrs Gardiner. Mais les messieurs écrivent aussi : Darcy, Mr Gardiner, Mr Collins. Mr Bennet lui-même maintient un lien épistolaire avec Mr Collins, car « bien qu'[il] déteste écrire, pour rien au monde [il] n'interromprait sa correspondance avec Mr Collins ». Alors que Jane Austen s'interdit en général de rapporter les conversations masculines en dehors d'une présence féminine, il y a huit lettres écrites par les personnages masculins, ce qui leur donne plus de relief, car leur style épistolaire correspond parfaitement à leur caractère. On ne connaît pas la teneur des longues lettres que Darcy écrit à sa sœur, mais la longue lettre qu'il écrit à Elizabeth est étonnante, tant elle dévoile sa personnalité. Il la lui donne discrètement en main propre, preuve d'un comportement respectueux des conventions, et fait un exposé clair, logique et construit : il veut convaincre, mais on sent sa sincérité, sa confiance absolue dans la discrétion d'Elizabeth et la douleur qu'il ressent à réveiller le passé. Mr Gardiner, dont les lettres ne sont qu'en partie citées, s'y montre homme de bon sens et de cœur, avec les manières directes d'un homme d'action. Collins révèle sa vanité, la faiblesse de son caractère, son égoïsme et son étroitesse d'esprit, tandis que Mr Bennet reste laconique et sarcastique.

## Thèmes développés dans l'œuvre
De nombreux thèmes se croisent dans les œuvres de Jane Austen, qui donnent un aperçu réaliste de la vie et des préoccupations de la société qu'elle fréquentait, à cette époque charnière où l'aristocratie terrienne et la gentry commencent à perdre de leur influence au profit d'une nouvelle classe enrichie par le commerce, la finance et l'industrie.
Pourtant, les bouleversements induits par la Révolution française puis les guerres napoléoniennes ne semblent visiblement toucher l'Angleterre rurale décrite dans Orgueil et Préjugés que par la présence du régiment de l'armée territoriale, cantonné pour l'hiver à Meryton, et pour l'été suivant à Brighton. En effet, comme d'ailleurs dans la plupart des romans de Jane Austen, deux thèmes essentiellement, le mariage et l'argent, s'entrecroisent, car le mariage est alors, pour les femmes de la classe sociale de Jane Austen, la façon normale, presque la seule, d'assurer leur situation financière : si une femme n'a pas de fortune personnelle capable d'intéresser un gentleman (éventuellement désargenté), il est impératif pour elle d'épouser un homme ayant des revenus confortables.

### Argent et statut social
L'argent est en effet un des thèmes de prédilection de Jane Austen, qui présente de façon satirique les attitudes sociales de son temps devant l'argent, mais soulève aussi les problèmes que peuvent créer certaines situations, comme celle des filles Bennet, en grand danger de déchéance sociale à la mort de leur père.

#### Mariage et argent
Pour nombre de personnages d'Orgueil et Préjugés, l'argent est une préoccupation majeure. Le célèbre postulat qui introduit le roman montre qu'il est considéré comme normal de vouloir faire un riche mariage. D'ailleurs, les habitants de Meryton ne s'intéressent aux locataires de Netherfield qu'en fonction de leur fortune et de leur célibat : en ironisant sur le revirement de l'opinion à propos de Darcy, qui devient même de la « rancune » chez Mrs Bennet, lorsqu'il est devenu évident que « Monsieur Darcy » n'est pas « en quête d'une épouse », Jane Austen souligne le côté superficiel des critères de cette assemblée. Mrs Bennet recommence à trouver Darcy « charmant », après l'avoir longtemps traité de « disagreeable », quand elle apprend qu'Elizabeth va l'épouser, et ne voit que l'aspect matériel de ce mariage et le luxe qu'il va procurer à sa fille : « Comme vous allez être riche et considérée ! Vous allez avoir tant d'argent, tant de bijoux, tant d'équipages ! Le mariage de Jane n'est rien à côté, rien du tout ! […] Dix mille livres de rente, et plus encore, probablement. Cela vaut un titre ». Pour elle le bonheur se mesure exclusivement en termes financiers.

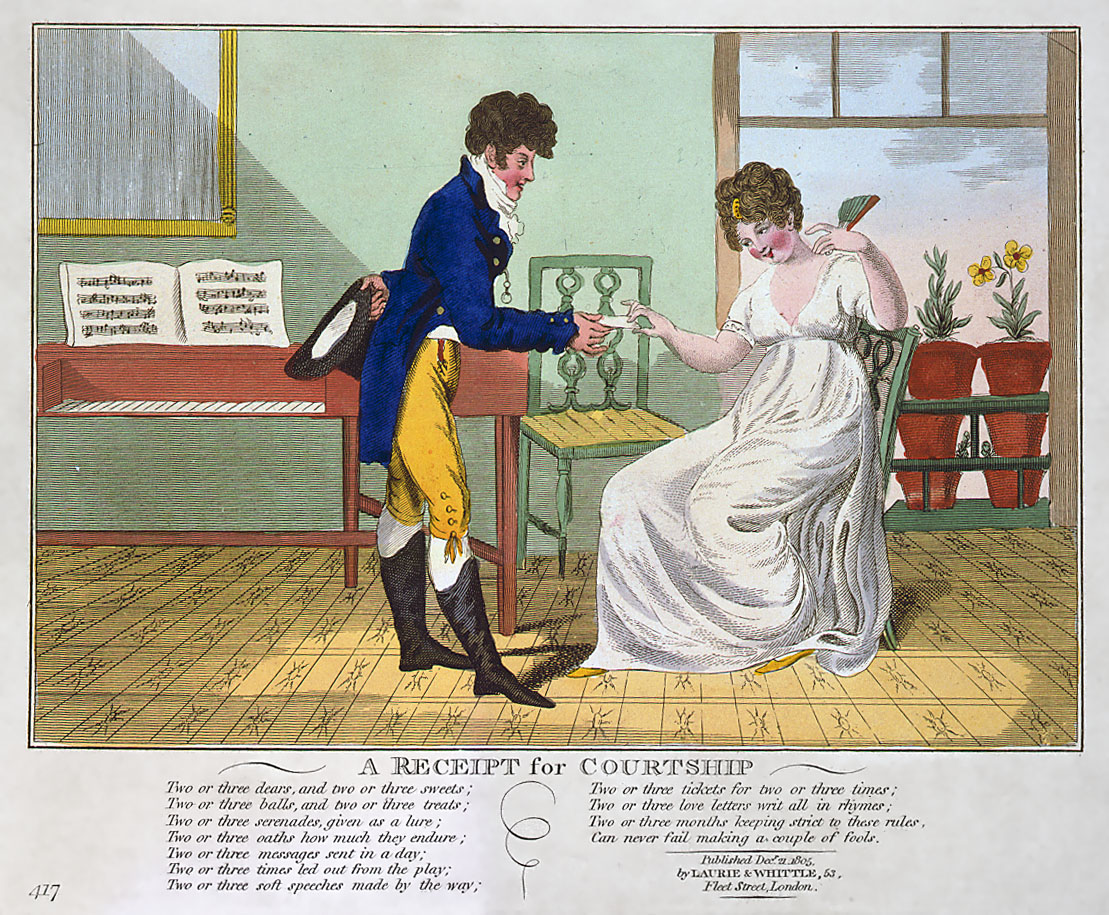
Une Recette pour faire sa cour, gravure de 1805 détaillant ironiquement les étapes à suivre pour courtiser une jeune fille.

Dans cette société pragmatique beaucoup d'autres personnages raisonnent comme elle : Mr Collins ne peut comprendre le refus d'Elizabeth, dont il connaît parfaitement la pitoyable situation financière personnelle : 1 000 livres de dot, soit un revenu de 40 livres par an. Il insiste lourdement sur sa belle situation, ses relations avec les de Bourgh, ajoutant assez grossièrement qu'elle aura du mal à trouver un parti plus intéressant que lui : « Votre dot est malheureusement si modeste qu'elle doit inévitablement contrebalancer l'effet de vos charmes et de vos aimables qualités ». Charlotte ne cache pas qu'elle a pris la mesure de la situation sociale et des revenus de Mr Collins, et sa mère calcule, plutôt crûment, combien de temps peut se passer avant que Longbourn (qui rapporte tout de même 2 000 livres chaque année) n'appartienne à son gendre. Wickham s'intéresse brusquement à Miss King dont « la soudaine acquisition de dix mille livres était le charme le plus remarquable ». Elizabeth explique à Jane, qui a peine à la croire, que les sœurs de Bingley « peuvent souhaiter bien autre chose que le bonheur [de leur frère] ; elles peuvent souhaiter pour lui plus de richesses et de considération, elles peuvent souhaiter qu'il épouse une jeune fille qui lui apporte fortune, hautes relations et honneurs ». Et même Darcy— pour qui le comportement des Bennet est un bien plus grand obstacle que le manque d'argent d'Elizabeth — est stupéfait du refus de celle-ci de répondre positivement à l'honneur extraordinaire qu'il lui fait en demandant sa main, avant d'en comprendre les motifs.

#### Fortune et situation sociale
À l'époque, la noblesse terrienne (landed gentry) est encore considérée comme au sommet de l'échelle sociale. Il n'est donc pas étonnant que Lady Catherine de Bourgh, si chatouilleuse sur la notion de rang, de relations et de fortune, souhaite unir sa fille et son neveu pour réunir les biens et renforcer les liens ancestraux de leurs deux familles, et que Charles Bingley, dont la fortune est d'origine roturière, envisage d'acheter des terres et de construire un manoir pour achever sa promotion sociale. Les revenus (income) que le travail (trade) et les mérites personnels peuvent procurer, comme ceux des Gardiner, sont considérés comme moins respectables que la fortune assise sur des biens fonciers ou des rentes d'État. D'ailleurs le niveau des revenus des Gardiner n'est pas estimé. Jane et Elizabeth y font seulement allusion lorsqu'elles se demandent combien le mariage de Lydia va coûter à leur oncle qui doit se soucier de l'avenir de ses quatre enfants (et de ceux qui peuvent encore lui naître, ajoute Elizabeth). Sont abondamment évoqués, en revanche, les énormes revenus annuels de Darcy (10 000 livres), ceux très confortables de Bingley (4 000 ou 5 000 livres), ceux encore très aisés de Mr Bennet (2 000 livres). Le coût du mariage-replâtrage de Wickham et Lydia est aussi détaillé : paiement des dettes (beaucoup plus que 1 000 livres, selon Mrs Gardiner), achat de la charge d'Enseigne dans l'armée régulière (entre 500 et 1 500 livres selon les régiments) pour lui, un petit pécule pour elle (le tout payé par Darcy) et les 100 livres annuelles à la charge son père, ce qui est à peine plus que ce qu'elle dépensait déjà à la maison, mais qui écorne sérieusement les 5 000 livres du capital réservé aux filles par le contrat de mariage.
Si Jane Austen insiste tellement sur l'importance de l'argent, c'est qu'il joue un rôle crucial dans la vie quotidienne de la société qu'elle fréquente et qu'elle décrit : l'existence du droit d'aînesse (seul l'aîné hérite du domaine) oblige les cadets de bonne famille à avoir une autre source de revenus, une profession cléricale ou militaire en général (comme le colonel Fitzwilliam) et à faire un bon mariage, ou rester célibataire. Et l'entail fait peser une menace supplémentaire, sur les filles en particulier : en cas d'absence d'héritier mâle direct, les biens passent à un cousin plus ou moins éloigné. Cette substitution héréditaire est une terrible menace qui pèse sur la famille Bennet, car son indolence naturelle a empêché Mr Bennet d'anticiper cette éventualité : il espérait toujours la venue d'un fils qui aurait pu l'aider à conserver l'héritage sous entail dans sa propre famille, et négligeait de mettre de l'argent de côté pour augmenter la dot (dowry) de ses filles. Il reconnaît lui-même qu'il dépense entièrement ses revenus (his whole income) : Mrs Bennet n'a aucun goût pour l'épargne, et par insouciance, autant que par faiblesse, son mari la laisse mener grand train. « Seule son aversion pour la dépendance les a empêchés de dépenser plus que leurs revenus ». À sa mort, Mr Collins, l'héritier mâle le plus proche, deviendra le propriétaire légitime de Longbourn. Il aura le droit d'en chasser la veuve et les filles, qui, dans le pire des cas, n'auraient plus pour se nourrir et se loger qu'une somme dérisoire : le revenu (à 4 %) des 5 000 livres que leur octroie globalement le contrat de mariage, soit 200 livres pour les cinq. Elles seraient nécessairement tributaires de la charité familiale, celle des Philips ou plus certainement des Gardiner. Ce serait une véritable déchéance sociale, perspective qui affole Mrs Bennet, mais dont elle ne veut admettre la réalité, malgré les efforts d'explication de ses deux aînées.
Elizabeth et Jane sont parfaitement conscientes de ces réalités financières. Jane se sait capable de tenir la maison de son mari : « Imprudence or thoughtlessness in money matters, would be unpardonable in me » (« Si, moi, j'étais imprudente ou insouciante en matière de dépenses, je serais impardonnable. ») répond-elle à son père qui l'imagine capable de se laisser gruger par les domestiques. Elizabeth a « toujours été persuadée que des ressources aussi modestes que [celles des Wickham] seraient insuffisantes entre les mains de deux personnes aussi prodigues et aussi insouciantes de l'avenir ». Cette lucidité rend son refus d'accepter la sécurité financière que lui offrent Mr Collins puis Mr Darcy particulièrement courageux et admirable. Lorsqu'elle visite le splendide domaine de Darcy, elle se rend compte qu'« être maîtresse de Pemberley, cela doit être quelque chose » (To be mistress of Pemberley might be something). Mais elle a clairement prouvé que l'intérêt qu'elle porte au propriétaire ne découle pas de sa situation financière. Certes, elle épouse un homme immensément riche qui va l'introduire dans le « first circle » pour parler comme Sir William. Mais, ce qui pour elle, comme pour l'auteur, a plus de valeur, c'est qu'il est « bon pour les malheureux » (affable to the poor), « le meilleur des propriétaires et le meilleur des maîtres » (the best landlord and the best master) et « un bon frère » (a good brother), ce qui laisse espérer qu'il sera aussi un bon mari.

### Le mariage

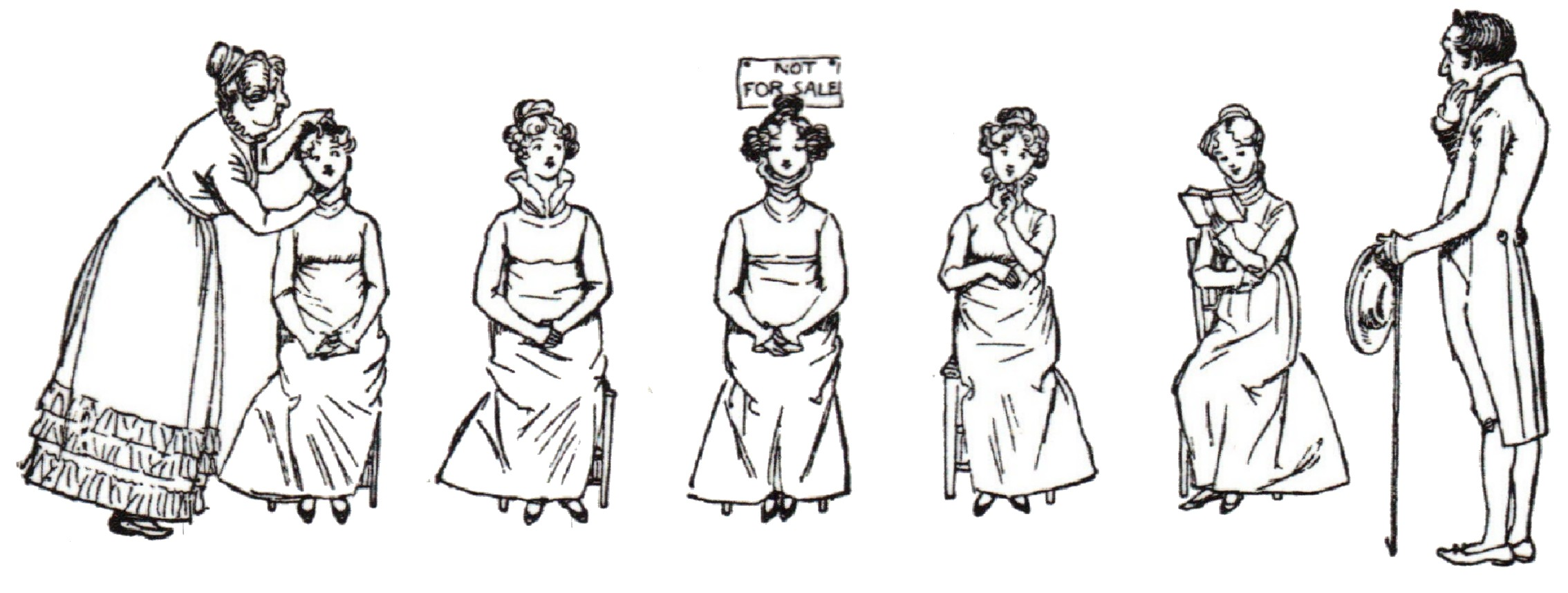
Présentation humoristique des demoiselles Bennet sur le marché du mariage. (Hugh Thomson, 1894)

Le mariage est traditionnellement la seule façon de se libérer de la tutelle parentale, et rester vieille fille est considéré comme un sort peu enviable, tant pour la fille, que pour la famille qui la garde à charge. La pression familiale pour « caser » les filles est donc forte : même si elle est comique, l'insistance de Mrs Bennet pour essayer d'obliger Elizabeth à accepter Mr Collins et sa mauvaise humeur de la voir refuser cette occasion de faire un « bon » mariage, le montrent bien, ce qui dénote chez elle une certaine forme de réalisme.

#### De la nécessité d'être mariée
« Single women have a dreadful propensity for being poor, which is one very strong argument in favour of matrimony. »
« Les femmes célibataires ont une épouvantable propension à être pauvres, ce qui est un argument très sérieux en faveur du mariage. »

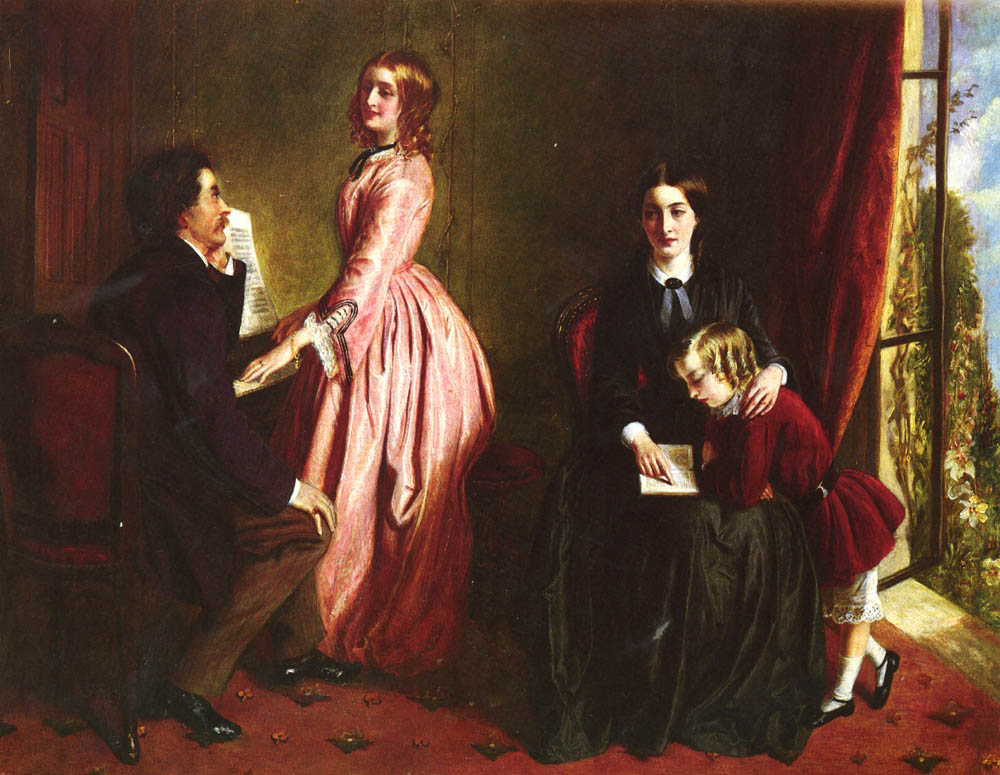
La Gouvernante, Rebecca Solomon, 1854.
À l'époque de Jane Austen, le métier de gouvernante est l'un des deux seuls ouverts en pratique à une jeune fille de bonne famille.

Malgré le développement très progressif de l'instruction pour les filles, il n'y a pas de métiers ouverts à une jeune fille de bonne famille, à deux exceptions près, celui de gouvernante et celui de maîtresse d'école. D'ailleurs, l'idée même qu'une Proper Lady puisse avoir une profession, avec le statut et l'indépendance financière qui l'accompagnent, est, à cette époque, impensable. Aussi Jane Austen décrit-elle une Mrs Bennet angoissée par l'avenir de ses cinq filles et obsédée par le désir de les voir faire un « bon mariage », fût-ce avec un mauvais mari, puisqu'à la mort de Mr Bennet, le domaine de Longbourn leur échappera.
Les bals, moments privilégiés pour espérer rencontrer un futur conjoint, jouent de ce fait un rôle essentiel. Aussi ne sont-ils normalement autorisés par les familles qu'aux jeunes filles en âge d'être mariées, ce qui nécessite une réflexion particulière lorsqu'il y a plusieurs filles dans la famille, car si les cadettes « sortent » alors que l'aînée n'est pas encore mariée, elles peuvent attirer un prétendant qu'elle-même aurait pu souhaiter.
Il est donc naturel de ne laisser les plus jeunes fréquenter les bals qu'une fois leurs aînées mariées. Qu'il n'en soit pas ainsi chez les Bennet vaut à Elizabeth Bennet une remarque choquée de Lady Catherine, lors de l'interrogatoire qu'elle lui fait subir à Rosings. Cela d'autant plus que la femme mariée a préséance sur ses sœurs encore célibataires, ainsi que Lydia ne manque pas de le rappeler avec impertinence à sa sœur aînée après son mariage avec Wickham Mais Mrs Bennet, obsédée par son idée fixe, préfère encombrer « le marché du mariage » à Meryton en laissant ses cinq filles sortir dans le monde en même temps.

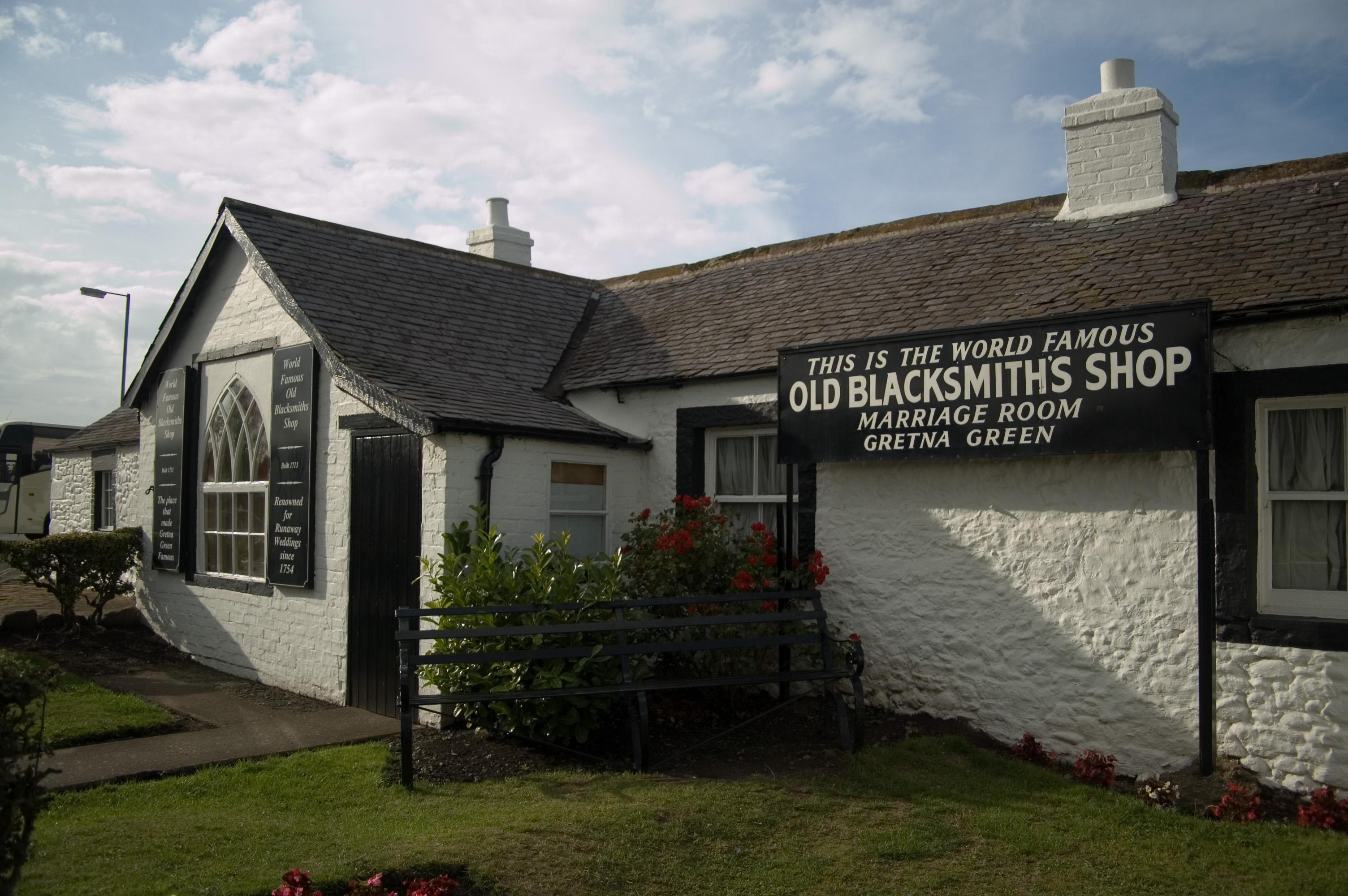
La vieille échoppe du forgeron de Gretna Green, où venaient se marier les jeunes couples n'ayant pas l'âge légal.

Orgueil et Préjugés présente diverses façons, dans le cadre des strictes règles sociales qui régissent la bonne société, de faire sa cour à une jeune fille, et comment celle-ci répond aux avances, les sollicite, les rejette ou les ignore, ce qui est une possible source de quiproquo. C'est toujours le prétendant qui demande sa main à la jeune fille qu'il courtise, puisqu'on attend de celle-ci une attitude réservée, avant d'aller demander le consentement des parents, qui est indispensable lorsque l'un des futurs époux n'a pas 21 ans. Aussi voit-on les prétendants à la main d'Elizabeth Bennet, qui ne les a pas encore, comme elle l'avoue à Lady Catherine, aller la demander à ses parents, c'est-à-dire à sa mère pour Mr Collins, à son père pour Darcy. Charles Bingley est aussi allé — par courtoisie dans son cas — demander la main de Jane, au cours d'« une entrevue avec Mr Bennet courte mais satisfaisante ».
La loi écossaise restant plus tolérante, puisque l'on peut s'y marier sans le consentement des parents dès quatorze ans pour les garçons et douze ans pour les filles, c'est à Gretna Green, première ville écossaise rencontrée en venant d'Angleterre, que se rendent les couples trop jeunes désireux de se marier. C'est là que Lydia croit se rendre avec Wickham, comme elle l'écrit à Harriet Forster.

#### De l'intérêt d'être mariée
L'incipit du roman en forme de maxime (« C’est une vérité universellement reconnue qu’un jeune homme qui a de la fortune doit chercher à se marier… ») semble annoncer les stratégies mises en place par les familles pour résoudre les difficultés pécuniaires de leurs filles désargentées en leur procurant un beau parti, mais dans Orgueil et Préjugés le thème du mariage est surtout traité sous l'angle du bonheur et de l'épanouissement personnel, celui de l'héroïne plus spécialement, qui, désireuse de faire « le bon choix », affirme à Lady Catherine : « Je suis résolue à agir de la manière qui me permettra d'assurer mon propre bonheur, sans tenir compte de vous ou de toute personne n'ayant aucun lien avec moi », montrant l'indépendance d'esprit d'une « créature rationnelle », décidée à ne pas se laisser mettre à la place où voudrait la reléguer la noble Lady très attachée au concept d'une société endogame et considérant que le statut social est plus important que les mérites personnels : en épousant la fille d'un avoué et la sœur d'un négociant, Mr Bennet a, en quelque sorte, dérogé : « Oui, vous êtes la fille d'un gentleman, mais qu'était votre mère ? Et que sont vos oncles ? »

#### Mariages «imprudents»
Jane Austen se méfie du « coup de foudre » et présente les deux mariages fondés sur une « première impression » ou un coup de tête comme voués à l'échec : Monsieur Bennet a épousé Miss Gardiner, « séduit par sa jeunesse, sa beauté et l'apparence d'une heureuse nature », mais elle s'est avérée disposer d'un esprit étroit et d'un total manque de jugement. Lydia éprouve une passion juvénile pour Wickham, dont elle est « follement éprise », et se fait imprudemment enlever. Son mariage est « une nécessité qui s'impose », pour sauvegarder l'honneur de toute la famille, garantir l'ordre et la moralité, et respecter les contraintes sociales : elle n'a pas eu, comme Georgiana, un grand frère, ni comme Miss King, un oncle, pour la protéger du séduisant mais dangereux Wickham.
Ces mariages sont fragiles, voire conduisent à la catastrophe. Mr Bennet, trop indolent pour « chercher un réconfort dans ces plaisirs auxquels tant d'autres ont recours pour se consoler de déceptions causées par leur imprudence », reste fidèle à sa femme, mais se réfugie dans sa bibliothèque, la laissant se débrouiller avec l'éducation de ses filles. Lydia se console en s'invitant chez ses sœurs, pendant que son mari, dont l'affection s'est muée en indifférence, va s'amuser à Bath ou à Londres, mais « en dépit de sa jeunesse et de la liberté de ses manières, sa réputation ne donna plus sujet à la critique ».

#### Mariages d'intérêt
La fonction sociale du mariage reste essentielle à l'époque et justifie les « mariages de raison ».

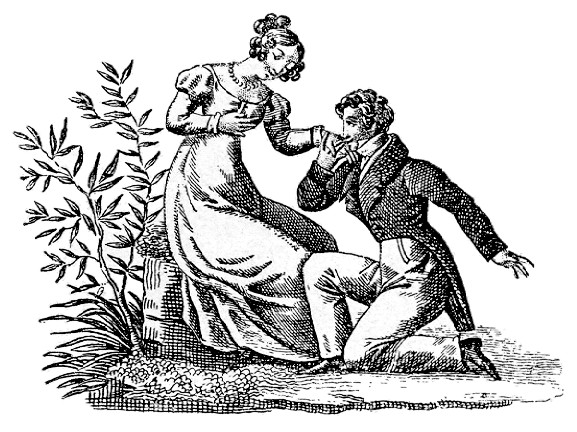
Demande en mariage, vers 1815.

Collins se marie par devoir, car un clergyman doit donner l'exemple, et l'identité de sa future épouse importe peu. Hurst, gentleman sans fortune, a épousé la riche mais très roturière Louise Bingley (20 000 £ de dot). Un certain nombre de mariages possibles sont évoqués : celui dont rêve Caroline Bingley pour assurer l'ascension sociale de son frère, avec Miss Darcy, et ensuite la sienne, en épousant Mr Darcy ; celui qu'a programmé Lady Catherine, entre sa fille et son neveu Darcy pour consolider leur fortune et leur position sociale, « car ils sont destinés l'un à l'autre depuis leur naissance » (le colonel Fitzwilliam, son autre neveu, n'étant pas un héritier, mais seulement un second fils, n'a pas le prestige du propriétaire de Pemberley) ; le colonel, de son côté, fait comprendre à Elizabeth qu'elle lui plaît beaucoup, mais, étant cadet de famille, il ne peut guère se marier selon son choix ; Wickham courtise Miss King lorsqu'elle hérite de 10 000 livres, et Mrs Bennet, enfin, aurait été ravie de voir Elizabeth devenir Mrs Collins, même si le mariage aurait été particulièrement mal assorti et probablement malheureux. Quoique son désir immodéré et caricatural de marier ses filles soit tourné en dérision, il « montre qu'elle se soucie davantage que son mari de les placer socialement ».
Sous certaines conditions, ces mariages peuvent connaître une réussite relative, comme le montre la situation de Charlotte Lucas. L'intelligente, pragmatique et peu romanesque Charlotte, consciente de son manque de charme, de son âge et de la situation de sa famille, montre, en acceptant d'épouser Mr Collins, les limites du mariage de convention, du moins en ce qui concerne l'épanouissement personnel. Considérant le mariage comme « la seule situation convenable pour une jeune femme distinguée et de fortune modeste », elle reconnaît n'en attendre qu'un foyer confortable et la sécurité financière. Elle pense que les relations et la situation sociale de Mr Collins lui apporteront des « chances de bonheur que tout le monde ne trouve pas dans le mariage ». Elizabeth en doute, mais voit par elle-même, en lui rendant visite à Hunsford, comment Charlotte se satisfait de son mariage, en « oubliant souvent » son mari et en se consacrant à « sa maison et son ménage, sa paroisse et son poulailler ». Comme pour Louise Bingley, son mariage est une promotion sociale, et il représente « la voie normale » à l'époque.

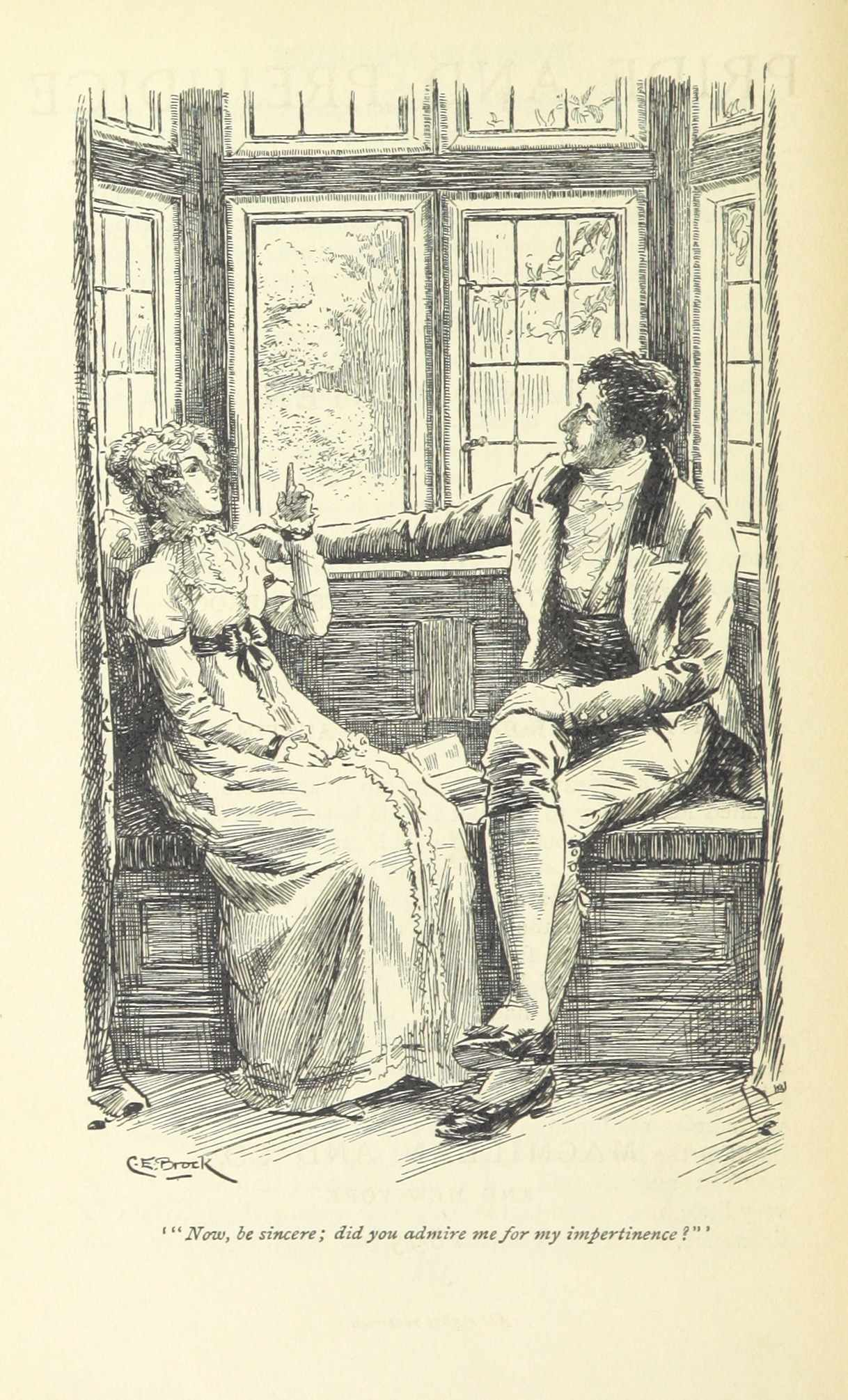
Dites-moi, est-ce pour mon impertinence que vous m'admiriez ? (C. E. Brock, 1895).

#### Mariages réussis
ou « Marriage of true minds ».
Ce sont les mariages fondés sur l'estime, la gratitude, l'affection, le respect mutuel, où les questions de fortune, de rang, de titre passent en second : « L'aimez-vous assez ? […] Êtes-vous certaine, vraiment certaine d'être heureuse avec lui ? […] Rien n'est pire que de se marier sans affection » dit Jane en apprenant que sa sœur s'est fiancée à Darcy. Mrs Gardiner les appelle des mariages « judicieux » (prudent).
On peut ranger dans cette catégorie le mariage des Gardiner. Les qualités personnelles d'Edward Gardiner, sensible, agréable, cultivé, bien élevé (« gentleman like »), et de sa femme, aimable, intelligente et élégante, ainsi que les relations affectueuses qu'ils ont avec leurs nièces, en font un couple heureux, et aussi un modèle pour Jane et Elizabeth, qui voient que le bonheur dans le mariage est non seulement désirable, mais réalisable.
De même, la sage et sensible Jane Bennet trouve le bonheur en épousant l'aimable Charles Bingley. Elle est consciente que son mariage avec un homme qu'elle aime et qui l'aime est un immense bonheur « qu'[elle] ne mérite pas », et qu'elle répond aussi aux vœux de sa « chère famille » en assurant sa sécurité financière. Mais ce mariage est tout de même terni par le sentiment que la discrétion de Jane et le caractère trop influençable de Bingley ont failli les séparer pour toujours.
Le mariage d'Elizabeth et Darcy est le plus brillant. Romanesque, et d'apparence peu réaliste, il a des aspects paradoxaux. C'est « une union convenue, qui tout à la fois bouleverse les codes sociaux et conforte les conventions de la comédie sentimentale ». Le choix d'Elizabeth est un choix libre, un « bon » choix, qui n'est pas « intéressé », dicté par des impératifs économiques (sinon elle aurait accepté d'épouser Darcy dès sa première demande) mais « judicieux », parce qu'elle a appris à chérir un homme digne d'être aimé à cause de ses qualités morales et personnelles. Darcy éprouve pour elle un amour passionné qui le pousse à transcender les barrières sociales et le qu'en-dira-t-on, et à réformer son comportement pour conquérir son affection. En épousant Elizabeth, il rompt avec les règles de la société traditionnelle, puisqu'il s'allie à la société commerçante représentée par les Gardiner, « pour qui, comme sa femme, il éprouvait une réelle affection », et Elizabeth, en l'épousant, transcende son dilemme : elle trouve son épanouissement personnel dans un mariage d'argent extraordinairement avantageux. Ce mariage a quelque chose de subversif, et en même temps de tout à fait conventionnel puisque, en dépit de son indépendance d'esprit, Elizabeth, en fille responsable, se marie au-dessus de sa condition, et assure sa sécurité financière et son ascension sociale.
En montrant sa préférence pour des mariages fondés avant tout sur l'affection mutuelle, Jane Austen affirme que les mariages heureux sont possibles, mais qu'ils demandent intelligence et maturité émotionnelle.

### Les bals

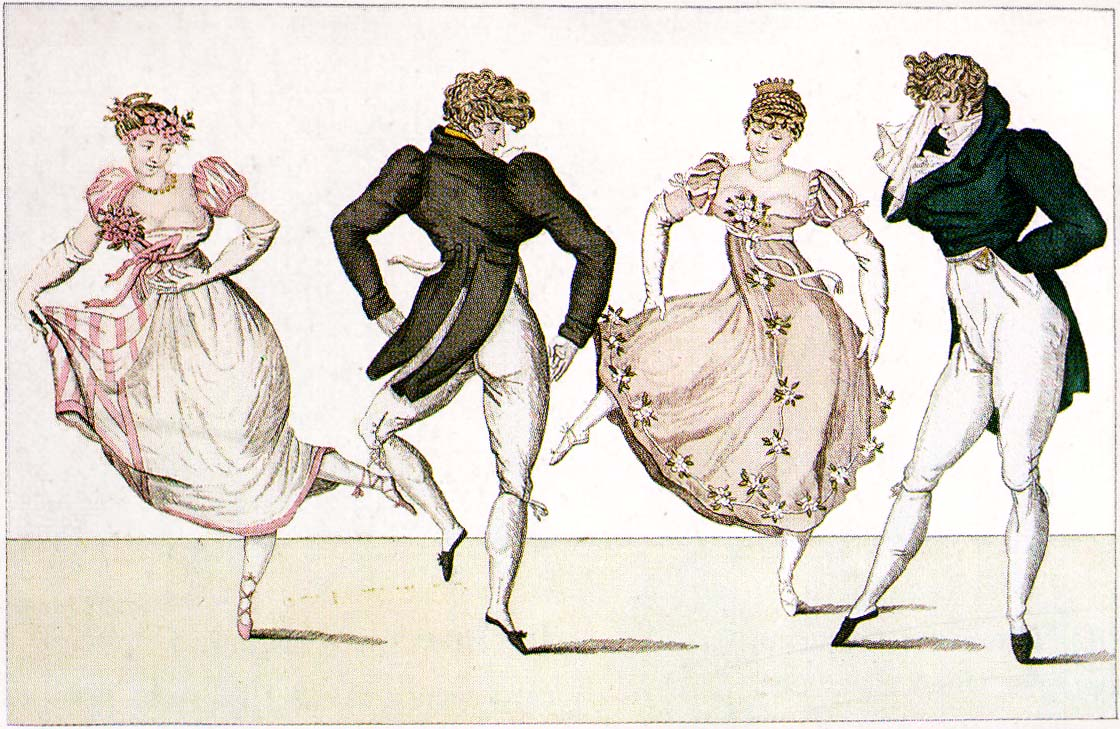
Figure de contredanse, vers 1805.

Les différentes scènes de bal sont particulièrement développées, car elles jouent un rôle essentiel dans la diégèse : terrain neutre où les personnages se rencontrent, ce décor se prête à de multiples intrigues.

#### Bals et vie sociale
On sait, par ses lettres, que Jane Austen adorait danser, et il y a des bals dans tous ses romans. L'intérêt pour les bals est de règle à son époque, où les bals sont une partie essentielle de la vie sociale et jouent un grand rôle dans la vie d'une jeune fille, dans la mesure où la danse participe à l'acte de faire sa cour : c'est un moment où elle peut échapper à la surveillance de son chaperon (en général sa mère) et engager librement la conversation avec son cavalier, surtout lorsque leur couple est immobile dans la succession des figures imposées. Même si les contacts physiques que permettent la contredanse, ou plus tard le quadrille, sont fort limités, la possibilité d'avoir un partenaire attitré, qui réserve plusieurs danses au cours du bal, est alors un prélude indispensable aux fiançailles. L'adage « To be fond of dancing was a certain step towards falling in love » (« l'amour de la danse conduit immanquablement à tomber amoureux ») peut parfaitement s'appliquer à Charles Bingley qui « prit part à toutes les danses » à Meryton, et dont Darcy dit dans sa lettre à Elizabeth « l'avoir auparavant souvent vu amoureux ».
Un gentleman peut inviter la dame de son choix pour deux danses successives et, selon le nombre de couples et la longueur de la salle, l'enchaînement de ces deux danses peut durer une demi-heure. Avec leur code de bonne conduite, les bals peuvent être considérés comme des allégories de la vie sociale, et les figures imposées de la danse comme des symboles des relations qui se créent entre les personnages : on voit ainsi au bal de Meryton, Bingley choisir Jane comme cavalière privilégiée dès leur première rencontre ; à celui de Netherfield, Elizabeth regretter l'absence de Wickham avec qui elle espérait danser, et subir comme un véritable supplice les deux danses avec Mr Collins.

#### Fonction symbolique

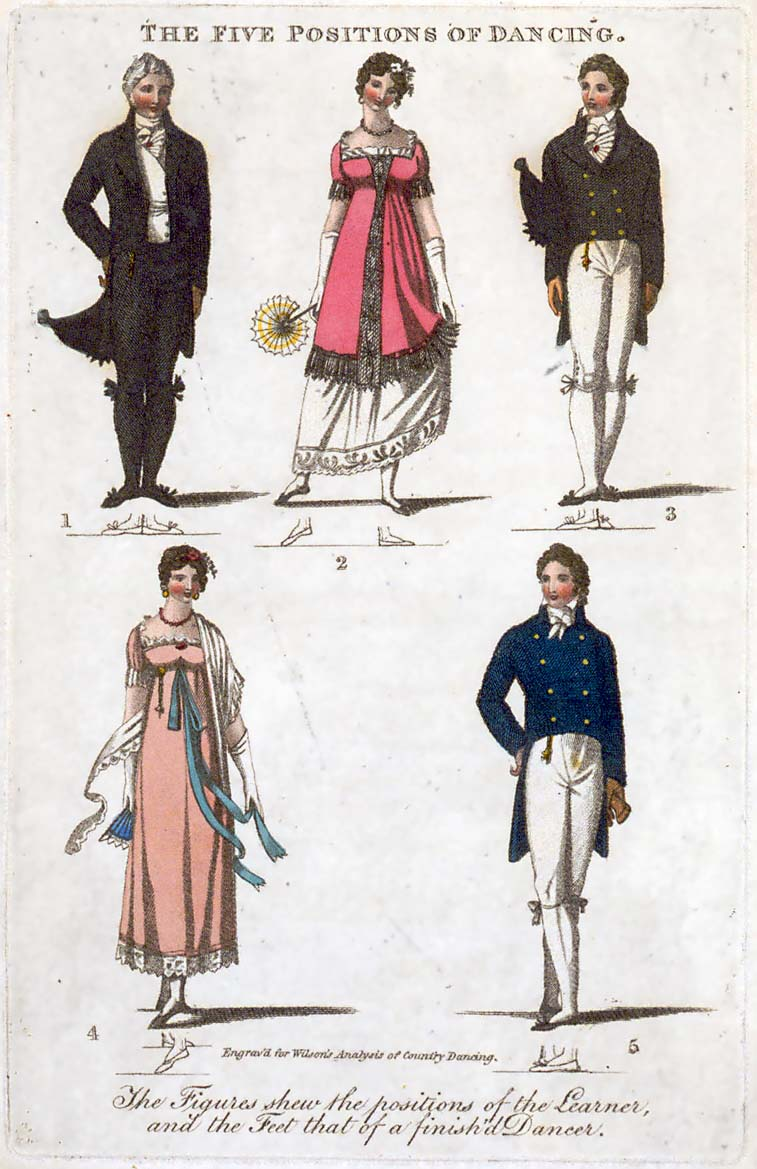
Les cinq positions du quadrille (Thomas Wilson, 1811)

C'est cependant pour Darcy et Elizabeth que cette fonction symbolique est la plus marquée.
Leurs relations sont compliquées et montrent que tous les deux méprisent dans une certaine mesure les codes en usage. La narratrice extradiégétique leur ménage quatre occasions de danser ensemble, toutes dans la première partie d’Orgueil et Préjugés, au cours de trois bals clairement identifiés, plus la surprenante invitation de Darcy à Elizabeth, pendant son séjour à Netherfield. Elles fonctionnent comme une métaphore et un modèle de leur situation relative et de leur devenir : Jane Austen utilise, d'ailleurs, pour parler d'invitation à danser, les mêmes mots que pour une demande en mariage : « demander la main », « engager » une partenaire.
Le premier bal, à Meryton, est l'événement fondateur : Darcy, avec une extrême impolitesse, puisqu'il y a insuffisance de cavaliers, snobe superbement Elizabeth (dont toute l'attitude, par la suite, découle de sa première impression : elle est beaucoup plus vexée qu'elle veut bien se l'avouer), montrant par-là qu'il refuse de s'engager. Il n'est pas, contrairement à l'affirmation de l'incipit, « à la recherche d'une femme ».
Il y a ensuite le bal plus ou moins improvisé à Lucas Lodge, où Darcy, bien qu'il ait auparavant affirmé détester danser « à moins de bien connaître sa cavalière », se laisse entraîner à inviter presque malgré lui Elizabeth, qui a un mouvement de recul et refuse avec beaucoup de détermination, juste après avoir fait remarquer à Charlotte : « [Monsieur Darcy] a un œil très critique, et si je ne me mets pas à être impertinente moi-même, il va commencer à m'effrayer », tandis qu'il admire avec quel doigté elle refuse ses avances. Elle manifeste ainsi clairement à son tour son refus de se positionner sur le « marché du mariage ».
À Netherfield, pendant que Miss Bingley joue des airs écossais, Darcy s'approche d'Elizabeth, qui feuillette des partitions sur le piano, et lui demande si elle n'a pas envie de danser un reel ; elle ne répond pas, d'abord, puis questionnée à nouveau, explique qu'elle n'a pas envie qu'il se moque d'elle. S'il est surpris par sa réaction, elle est surprise par son amabilité.
Il y a enfin le bal de Netherfield : Darcy a suffisamment dominé son préjugé pour décider de son propre chef de l'inviter et Elizabeth, surprise par son abrupte invitation, ne trouve aucune excuse pour refuser de danser avec lui. Tout le monde, elle la première, est étonné de « la dignité à laquelle elle est parvenue ». Même s'ils se séparent assez mécontents, le fait qu'Elizabeth ait enfin accepté de danser avec lui autorise la perspective d'une union.
Ainsi, après avoir fermement refusé Darcy à Hunsford, Elizabeth a-t-elle des relations beaucoup plus aimables avec lui à Pemberley, et accepte finalement d'épouser celui qu'elle tenait au début en si grand mépris, trouvant désormais « parfaitement aimable » l'homme qu'elle avait « résolu de détester », comme le souligne ironiquement la narratrice.

### Éducation et «talents d'agrément»

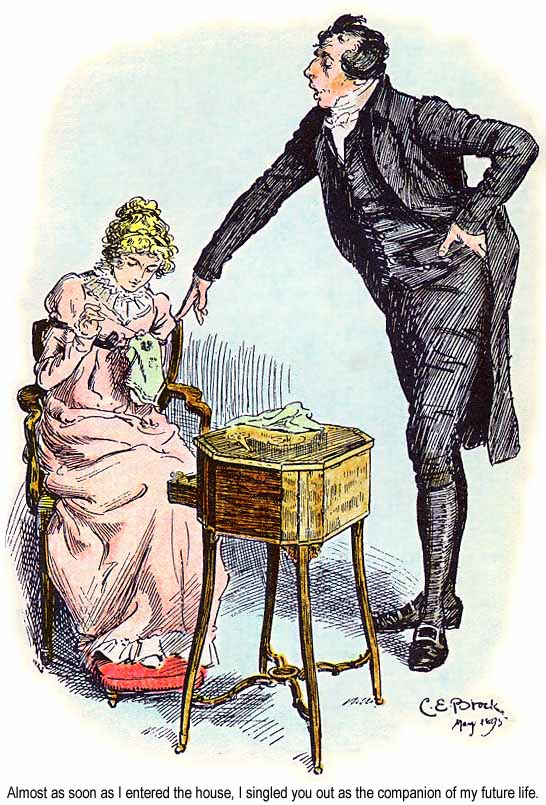
Elizabeth brode pendant la déclaration de Mr Collins. C E Brock, 1895

L'éducation des garçons est évoquée seulement à propos de Wickham, à qui Mr Darcy père, son parrain, paya les études au collège puis à Cambridge, ce qui lui permit d'acquérir une éducation de gentleman, et de Mr Collins, qui a fréquenté « une des universités », condition nécessaire pour devenir clergyman, mais le roman revient souvent sur la forme et le contenu de l'éducation des filles.

#### Une éducation féminine
Le mariage étant le destin normal d'une jeune fille de bonne famille, son éducation est censée en faire une épouse « accomplie », qui fait honneur à son mari et tient sa maison : les sœurs Bingley ont fréquenté « un des meilleurs pensionnats de Londres », et Georgiana, à quinze ans, après ses « études », est installée à Londres par ses deux tuteurs avec une dame de compagnie.
Une conversation à Netherfield donne la mesure de ces « arts d'agrément » que doit pratiquer une jeune fille « accomplie ». Pour Charles Bingley, il s'agit seulement de « peindre de petites tables, broder des écrans et tricoter des bourses ». Caroline, qui loue les talents de Georgiana Darcy, si gracieuse et si bonne pianiste, fait la liste des arts qu'il convient d'étudier : musique, dessin, danse, langues étrangères (essentiellement le français, à l'époque) y ajoutant ce « je ne sais quoi » dans la démarche et les manières qui est la marque de la parfaite élégance. Darcy y ajoute la nécessité de « cultiver son intelligence par de nombreuses lectures ». Elizabeth ne peut que rire de ce portrait de « perfect lady », tellement idéal qu'il lui semble impossible qu'une femme réunisse l'ensemble de ces qualités. Elle-même est, au sens littéral du terme, un personnage « extra-ordinaire » qui montre son indépendance, et refuse d'être parfaitement « accomplie » selon les critères en vigueur, par exemple en marchant seule trois miles à travers la campagne boueuse, ou en dédaignant de s'exercer au piano.

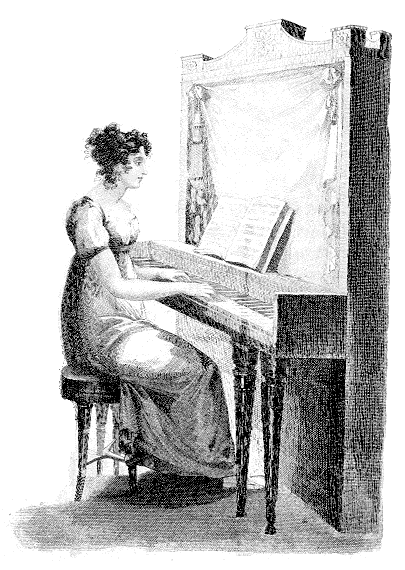
Jeune femme jouant du piano-forte, à l'époque de la Régence.

La notion d’accomplishments est d'ailleurs toute relative. Mary, qui lit les Sermons aux jeunes femmes de James Fordyce, « copie des citations » et aime se produire au piano-forte, est pédante et vaniteuse, mais est considérée comme très « accomplie » par la société locale. Mrs Bennet, qui ne connaît que la société de Meryton d'où elle est issue, se ridiculise en admirant Sir William, « si distingué » et qui « a toujours quelque chose à dire à chacun ». Elle ne voit pas la distinction et l'élégance des manières de la classe sociale supérieure où elle rêve de voir entrer Jane, mais seulement ses avantages matériels et financiers.

#### Dangers d'une éducation négligée
Jane Austen présente, à travers la famille Bennet, les dangers d'une éducation insuffisante ou négligée. Lady Catherine est choquée qu'Elizabeth et ses sœurs n'aient pas eu de gouvernante ou que les plus jeunes ait déjà la liberté de « sortir ». Leur mère ne semble pas leur inculquer des principes d'économie domestique : elle se moque de Charlotte devant aller en cuisine superviser la confection de tartelettes. Elle ne leur inculque pas davantage de principes moraux, ne voyant pas le danger qu'il y a à laisser les plus jeunes flirter avec les officiers, se réjouissant sans vergogne d'avoir une fille « bien mariée ». Superficielle, vulgaire et égoïste, effrayée par la menace que l'entail fait peser sur elle, elle cherche à assurer sa sécurité matérielle et sa propre position sociale en mariant ses filles.
Mr Bennet a renoncé à son autorité paternelle et ne s'occupe de ses filles que pour s'en moquer. Seule Elizabeth, parce qu'elle a une tournure d'esprit proche de la sienne, trouve grâce à ses yeux. Il laisse Lydia suivre le régiment pour avoir la paix à la maison, et est soulagé d'avoir eu si peu à faire pour sauver sa réputation. Parfaitement conscient que ce mariage est un replâtrage, « a patched-up business » comme dit Lady Catherine, il affirme cyniquement « être excessivement fier de » l'impudence de son gendre, alors que Jane est choquée et Elizabeth écœurée par le comportement du jeune couple.
Les filles Bennet ont été laissées à elles-mêmes, et ont appris ce qu'elles voulaient, si elles voulaient. Les aînées, soucieuses de l'éducation de leurs jeunes sœurs, ont assumé le rôle abandonné par leurs parents, et s'appuient l'une sur l'autre : « Jane s'est conditionnée » à ne jamais mal juger, « pour ne pas avoir à se confronter à des attitudes trop pénibles à affronter chez ses parents ». Elizabeth, consciente des manquements de la famille et assumant le rôle du père, essaie, mais sans grand succès, de contrôler Lydia, et protège son aînée en lui cachant que le comportement de leurs parents et de leurs sœurs est responsable du départ de Bingley.
Si les deux aînées sont si bien élevées, c'est grâce aux Gardiner, à Mrs Gardiner en particulier : « Il y avait beaucoup d'estime entre elle et les deux aînées qui avaient souvent séjourné chez elle, à Londres ». Elle est un modèle, une sage amie dont les avis sont écoutés : elle prévient Elizabeth de l'« imprudence » de s'attacher à Wickham et permet la réconciliation de Darcy et d'Elizabeth en amenant celle-ci à Pemberley, tandis que Mr Gardiner se substitue à son beau-frère pour sauver la réputation de Lydia. Les Gardiner représentent des parents de substitution idéaux, et Darcy découvre, avec surprise, dans leur rencontre inattendue à Pemberley, qu'ils sont parfaitement fréquentables (et Elizabeth montre sa bonne éducation en attendant qu'il lui demande de le présenter à ses amis). Ils sont récompensés en étant toujours accueillis « dans les termes les plus intimes » à Pemberley dans la famille recomposée, autour de Mr et Mrs Darcy.

### Vie sociale et distractions
Le roman permet d'avoir un aperçu de la vie sociale et des distractions disponibles pour la classe moyenne d'un petit coin de la campagne anglaise.
Longbourn, le village dont les Bennet sont les « principaux habitants », Lucas Lodge, la demeure toute proche des Lucas, la petite ville de Meryton qui n'est qu'à un mile : voilà le cadre étroit dans lequel évolue la famille Bennet, qui, comme le proclame fièrement Mrs Bennet, dîne « avec vingt-quatre familles ». Les demoiselles se déplacent à pied, pour aller à la ville voir la boutique de la modiste ou apprendre les derniers potins chez leur tante Philips, qui, en tant qu'épouse d'un attorney (avoué), jouit d'un certain statut social. On organise régulièrement des « assemblées », on s'invite pour des dîners, ou simplement des soirées ; on y joue au loto ou aux cartes (quadrille, commerce, whist), on y bavarde, on y lance un bal improvisé quand Mary accepte de jouer des airs à danser. Les demoiselles se visitent pour prendre le thé, pour parler du dernier ou du prochain bal, les gentlemen chassent sur leurs terres, jouent parfois au billard, et le soir, lisent, jouent au piquet ou au trictrac (backgammon).

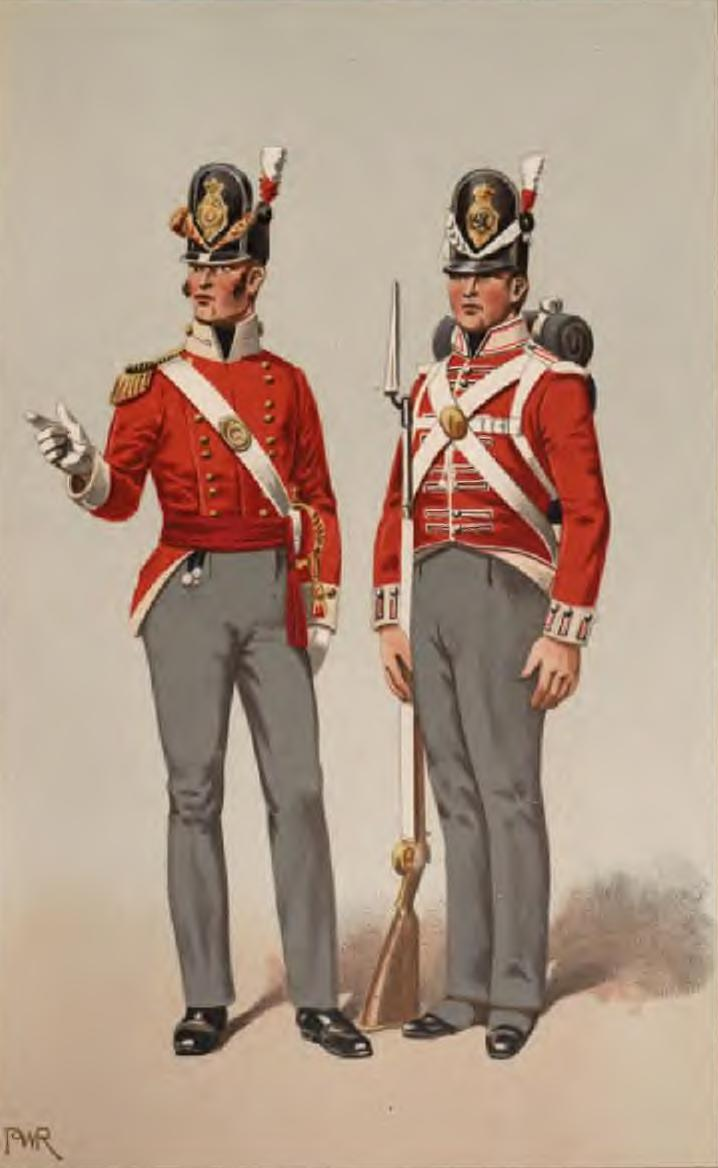
Officier et soldat d'infanterie (« Habits rouges », en 1812).

L'arrivée des nouveaux occupants de Netherfield élargit un peu le cercle, mais ces jeunes gens riches et bien éduqués ne rendent visite qu'aux Bennet et aux Lucas, les seuls qui soient socialement fréquentables pour eux. Leurs distractions ne sont cependant pas très différentes : les messieurs chassent, on se promène dans les allées, le soir on joue aux cartes, et quand on n'y joue pas, certains lisent, font leur correspondance, les dames brodent en participant à la conversation ou jouent du piano. Le bal du 26 novembre, qui fait l'objet d'une invitation officielle, apportée en main propre chez les Bennet, est une manifestation exceptionnelle, la plus brillante de la saison.
À Rosings, les distractions sont encore plus rares : s'il y a un billard pour les messieurs, Lady Catherine fait seule la conversation ; les dîners sont très formels, suivis de rituelles parties de cartes. Elizabeth y joue, au moins une fois, du piano. Cela ne surprend donc pas trop Charlotte que Darcy et le colonel Fitzwilliam s'invitent souvent au presbytère, pour profiter de la conversation d'Elizabeth.
Comme on ne sait rien du recteur local, celui qui assure le service du matin, le dimanche où Elizabeth et Jane quittent Netherfield, le clergé est représenté seulement par Mr Collins, qui ne donne pas une image bien reluisante de la profession. Il ne brille pas en société : il danse mal et sa conversation est fastidieuse. Son discours sur les devoirs de l'homme d'Église insiste sur le respect dû à sa protectrice et aux membres de sa famille. Elizabeth s'étonne de voir Charlotte aussi empressée que lui auprès de Lady Catherine, avant de se faire assez cyniquement la remarque qu'« il y avait peut-être d'autres bénéfices paroissiaux à espérer » (« there might be other family living to be disposed of »).
C'est la venue de la Milice pour ses quartiers d'hiver qui crée le plus de mouvements. Le régiment du colonel Forster est une de ces milices privées, levées pour renforcer l'armée régulière devant la menace d'invasion française. Jane Austen ne dit quasiment rien de la présence de la troupe, car seuls les officiers sont susceptibles de fréquenter la bonne société. Ils ont un statut social enviable : Wickham est le moins gradé (il n'est que lieutenant), mais il a des manières aussi distinguées que les autres officiers et, comme eux, le prestige de l'uniforme. Ces capitaines sont en général des cadets de bonne famille qui ont acheté leur brevet. Leur présence bouleverse la vie locale : dîners au mess, bals, réceptions, invitations données et reçues, et comme certains sont mariés, thés et visites entre dames augmentent les occasions de sorties. On peut comprendre que le départ du régiment ait causé un grand vide, et pas seulement pour Kitty et Lydia.

## Les lieux
Les endroits où vivent les personnages, ceux d'où ils viennent et où ils vont, bien qu'ils soient peu décrits, donnent une vision précise du monde de Jane Austen : le temps et l'espace ancrent le récit dans la réalité. Mais les déplacements ont aussi une valeur symbolique. Pemberley est le seul endroit dont la description est relativement détaillée, ce qui pose la question de la fonction symbolique de cette description.

### Lieux réels
Les régions et les villes ne sont pas inventées. Le roman se passe essentiellement dans le Sud-Est de l'Angleterre, que l'auteur connaît bien : le Hertfordshire au nord-ouest de Londres, et surtout le Kent où habitait son frère Edward Knight, au sud-est. Pemberley est situé dans le Derbyshire, dans les Midlands. Bingley vient des régions manufacturières du Nord, probablement Leeds. Les Wickham seront exilés dans le nord minier, à Newcastle.

#### Les villes

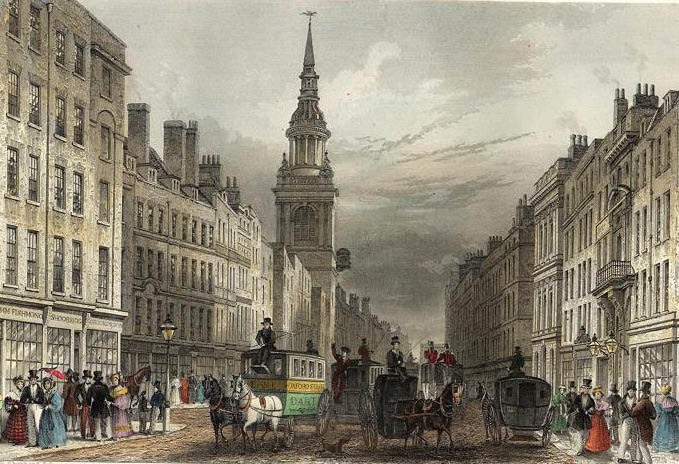
Cheapside vers 1837.

Les villes ont des connotations sociales négatives. Brighton, mise à la mode par le Prince Régent, le futur George IV, où Lydia accompagne la jeune épouse du colonel Forster, et Ramsgate, sur la côte sud du Kent, où Wickham rejoint Georgiana, sont présentées comme des lieux de perdition : loin de leur famille, avec des chaperons incompétents ou mal intentionnés, les jeunes filles nouent des liens dissimulés et socialement dangereux.
Londres, souvent simplement appelée town (« la ville »), est le lieu où riches et pauvres, rentiers et commerçants habitent des quartiers différents et étanches : les Hurst habitent la très huppée Grosvenor Street, et Miss Bingley parle avec dédain du quartier « du côté de Cheapside » où Mr Gardiner a ses entrepôts (warehouse) et son domicile. C'est pourtant une demeure à l'atmosphère joyeuse et aimable, où Jane passe l'hiver et Elizabeth fait étape en allant dans le Kent et en en revenant.
Sir William a caressé le projet d'avoir une maison en ville, Darcy et les Hurst en ont une dans un quartier résidentiel à la mode, où ils passent la « Saison », en général de janvier à avril, car Londres est le lieu idéal pour rencontrer les gens élégants et importants, et pour les jeunes filles de la bonne société de faire leur entrée dans le monde. La capitale, cependant, est présentée comme le lieu des confusions, où les personnages se croisent sans se rencontrer, mais aussi comme un lieu de perdition : Lydia et Wickham s'y cachent.

#### Les paysages
Les paysages ont des connotations symboliques ou esthétiques.

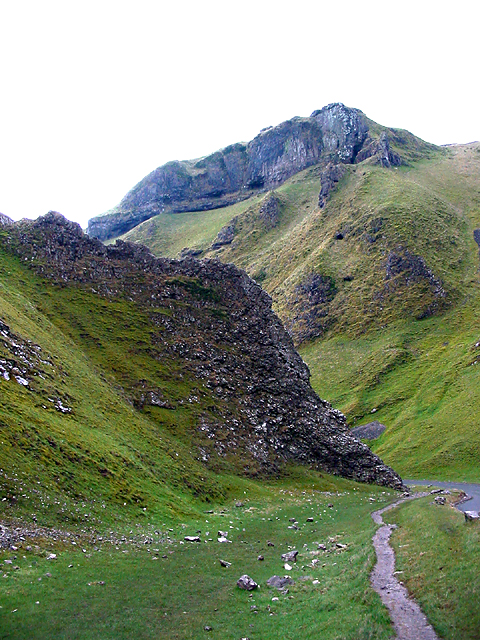
Winnats Pass, dans le Peak District, dans le Nord du Derbyshire.

Voyager était habituel chez la gentry oisive ; on visitait amis ou parents : Jane Austen va voir son frère Edward à Godmersham Park dans le Kent, elle est hébergée chez plusieurs membres de la famille avant de pouvoir se fixer à Chawton, à 50 miles de Londres, sur la route entre Winchester et Londres (la distance exacte qui, dans le roman, sépare Hunsford, dans le Kent, de Lucas Lodge, dans le Hertfordshire).
Mais le tourisme aussi était à la mode. Le goût du pittoresque, véhiculé par des guides de voyages comme ceux du Révérend William Gilpin, est partagé par Elizabeth, dont Jane Austen souligne avec ironie l'enthousiasme débordant à l'idée de visiter la région des Lacs, de façon plus intelligente toutefois, espère-t-elle, que les touristes ordinaires.
Cependant Jane Austen ne s'attarde pas plus à décrire le Derbyshire qu'elle n'a décrit la région des Lacs, car ce ne sont pas « les célèbres beautés de Matlock, Chatsworth, Dovedale ou des Peaks » qui attirent Mrs Gardiner, mais la minuscule partie (« small part ») du Derbyshire où se trouvent « la petite ville (little town) de Lambton » où elle a vécu avant son mariage, et, par extension, Pemberley, le grand domaine tout proche. Les lieux touristiques traversés ou visités sont tout juste cités, car ils « sont suffisamment connus ». L'auteur reste fidèle à ses principes : le voyage d'Elizabeth dans le Derbyshire ne doit pas devenir un prétexte pour décrire des paysages pittoresques, que d'autres ont assez abondamment détaillés par ailleurs pour que le lecteur puisse les imaginer. Il a une valeur initiatique : elle doit apprendre à ne pas se contenter d'admirer la surface des choses, leur aspect esthétique, leur pittoresque en un mot. La découverte de Pemberley, un domaine « without any artificial appearance » (« sans rien d'artificiel »), va lui révéler la vraie nature de son propriétaire.

### Lieux imaginaires

#### Parcs et jardins
Si Jane Austen reste très sommaire dans la description des lieux que fréquente son héroïne, elle en dit suffisamment pour planter le cadre sans brider l'imagination de son lecteur.
Du Hertfordshire, ne sont cités que la rue principale de Meryton, le bosquet, la pelouse, le petit bois et l'oratoire de Longbourn, les allées plus ou moins larges de Netherfield, et les distances entre ces divers lieux. Cela suffit à montrer le goût d'Elizabeth pour les promenades solitaires, et son besoin viscéral de grand air et d'espace.

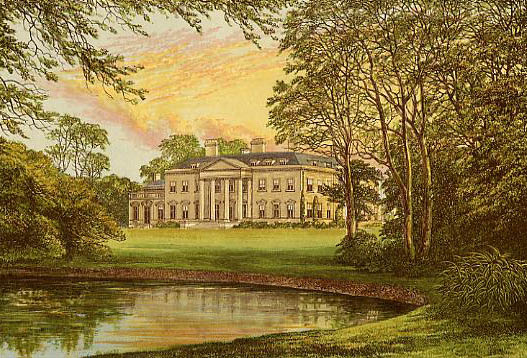
Broadlands, près de Romsey, (Hampshire), remodelé par Lancelot Brown (« Capability Brown ») en 1767 (gravure de 1880).

Cela est confirmé par ses longues promenades dans le parc de Rosings qui l'enchante, et où elle se réfugie souvent pour échapper à l'étouffante Lady Catherine, parc où Darcy la rejoint plusieurs fois - ce qui anticipe leurs rencontres de Pemberley - parc aussi où le colonel Fitzwilliam lui dévoile le rôle de Darcy dans la défection de Bingley, et où elle passe deux heures à décrypter la lettre que ce dernier est venu lui remettre.
Le domaine de Pemberley, en revanche, bénéficie de deux descriptions. La première est la vue, ou plutôt la succession des points de vue qui s'offrent aux visiteurs empruntant la route qui, au terme d'une montée à travers bois, révèle brusquement à une Elizabeth émerveillée (delighted) le château dans son écrin de collines boisées,. L'autre décrit de façon assez détaillée (mais Elizabeth, troublée, regarde sans voir) la promenade selon le circuit permettant d'apprécier la beauté du parc et la variété de ses paysages,. Pemberley s'inscrit ainsi dans la tradition esthétique préconisée par Lancelot Capability Brown : de vastes ondulations d'étendues herbeuses, des bosquets, des rideaux d'arbres, des lacs aux contours irréguliers, d'aspect le plus naturel possible, avec des points de vue et des perspectives variées.

#### Habitations
Bien que les demeures des personnages soient imaginaires, elles sont localisées de façon précise : Longbourn, Lucas Lodge et Meryton dans le Hertfordshire, à environ 50 miles de Rosings Park dans le Kent.
Ces lieux sont importants dans la mesure où Elizabeth y passe ou y séjourne.
À l'exception de Hunsford, le presbytère de Mr Collins, ce sont des demeures de la gentry, avec des pelouses, des bosquets, un parc. Mais il y a une gradation, en fonction de la richesse ou de la position sociale du propriétaire.
De Longbourn, le foyer familial, qu'Elizabeth n'a quitté, jusqu'à présent, que pour des séjours chez sa tante à Londres, de Netherfield, le domaine loué par Bingley, où elle passe trois jours, d'Hunsford, que Charlotte rend confortable, le lecteur ne sait que ce qui est nécessaire à l'intrigue. Mais Rosings Park, qui n'a droit qu'à une ligne de la part de la narratrice extradiégétique (« une belle construction moderne, bien située sur une éminence ») et une réflexion d'Elizabeth (« il n'y avait [à Pemberley] rien de voyant ou d'inutilement somptueux comme à Rosings »), est abondamment loué par Mr Collins, qui fait preuve de son manque de goût par ses descriptions minutieuses et triviales des nombreuses fenêtres, de la cheminée monumentale, ou des divers points de vue .
La visite de Pemberley House, dont l'auteur souligne le confort, l'élégance, la beauté sans ostentation, permet à Elizabeth de découvrir « en creux » le véritable caractère de Darcy : un homme de goût, plein de sollicitude pour sa sœur et de respect filial, au point d'avoir laissé en place une miniature de Wickham que son père aimait beaucoup. Il est significatif qu'elle s'intéresse plus à ce que dit l'intendante du caractère du propriétaire que de la valeur du mobilier, et que, dans la galerie remplie de portraits de famille, elle aille regarder le seul qu'elle pût reconnaître. La contemplation du portrait souriant, « de ce sourire qu'elle se souvenait lui avoir vu quelquefois quand il la regardait », prépare Elizabeth à rencontrer Darcy en personne dans le cadre naturel et sans artifice du parc.

### De Longbourn à Pemberley

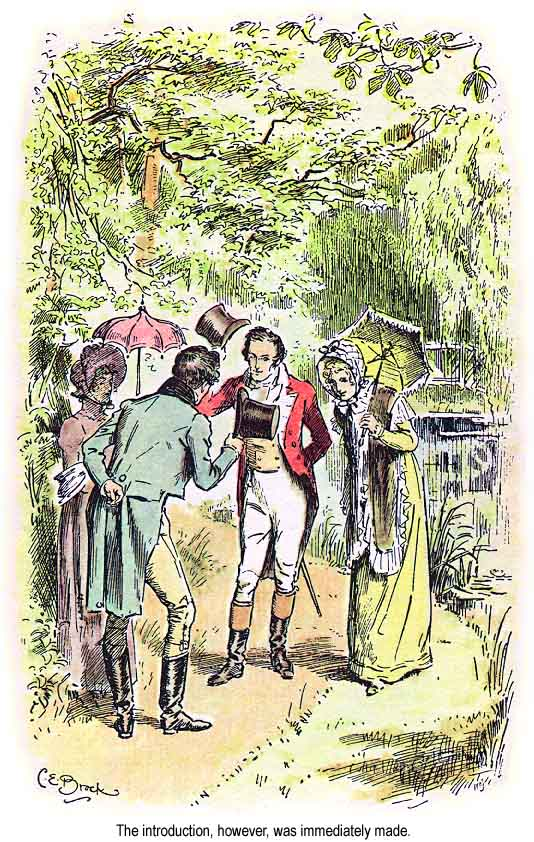
Présentation des Gardiner, les parents de cœur, dans le parc de Pemberley, (C. E. Brock 1895).

Comme toutes les héroïnes de Jane Austen, à part, dans une certaine mesure, Emma (qui ne quitte pas le Surrey), Elizabeth accomplit un voyage à la fois géographique, sentimental, social et moral. Elle a passé toute sa vie à Longbourn. Mais, soumis à l'entail, le domaine de son enfance n'appartient à la famille Bennet que jusqu'à la mort de Mr Bennet, et passera ensuite aux mains de Mr Collins. En attendant de le quitter définitivement, elle entreprend une série de voyages qui lui permettent d'échapper peu à peu aux valeurs superficielles et aux trivialités de Longbourn et Meryton pour découvrir les vraies valeurs dont Pemberley est le symbole et le domaine.
La première étape de son ascension sociale commence timidement à Netherfield, le domaine loué par Bingley, où sa sœur et elle se montrent parfaitement fréquentables par la société élégante, malgré les critiques jalouses de Miss Bingley.
Mais ce sont les deux voyages, dans le Kent puis dans le Derbyshire qui sont essentiels. Pendant son séjour à Hunsford, elle découvre l'aristocratie sous son aspect le plus négatif. Lady Catherine est orgueilleuse et imbue de son importance, et Darcy la demande en mariage avec condescendance : Rosings House est prétentieux comme sa propriétaire, et la demande de Darcy est hautaine et inélégante. Cependant, l'évolution de la végétation dans le parc et l'attitude aimable du colonel Fitzwilliam (qui n'est pas influencé par le comportement de la famille « infréquentable » que Darcy a du mal à oublier) durant les quelques semaines de son séjour, préludent à d'autres transformations.
Son voyage dans le Derbyshire avec les Gardiner lui fait découvrir Pemberley et la véritable personnalité de son propriétaire. Lorsque Jane lui demande quand elle a commencé à aimer Darcy, Elizabeth lui répond : « Depuis que j'ai visité son beau domaine de Pemberley ». Cette remarque n'est pas mercantile, Elizabeth ayant prouvé, en repoussant Darcy à Hunsford, qu'elle n'est pas éblouie par sa fortune. Simplement, elle est tombée amoureuse de son domaine, au point d'éprouver « quelque chose qui ressemble à du regret » de l'avoir rejeté, lui. En quelque sorte, l'amour qu'elle ressent pour Pemberley lui révèle celui qu'elle ignore porter à son propriétaire. Elle découvre l'accord parfait qui existe entre le maître et son domaine, et réalise qu'il partage son goût pour une nature « dont le pittoresque naturel est parfaitement conservé ».

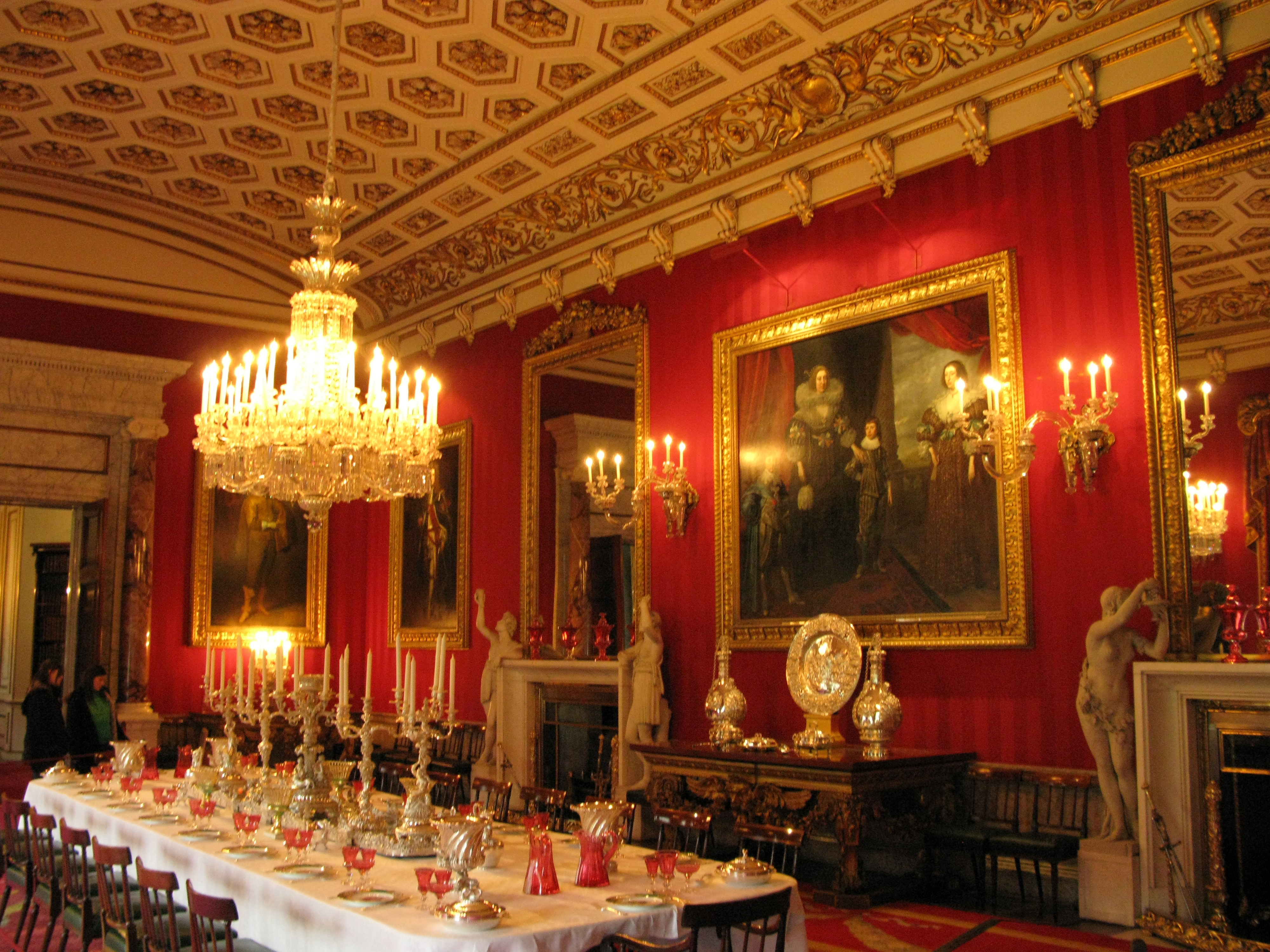
Un intérieur somptueusement meublé : la grande salle à manger de Chatsworth House, le modèle possible de Pemberley House.

Pemberley est l'étalon à l'aune duquel se mesurent tous les autres espaces. Pemberley House n'est pas seulement une belle maison richement meublée, mais le nouveau foyer où Elizabeth va trouver le « confort, l'élégance et l'intimité de la vie familiale », le lieu utopique (le contraire de Longbourn/Meryton) où il sera possible de vivre loin des mesquineries, de la bassesse, de la vanité du monde. L'envie qu'elle ressent d'y accueillir son oncle et sa tante et la politesse avec laquelle Darcy se comporte envers son oncle, un homme d'une véritable élégance, anticipent ce qui sera la réalité finale : Pemberley va devenir le nouveau centre où, « image fidèle de la félicité conjugale » Darcy et elle accueilleront ceux qui seront jugés dignes de faire partie de leur famille, reconstituant autour d'eux une famille de cœur : Georgiana s'y épanouira aux côtés d'Elizabeth, Catherine s'y cultivera, Jane et Charles Bingley y seront souvent fraternellement invités (lorsqu'ils auront, eux aussi, quitté le Hertfordshire), Mr Bennet s'y invitera à l'occasion, les Gardiner y seront reçus comme des parents très aimés, et Lady Catherine acceptera d'y revenir. Ainsi, les trois classes sociales du monde de Jane Austen, l'aristocratie, la gentry et le commerce se réconcilient à Pemberley. Cependant, si Lydia peut parfois y séjourner, Wickham, parce qu'il s'en est montré indigne, et ne s'est pas amendé, a définitivement perdu le droit d'y revenir.

## Postérité du roman

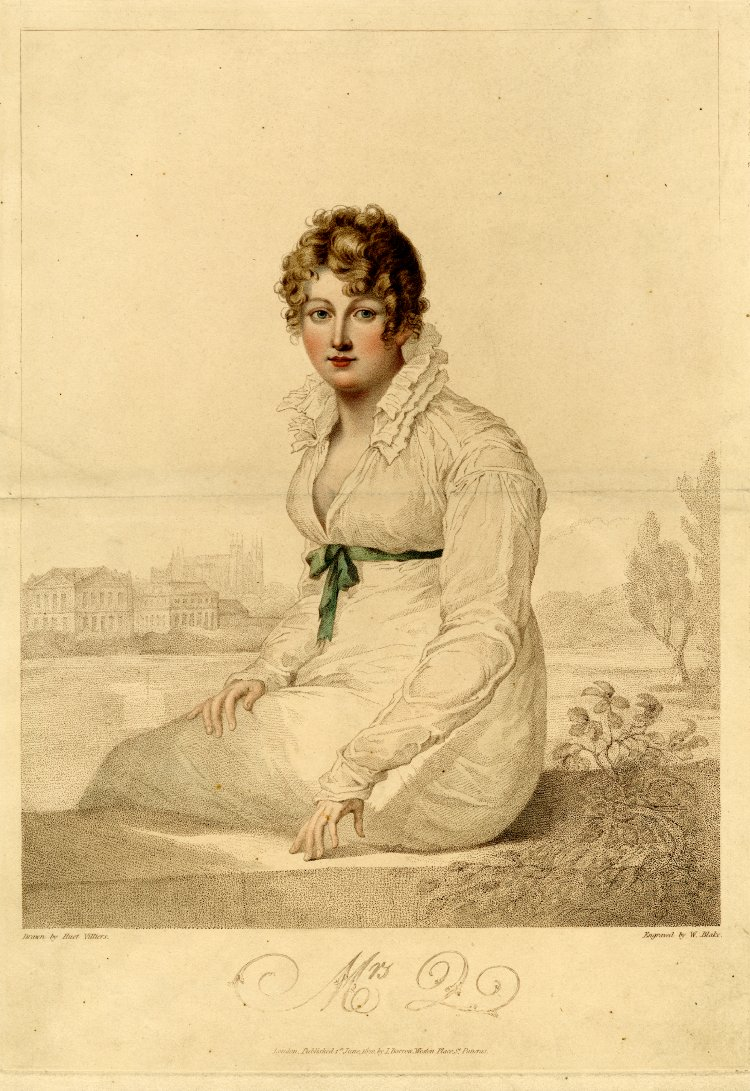
Pour Deirdre le Faye, ce portrait de Mrs Q. (Harriet Quentin) par François Huet Villiers (1772-1813) est le « petit portrait de Mrs Bingley » qu'évoque Jane Austen dans la lettre du 24 mai 1813.

### Avenir des personnages
Les personnages de Pride and Prejudice ont continué à vivre dans l'imagination de Jane Austen, et James Edward Austen-Leigh raconte, dans ses Souvenirs de Jane Austen, qu'elle donnait, si on le lui demandait, des renseignements sur l'avenir de certains personnages. Ainsi, pour les deux sœurs Bennet non mariées, elle envisage un mariage satisfaisant pour Catherine, avec un clergyman installé près de Pemberley, tandis que la pauvre Mary se contente d'épouser un des clercs de son oncle Philips, parfaitement satisfaite d'être un objet d'admiration à Meryton,.
En ce qui concerne Jane et Elizabeth, on sait qu'elle s'en faisait une idée très précise, et, dans la lettre du 24 mai 1813, adressée à sa sœur Cassandra, elle raconte sa visite de l'exposition de peinture de Spring Gardens, où elle a eu le plaisir de voir « a small portrait of Mrs Bingley, excessively like her » (« un petit portrait de Mrs Bingley, extraordinairement ressemblant ») :
« Mrs Bingley's is exactly herself — size, shaped face, features, and sweetness […] She is dressed in a white gown, with green ornaments, which convinces me of what I had always supposed, that green was a favourite colour with her. I dare say Mrs D. will be in yellow. »
« Le portrait de Mrs Bingley, c'est tout à fait elle : la taille, la courbe du visage, les traits, et la douceur […] Elle porte une robe blanche, avec des ornements verts, ce qui me convainc de ce que j'ai toujours supposé, que le vert est sa couleur préférée. Je parie que Mrs Darcy sera en jaune. »

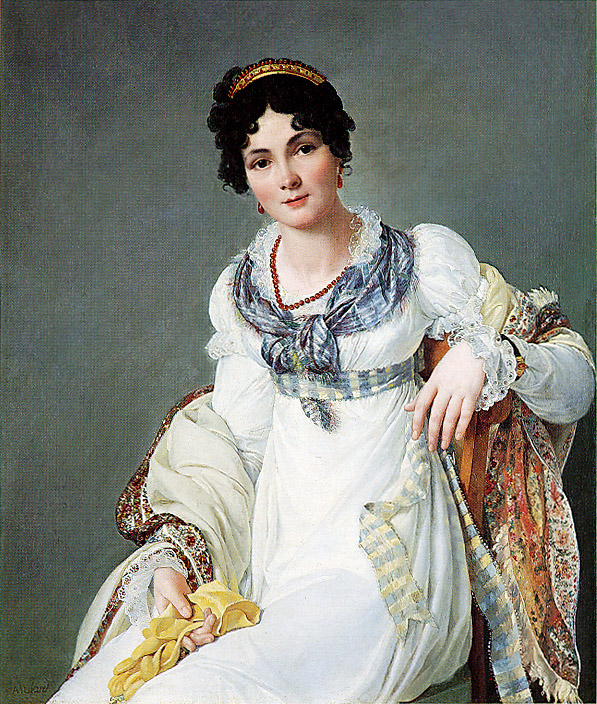
Portrait d'une dame inconnue, par Henri Mulard, vers 1810 :
Elizabeth's face « was rendered uncommonly intelligent by the beautiful expression of her dark eyes ».

Mais ses espoirs d'en voir un de Mrs Darcy furent déçus. Elle n'en vit pas non plus dans Pall Mall, à l'exposition des œuvres de Sir Joshua Reynolds. Le soir même, elle poursuit sa lettre et revient sur sa déception de ne rien avoir vu qui ressemble à Elizabeth. « J'imagine que Monsieur Darcy accorde trop de valeur à n'importe quel portrait d'elle pour aimer l'idée d'en exposer un à la vue du public. Il pourrait éprouver, j'imagine, un sentiment de ce genre, un mélange d'amour, de fierté et de pudeur ».
C'est le XXe siècle qui, à partir de 1938, a donné un visage aux personnages d’Orgueil et Préjugés, à travers de multiples adaptations, au théâtre, au cinéma et surtout à la télévision.

### Célébration du bicentenaire
« It is a truth universally acknowledged… » « C'est une vérité universellement reconnue que le bicentenaire de Pride and Prejudice sera accompagné par une déferlante d'événements et de produits commerciaux liés à Jane Austen », affirme BBC News en janvier 2013, en parodiant le célèbre incipit du roman. De nombreux événements jalonnent en effet l'année 2013 en Grande-Bretagne mais aussi ailleurs.

#### Calendrier des manifestations
- En janvier, une soirée culturelle à Brno, en République tchèque[291], une projection commentée du film de Joe Wright à New York[292].
- En février, une soirée « faccia a faccia con Orgoglio e pregiudizio » à Rome[293]
- Une soirée-débat avec Simon Langton, à Chawton en avril, à Bath en mai
- Mais aussi : des conférences (à Omaha, Halifax, Chawton House, Canberra) ; des expositions (autour de l'œuvre elle-même au Jane Austen's House Museum[294], de costumes Regence à Alton) ; des bals Regence ; des concerts (Adélaïde, Jane Austen's House Museum), des festivals (Canberra, Cambridge, Louisville) ; des ateliers d'écriture (à Chawton) ; des comparaisons de traductions (entre portugais et brésilien)[295] ; un colloque interdisciplinaire « Jane Austen: Orgullos y Prejuicios » à l'université de Mexico[296].
- Sont organisés des circuits (Bath, Lacock, Luckington Court), des lectures publiques (Readaton à Bath[297], à Hinton Ampner dans le Hampshire, à Alton) et, tout l'été, des représentations en plein air d'adaptations théâtrales de Pride and Prejudice, en Grande-Bretagne et ailleurs (Nouvelle-Zélande).

#### Divers
- Le Salon du livre de Paris 2013 avait un stand Jane Austen, exclusivement consacré, à défaut de la présence de l'écrivaine pour une séance de dédicace, à des réécritures romanesques de son œuvre, et présentait sur écran des projections des adaptations de la BBC qui ont largement contribué à la faire (re)découvrir[298].
- Le numéro de mai 2013 de La Revue des deux Mondes, qui a pour titre : Pourquoi Jane Austen est la meilleure[299], présente un article intitulé Chacune cherche son Darcy[300].
- La Jane Austen Society of the Netherlands a présenté le 23 juin une rose anglaise spécialement créée pour le bicentenaire[301].

### Orgueil et Préjugéssur les écrans
Depuis 1938, le roman ne cesse d'être adapté ou transposé, surtout à la télévision, mais aussi au cinéma et même, en 2012-2013, sous forme d'une web-série, chaque adaptation reflétant la sensibilité de l'époque de sa création.

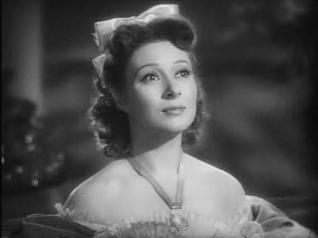
Greer Garson dans Orgueil et Préjugés (1940), où elle tient le rôle d'Elizabeth Bennet.

#### Adaptations au cinéma
Il est possible de classer les nombreuses adaptations en différentes catégories.
« Films d'époque » (costume dramas)

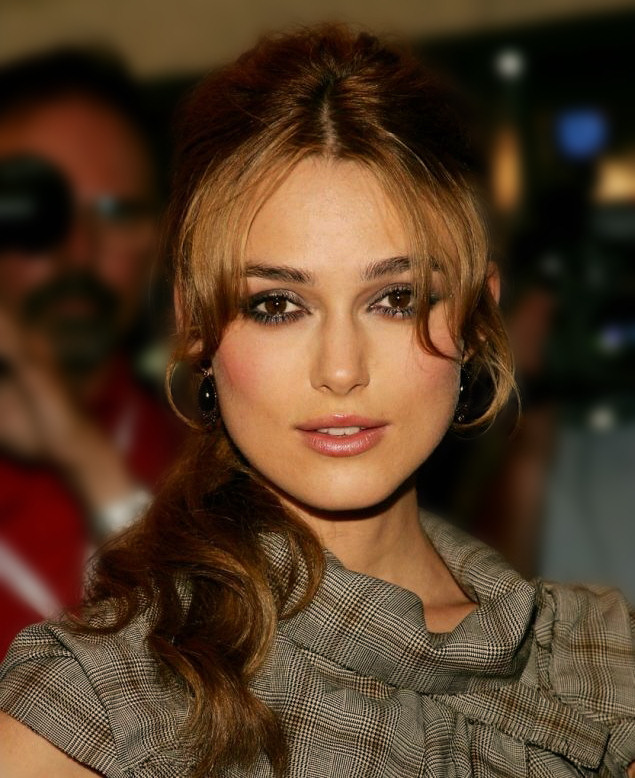
Keira Knightley au Festival du film de Toronto, en 2005, lors de la sortie de Pride & Prejudice, où elle tient le rôle d'Elizabeth Bennet.

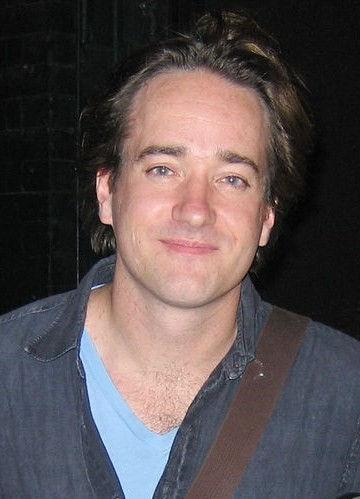
Matthew Macfadyen (ici au Royal Court Theatre de Londres en 2007), Mr Darcy en 2005, au cinéma.

- 1940 : Orgueil et Préjugés de Robert Z. Leonard avec Greer Garson et Laurence Olivier (117 min).
- 2005 : Orgueil et Préjugés (Pride & Prejudice) de Joe Wright, avec Keira Knightley, Matthew Macfadyen, Donald Sutherland, Judi Dench et Rosamund Pike (127 min)[N 98]

Transpositions proximisantes
- 2003 : Pride & Prejudice: A Latter Day Comedy de Andrew Black, transposition au XXe siècle dans une université américaine de l'Utah.
- 2004 : Coup de foudre à Bollywood (Bride & Prejudice) de Gurinder Chadha, transposition dans l'Inde contemporaine[304].
- 2011 : A Modern Pride and Prejudice de Bonny Mae[305], tourné dans le Colorado.
- 2018 : Noël à Pemberley (Christmas at Pemberley Manor), téléfilm de Colin Theys[306] se déroulant à notre époque.

Adaptations libres
- 2001 : Le Journal de Bridget Jones (Bridget Jones's diary) est tiré du livre à succès d'Helen Fielding, dont la trame principale est un hommage délibéré au roman[307]. Les personnages de Daniel Cleaver et Mark Darcy sont librement inspirés des personnages de Wickham et Darcy dans la version BBC de Simon Langton d’Orgueil et Préjugés. Le metteur en scène attend donc du spectateur qu'il ait vu la série télévisée, non qu'il ait lu le roman. D'où la présence de Colin Firth dans le rôle de Mark Darcy et le plongeon de Hugh Grant dans un lac. Et la maison d'édition où travaille Bridget s'appelle Pemberley Publishing[307].
- 2016 : Orgueil et Préjugés et Zombies, film d'horreur de Burr Steers, adapté du roman parodique Orgueil et Préjugés et Zombies de Seth Grahame-Smith.

 Œuvres liées 
- 2007 : Becoming Jane de Julian Jarrold, qui imagine, à partir d’Orgueil et Préjugés, les relations de Jane Austen (Anne Hathaway) et Tom Lefroy (James McAvoy)
- 2013 : Austenland de Jerusha Hess où, de nos jours, une jeune femme voyage jusqu'à un parc à thème consacré à Jane Austen dans l'espoir d'y rencontrer son Mr Darcy[308].

#### À la télévision

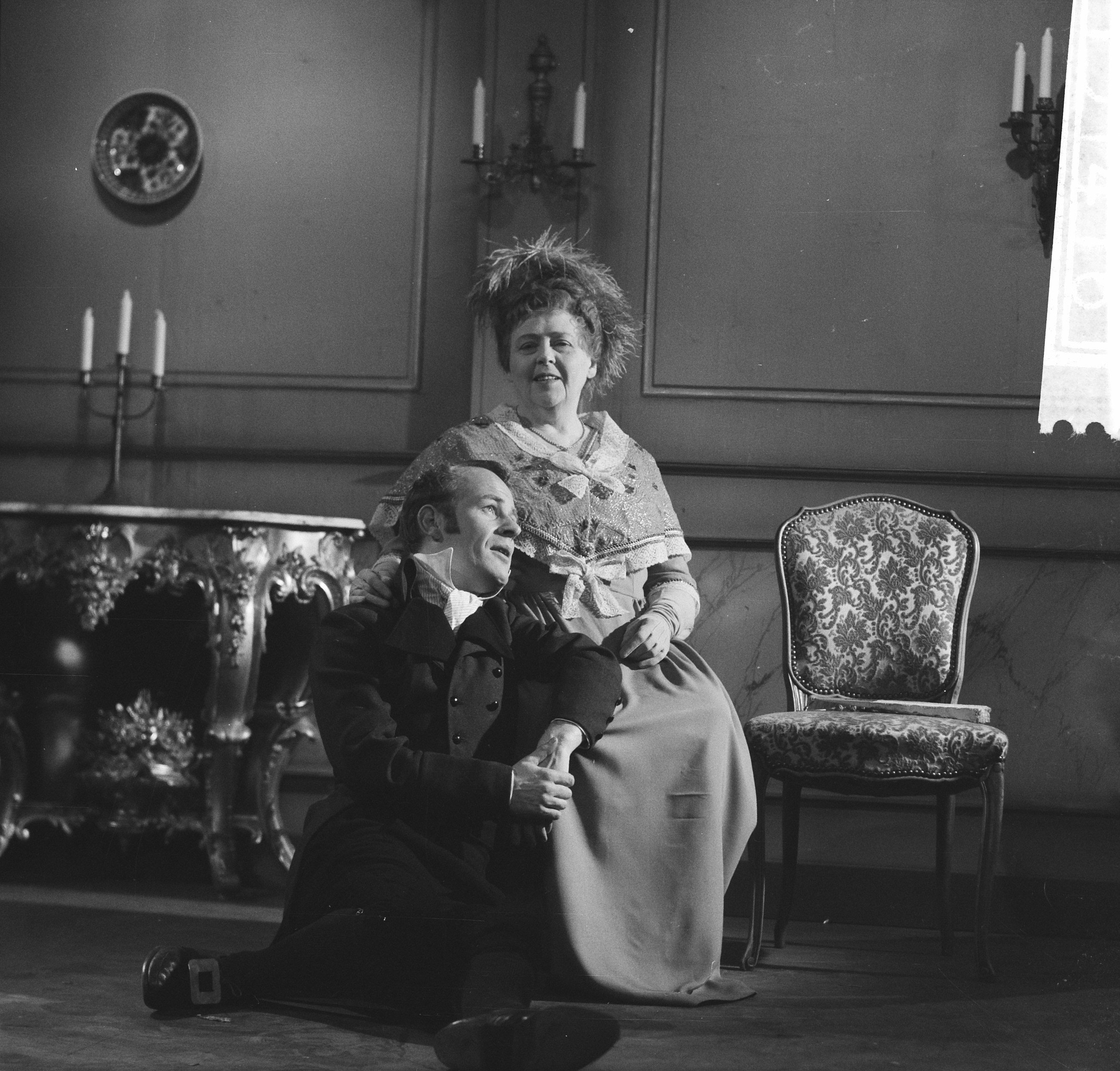
Pièce télévisée de la NCRV : De vier dochters Bennet, avec Mien Duymaer van Twist (Mrs Bennet) et, adaptation néerlandaise du roman Orgueil et Préjugés.

##### Adaptations

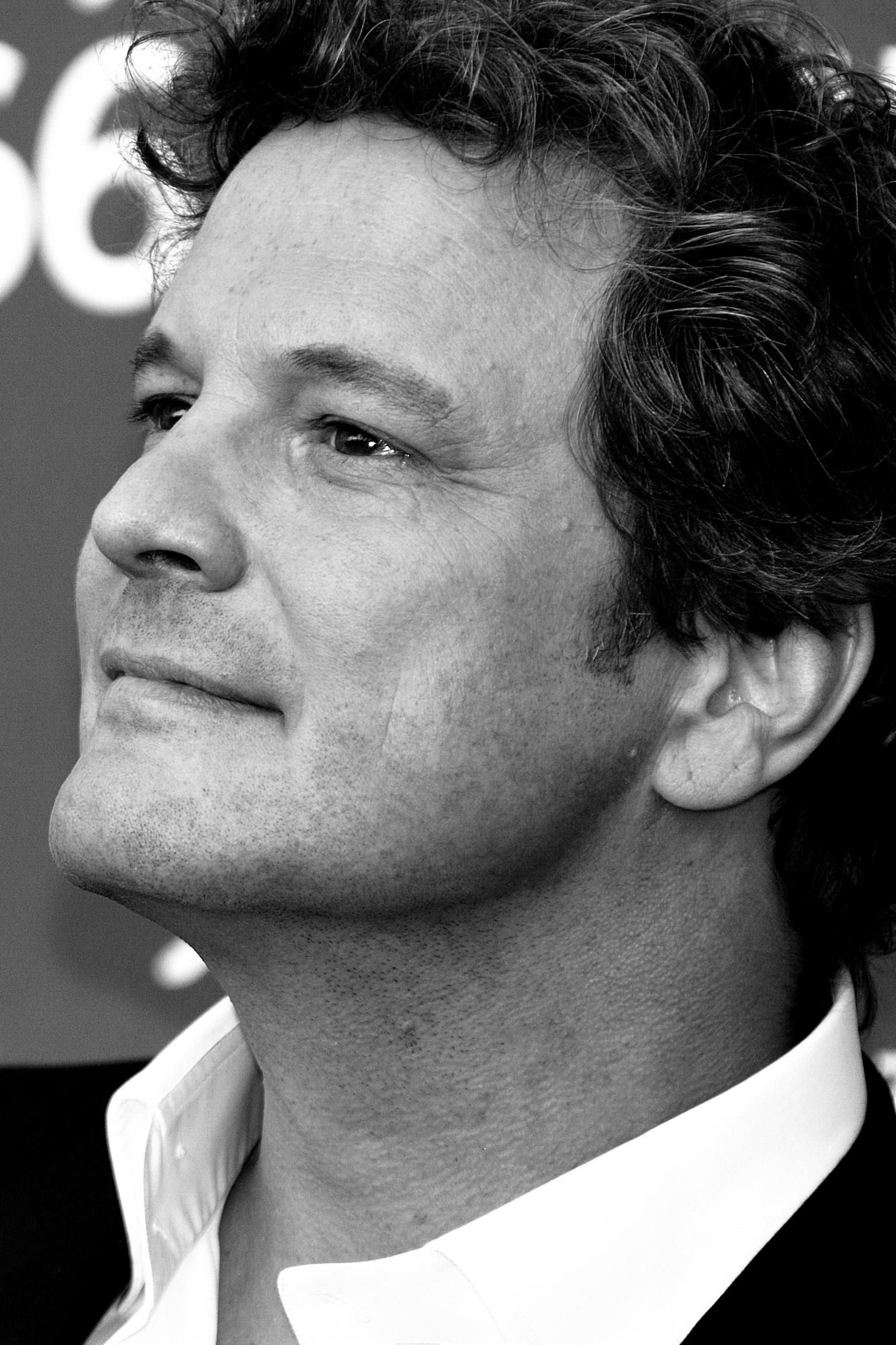
Colin Firth (ici à la Mostra de Venise en 2009), Mr Darcy en 1995, à la télévision.

On peut considérer que ce sont toutes des costume dramas.
- 1938 : Pride and Prejudice de Michael Barry, première adaptation britannique, de 55 min, en noir et blanc et en direct[310]
- 1949 : Pride and Prejudice de Fred Coe (17e épisode de la première saison de The Philco Television Playhouse).
- 1952 : Pride and Prejudice de Campbell Logan
- 1956 : Pride and Prejudice, épisode de l'Anthologie Matinee Theater, diffusé en direct sur NBC (États-Unis) 1er octobre 1956
- 1957 : Orgoglio e pregiudizio, adaptation en italien de Daniele D'Anza avec Virna Lisi et Franco Volpi[311]
- 1958 : Pride and Prejudice de Barbara Burnham
- 1961 : De vier dochters Bennet (ce qui signifie, en français, « Les Quatre Filles Bennet »), adaptation en néerlandais par Cedric Wallis et Lo van Hensbergen, avec Lies Franken et Ramnes Shaffy[312]
- 1966 : Orgullo y Prejuicio, adaptation en espagnol de Alberto Gonzalez Vergel
- 1967 : Pride and Prejudice de Joan Craft et Campbell Logan, première adaptation partiellement en couleurs, premières scènes en extérieurs, pour le cent-cinquantenaire de la mort de l'auteur
- 1980 : Orgueil et Préjugés de Cyril Coke et Jonathan Powell. Avec Elizabeth Garvie et David Rintoul (226 min)
- 1995 : Orgueil et Préjugés de Sue Birtwistle et Simon Langton, avec Colin Firth et Jennifer Ehle (301 min)

##### Œuvres liées
- 1995 : Wishbone, le Jack Russell Terrier, héros de cette série télévisée américaine pour enfants, est Darcy dans l'épisode intitulé Furst Impressions diffusé le 1er janvier 1995[313].
- 2008 : Orgueil et Quiproquos (Lost in Austen) de Dan Zeff avec Jemima Rooper, est une version fantastique, parodique et humoristique du roman et de ses principales adaptations pour grand et petit écran, écrite par Guy Andrews.
- 2013 : La mort s'invite à Pemberley, mini-série de Ben Stephenson, est l'adaptation du roman policier éponyme de P. D. James dans lequel on retrouve Elizabeth et Darcy six ans plus tard, vivant à Pemberley avec leur garçon. Lorsque George et Lydia Wickham s'invitent à Pemberley, un meurtre étrange est commis.

#### Sur la Toile
The Lizzie Bennet Diaries, Web-série en cent épisodes parue sur YouTube du 9 avril 2012 au 28 mars 2013, qui transpose l'intrigue au XXIe siècle, se présente comme le blog vidéo personnel de Lizzie Bennet, étudiante californienne préparant un diplôme en communication de masse. Elle y raconte avec humour ses relations conflictuelles avec sa mère et sa petite sœur Lydia, puis ses rapports compliqués et houleux avec le mystérieux William Darcy, propriétaire d'une entreprise du numérique Pemberley Digital.

### Autres transpositions d’Orgueil et Préjugés

#### Sur scène
Les adaptations pour la scène sont nombreuses et régulièrement montées :
- 1922 Pride and Prejudice : adaptation de Mary Steele MacKaye[314]
- 1935 Pride and Prejudice : pièce sous-titrée A Sentimental Comedy in Three Acts adaptation de Helen Jerome, créée le 28 octobre 1935 à Philadelphie[315]
- 1949 Wedding at Pemberley : pièce en un acte de Anne et Arthur Russel
- 2008 Adaptation de John Jory
- 2013, pour le bicentenaire : Pride and Prejudice, adaptation de Laura Turner, montée par Chapterhouse Theatre Company, jouée tout l'été en tournée dans des parcs de demeures classées, comme Pentillie Castle (Cornouaille)[316] ou Enniskillen Castle (Irlande du Nord)[317] ; adaptation de Simon Reade au Regent's Park Open Air Theatre à Londres[318] ; adaptation nouvelle d'Amy Whiterod et Joy Hellyer, créée en juin à Wellington, en Nouvelle-Zélande[319],[320], nouvelle adaptation de Wendy Reynolds présentée à Chawton le 7 septembre[321].

Des comédies musicales ont aussi été tirées du roman :
- 1959 First Impressions : Comédie musicale de Broadway, créée le 19 mars 1959 à l'Alvin Theater à New York.
- 1995 Pride and Prejudice : comédie musicale de Bernard J. Taylor, créée en 1995 à Peoria, dans l'Illinois, et donnée du 11 au 14 mars 2009 à l'Elgiva Theatre, à Chesham, Buckinghamshire.
- 2009 Jane Austen’s PRIDE AND PREJUDICE, A Musical, comédie musicale de Lyndsay Warren Backer et Amanda Jacobs[322], plusieurs fois récompensée et rejouée.
- Pour le bi-centenaire, en 2013, Pride & Prejudice - The Musical, de Richard Croxford et Mark Dougherty, joué au Everyman Palace Theatre de Cork du 14 au 31 août et au Lyric Theatre de Belfast du 5 septembre au 6 octobre[323] ; et Pride & Prejudice: A New Musical, de Sam Balzac et Kathleen Recchia, créée pour Book & Blanket [Youth Theatre, 10 et 11 août 2013 à New York[324].
- 2018 Création au Tron Theatre à Glasgow en Écosse de Pride and Prejudice* (*sort of) (en), comédie musicale d'Isobel McArthur, jouée à Londres au Criterion Theatre, dans le West End en 2021, et régulièrement en tournées entre 2019 et 2025[325].
- 2025 Orgueil & Préjugés... ou presque, adaptation française par Virginie Hock et Jean-Marc Victor au Théâtre Saint-Georges à Paris de la comédie musicale d'Isobel McArthur[326].

#### En littérature
Une première suite, par Sybil Brinton (Old friends and New fancies) est publiée en 1913, une deuxième, par Dorothy Bonavia-Hunt (Pemberley Shades) est publiée en 1949 et rééditée en 1977, une autre par Emma Tennant (Pemberley, or, Pride and Prejudice Continued) en 1993.
En 1928-1930, la femme de lettres japonaise Nogami Yaeko (1885-1985) s'inspire fortement d'Orgueil et Préjugés, qu'elle a découvert en 1907 et admire beaucoup (elle a même aidé son mari à le traduire), pour écrire Machiko, un roman feuilleton contemporain paru dans les journaux Kaizō (Reconstruction), pour les épisodes un à sept, puis Chuō Kōron (Central Review), pour le dernier. L'ensemble est sorti en librairie en 1931. Entre janvier 1935 et avril 1936 elle publie, dans Fujin Kōron, une revue féminine, 虹 の 花 (Niji no hana) « Fleurs de l'arc-en-ciel », présenté comme une traduction libre de Pride and Prejudice, qui condense l'histoire d'« Erizabesu » et de « Daashi ».
Mais c'est le succès de la série télévisée de 1995 qui a vraiment lancé toute une industrie paralittéraire autour de Jane Austen ; de nombreux auteurs de langue anglaise (féminins pour la plupart) imaginent des réécritures de qualités souvent fort inégales : préquelles ou pastiches, suites, voire transpositions proximisantes, parfois traduites en français, comme :
- En 1996 : Le Journal de Bridget Jones (Bridget Jones's Diary) de Helen Fielding, hommage multiple à Orgueil et Préjugés[331].
- Dans la série littéraire en forme d'uchronie de Jasper Fforde, Thursday Next, publiée à partir de 2001, Pride and Prejudice est devenu The Bennets, et court le risque de devenir un reality book, support littéraire d'un reality show[332].
- En 2009 : Orgueil et préjugés et zombies (Pride and Prejudice and Zombies), une parodie de Seth Grahame-Smith, dont une version cinématographique est sortie en 2016.
- En 2011 : La mort s'invite à Pemberley (Death Comes to Pemberley) roman policier de P. D. James, dont l'action se situe en 1803, six années après le mariage de Darcy et Elizabeth, dans lequel les personnages se trouvent impliqués dans une intrigue policière.
- À la rentrée 2013 paraît Amour, Orgueil et Préjugés[333], qui reprend la trame narrative du roman original, transposée au XXIe siècle à Limerick, en Irlande. Ce roman de Jess Swann[334], écrit en langue française, a été retenu à la suite d'un « appel à texte » lancé par la maison d'édition suisse Les Roses Bleues.
- En octobre 2013, la romancière anglaise Jo Baker publie Longbourn chez l'éditeur Alfred A. Knopf. Le roman se place du point de vue de Sarah, une des domestiques de Longbourn, pour raconter l'histoire des Bennet. Une traduction française est sortie dès 2014 chez Stock[335], sous le titre Une saison à Longbourn[336].

Sur le Web, divers sites proposent des textes en ligne, variations sur Orgueil et Préjugés :
- Les Bits of Ivory, textes écrits de 1997 à 2008 sur le site de « The Republic of Pemberley »[337], par allusion à l'expression de Jane Austen elle-même[N 99] pour décrire son propre travail.
- D'autres sites anglophones continuent à présenter de nouvelles fanfictions, par exemple : « Derbyshire Writers Guild », créé en 1997, « 50 Miles of Good Road », « Mrs Darcy Storysite » ou « Fanfiction.net » présentant des textes en anglais essentiellement, mais aussi en d'autre langues.

#### Manga/Bande-dessinée
- Marvel, l'éditeur de « Comics » américain a lancé une courte série de cinq épisodes, dont premier épisode est sorti en avril 2009 sur un scénario de Nancy Hajeski[338] et le dernier en août de la même année, avant de l'éditer en un seul volume[339].
- Pride and Prejudice, un manga anglophone des éditions Udon et de la collection Manga Classics, collection adaptant les classiques de la littérature en manga.
- Orgueil & Préjugés, en album BD aux éditions Soleil, et adapté par Aurore. Le premier tome est sorti en septembre 2019
- Orgueil & Préjugés, en album BD à Jungle, et adapté par Claudia Kühn, publié en octobre 2024.

### Citations en anglais
1. ↑  Le Tome II débute pratiquement par ces mots : « Hope was over, entirely over »[122].
2. ↑  « Those marvellous little speeches which sum up, in a few minutes’ chatter, all that we need in order to know a [caracter] for ever »[128].
3. ↑  « A woman of mean understanding, little information and uncertain temper »[57]
4. ↑  « Mary had neither genius nor taste; and though vanity had given her application, it had given her likewise a pedantic air and conceited manner, which would have injured a highter degree of excellence than she had reached »[72].
5. ↑  « He was an indolent man, who lived only to eat, drink and play at cards »)[133].
6. ↑  « [D]elivering her opinion on every subject in so decisive a manner, as proved that she was not used to have her judgement controverted »[134].
7. ↑  « Lucas Lodge, where he could think with pleasure of his own importance, and, unshackled by business, occupy himself solely in being civil to all the world »[90].
8. ↑  « Mr Collins was not a sensible man, and the deficiency of nature had been but little assisted by education or society »[135].
9. ↑  « his veneration for [Lady Catherine] as his patroness, mingling with a very good opinion of himself, of his authority as a clergyman and his right as a rector, made him altogether a mixture of pride and obsequiousness, self importance and humility »[135].
10. ↑  « I am not one of those young ladies (if such young ladies there are) who are so daring as to risk their happiness on the chance of being asked a second time »[141].
11. ↑  « What will you think of my vanity ? I believed you to be wishing, expecting my addresses »[149].
12. ↑  « So, Lizzy, your sister is crossed in love, I find. I congratulate her. Next to being married, a girl likes to be crossed in love a little now and then. It is something to think of, and gives her a sort of distinction among her companions »[154].
13. ↑  « The wisest and the best of men […] may be rendered ridiculous by a person whose first object in life is a joke »[156].
14. ↑  « I hope I never ridicule what is wise or good. Follies and nonsense, whims and inconsistencies, do divert me »[156].
15. ↑  « She had all sorts of devices for evading scenes of passion »[128].
16. ↑  « Much as I abominate writing, I would not give up Mr Collins's correspondence for any consideration »[167].
17. ↑  « The pure and disinterested desire of an etablissement » dit ironiquement l'auteur[159].
18. ↑  « Kitty Bennet was satisfactorily married to a clergyman near Pemberley, while Mary obtained nothing higher than one of her uncle Philips' clerks, and was content to be considered a star in the society of Meryton »[285]
19. ↑  « I can only imagine that Mr D. prizes any picture of her too much to like it should be exposed tothe public eye. I can imagine he would have that sort of feeling — that mixture of love, pride, and delicacy »[287].